# 大阪駅
大阪駅（おおさかえき）は、大阪府大阪市北区梅田にある、西日本旅客鉄道（JR西日本）の駅。梅田地区の鉄道駅の一つ。
西日本で最多の乗降客数を誇る駅で、世界でも新宿駅、渋谷駅、池袋駅に次いで4番目に多く、世界的にもトップクラスの利用者数を誇る。駅長が配置された直営駅で、管理駅として塚本駅を管轄している。JRの特定都区市内制度における「大阪市内」に属する駅であり、運賃計算の中心駅となる。また、アーバンネットワーク（京阪神地区）の運行の要衝となる駅で、運行系統の軸をなしている。第1回近畿の駅百選にも選定された。
JR京都線・JR神戸線にはJR-A47、JR宝塚線にはJR-G47、大阪環状線にはJR-O11、おおさか東線にはJR-F01の駅番号がそれぞれ設定されている。

## 概要

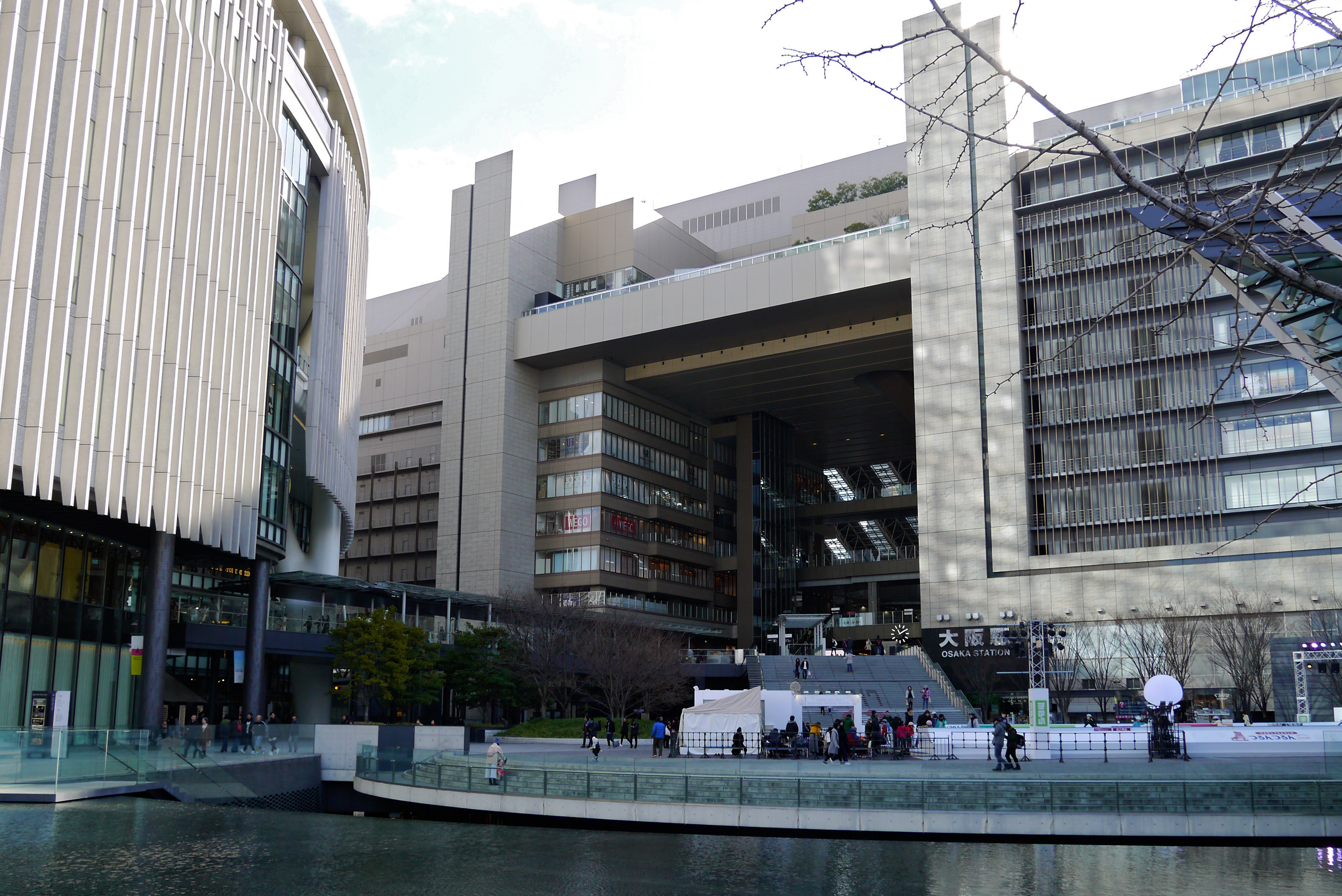
北口

当駅は大阪最大の繁華街・ビジネス街である梅田の中心に位置する西日本最大のターミナル駅であり、関西随一の鉄道交通の拠点である梅田地区の鉄道駅の1つである。また、駅ビルの大阪ステーションシティは当駅を核に構成される巨大複合商業施設であり世界最大の駅ビルである。
JR西日本の駅としては最も利用者数が多い。運輸取扱収入においても長年、当駅が第1位だったが、2021年度に広島駅・新大阪駅に抜かれて、現在は第3位となっている。
各線の梅田駅との乗り換え駅であり（後述）、大阪府内に「大阪」と付く駅が多いことから、「大阪（梅田）駅」とも表示されている（新大阪駅などの一部周辺のJR西日本の駅でもこの表示がある）。また、梅田地区の駅をまとめて「大阪・梅田駅」や「大阪駅・梅田駅」と表記されることもある。当駅南側に位置しているJR東西線の北新地駅とは地下街・地下通路で連絡しており、条件を満たした乗車券であれば同一駅として扱われ、乗り換えができる。
東京および山陽・九州方面への長距離列車については、1964年10月1日に開業した新大阪駅を発着する東海道・山陽・九州新幹線に地位を譲ったものの、当駅は現在でも北陸方面との特急の始発・終着駅であり、新快速を始めとする近畿圏の都市間連絡列車や、北近畿・山陰・関西空港・南紀・飛騨方面との特急、出雲市駅・高松駅発着の寝台特急（客扱いはサンライズ出雲・サンライズ瀬戸の上り東京行きのみ）などの在来線特急も発着している。
かつては東北・北海道・九州・山陰方面に向かう夜行列車も発着していたが、山陰方面は2004年に夜行急行「だいせん」が廃止されて夜行列車がなくなり（「サンライズ出雲」は後述のように上り東京行きのみ客扱い）、2008年3月に当駅 - 東京駅間を結んだ寝台急行「銀河」、末期は京都駅発着で九州方面を結んだ寝台特急「なは」・「あかつき」が廃止、2009年3月に東京駅 - 九州方面を結んだ寝台特急「はやぶさ」・「富士」（客扱いは下り列車のみ）が廃止され、九州への夜行列車がなくなり、2015年3月14日のダイヤ改正で寝台特急「トワイライトエクスプレス」が廃止されたことで東北・北海道方面を行き来する夜行列車も消滅した。これによって当駅（および京都駅）を始発・終着とする定期夜行列車は全て消滅した。現在、当駅から発車する定期列車の最遠は、普通列車は最西は上郡駅、最東・最北は敦賀駅、最南は御坊駅、特急列車は最西は倉吉駅、最東は東京駅、最南は新宮駅である。
当駅（JR大阪駅）の事務管コードは、▲610130となっている。なお、大阪・新大阪の事務管コードは▲619910、大阪市内の事務管コードは▲619901が用いられている。
次述の乗り入れ路線のうち大阪環状線は、各駅に「駅シンボルフラワー」が制定されており、当駅は「バラ」である。

## 乗り入れ路線
東海道本線を所属線として、大阪環状線を加えた2路線が乗り入れている。また尼崎駅を起点とする福知山線の列車も東海道本線を経由して乗り入れており、東海道本線の高槻駅方面との相互直通運転を行っている。加えて、神戸駅から山陽本線に直通する列車や、相生駅から赤穂線に直通する列車、山科駅から湖西線に直通する列車、米原駅から北陸本線に直通する列車も乗り入れている。さらに西九条駅から桜島線に直通する列車のほか、天王寺駅から阪和線・関西空港線に直通する列車や関西本線に直通する列車も乗り入れており、大阪環状線の京橋駅方面との直通運転を行っている。2023年3月18日に新たに大阪駅地下ホーム（仮称は北梅田駅）が開業したことにより、それまで新大阪駅止まりだったおおさか東線は梅田貨物線経由で当駅地下ホームまで乗り入れるようになった他、それまで当駅を経由しなかった特急「はるか」や「くろしお」が停車可能となった。
JR西日本によるアーバンネットワークの独自の愛称路線名として、東海道本線の京都方面には「JR京都線」、東海道本線の神戸方面には「JR神戸線」、福知山線の宝塚方面には「JR宝塚線」がそれぞれ設定されている。これらの路線について、JR西日本の旅客案内では愛称路線名のみが使用されている。

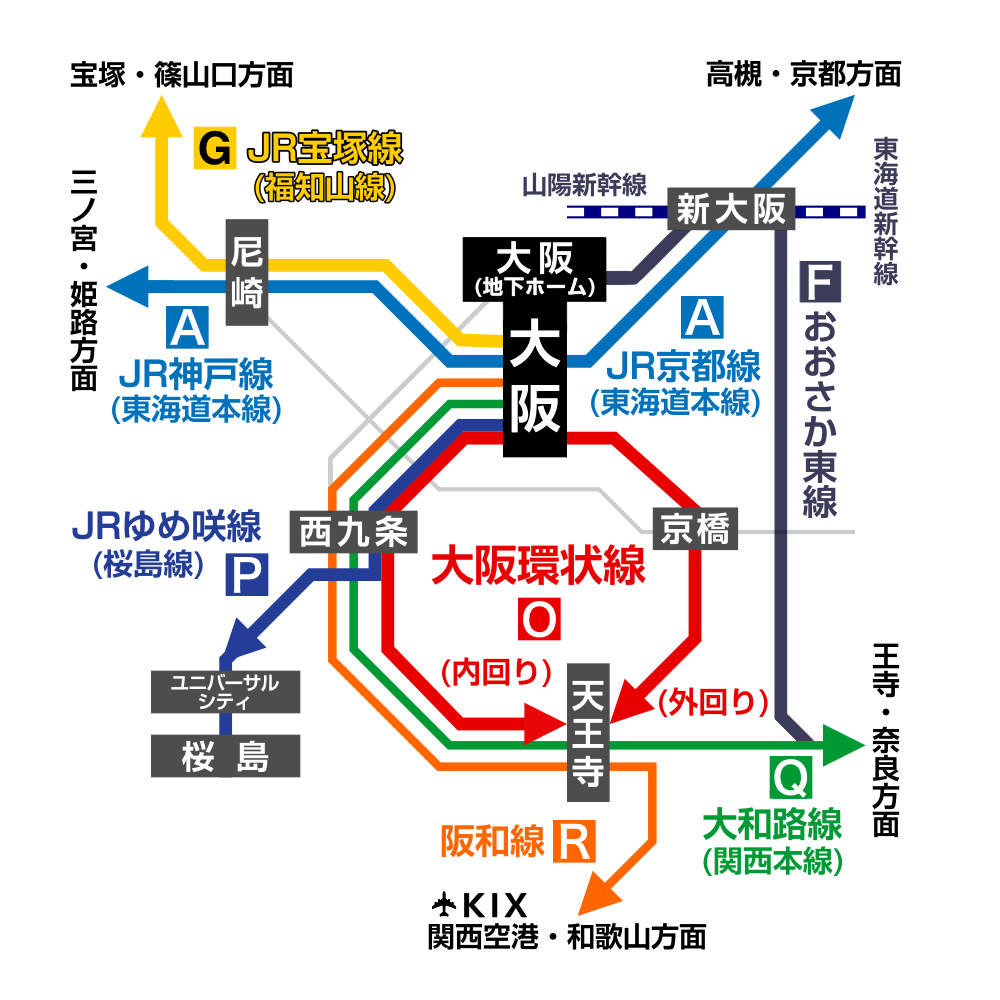
当駅を発着する運転系統

### 接続路線
付近には複数の地下鉄や私鉄の駅があるが、「大阪駅」と名乗っているのはJRのみで、それぞれ次の駅が近接して設けられており、徒歩での乗り換えが可能である。
- 西日本旅客鉄道（JR西日本）
  - 北新地駅 (JR-H44) - JR東西線
大阪駅と北新地駅は別の駅であるが、JR東西線の京橋駅 - 北新地駅間、または北新地駅 - 尼崎駅間に有効な定期券・回数券では、北新地駅と同一駅扱いとして当駅でも乗り降りできる[5]。また普通乗車券においては、大阪市内発着となる長距離券による両駅間の乗り換えが認められており[6]、尼崎駅以遠（塚口・立花方面）各駅から相互発着となる近距離切符の場合は、当駅からの営業・運賃計算キロで計算する特例がある[7]。
- 大阪市高速電気軌道（Osaka Metro）
  - 梅田駅 (M16) - 御堂筋線
  - 東梅田駅 (T20) - 谷町線
  - 西梅田駅 (Y11) - 四つ橋線
- 阪神電気鉄道
  - 大阪梅田駅 (HS 01) - 阪神本線
- 阪急電鉄
  - 大阪梅田駅 (HK-01) -  神戸本線・ 宝塚本線・ 京都本線

## 歴史

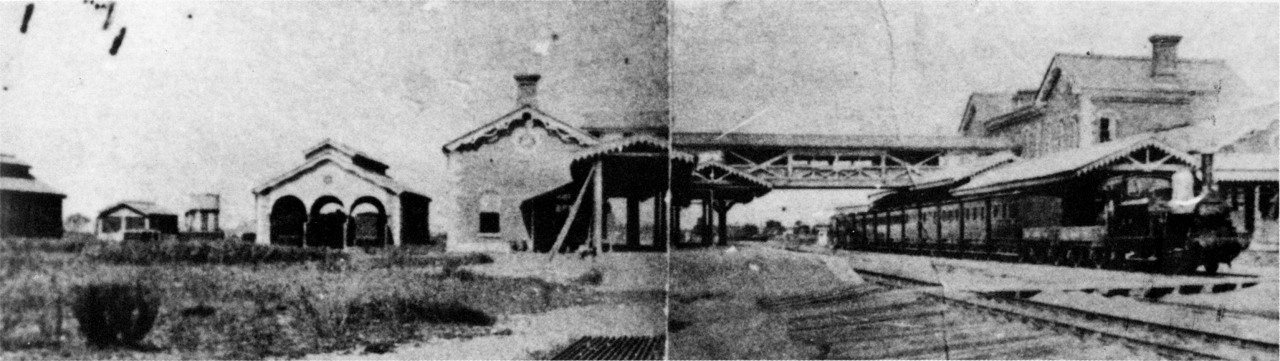
初代駅舎 構内（1870年代）

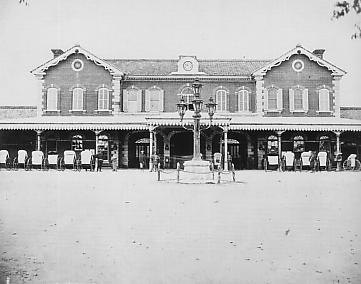
初代駅舎（1874年 - 1899年）

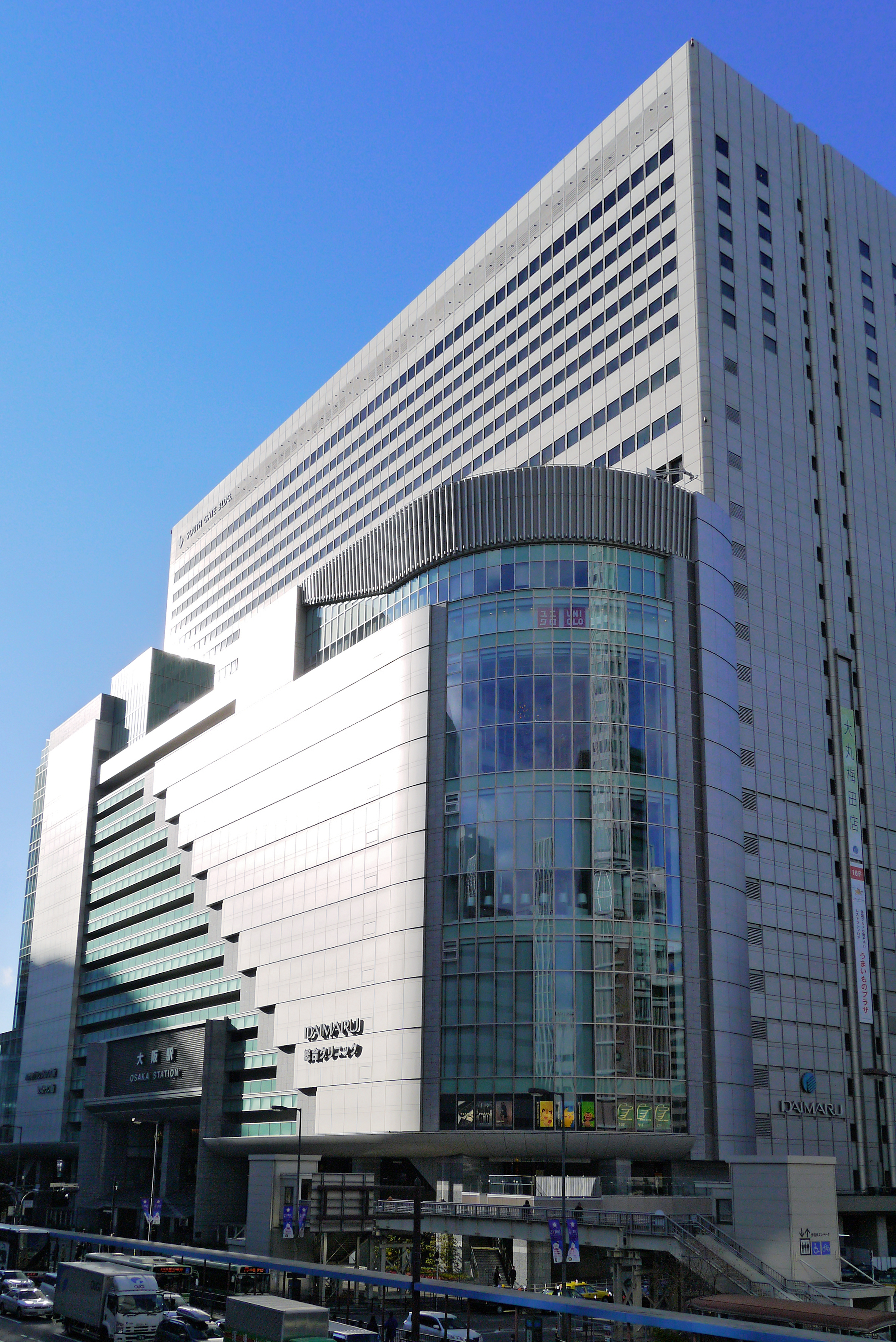
現在の五代目大阪駅「サウスゲートビルディング」（旧アクティ大阪）（2011年）

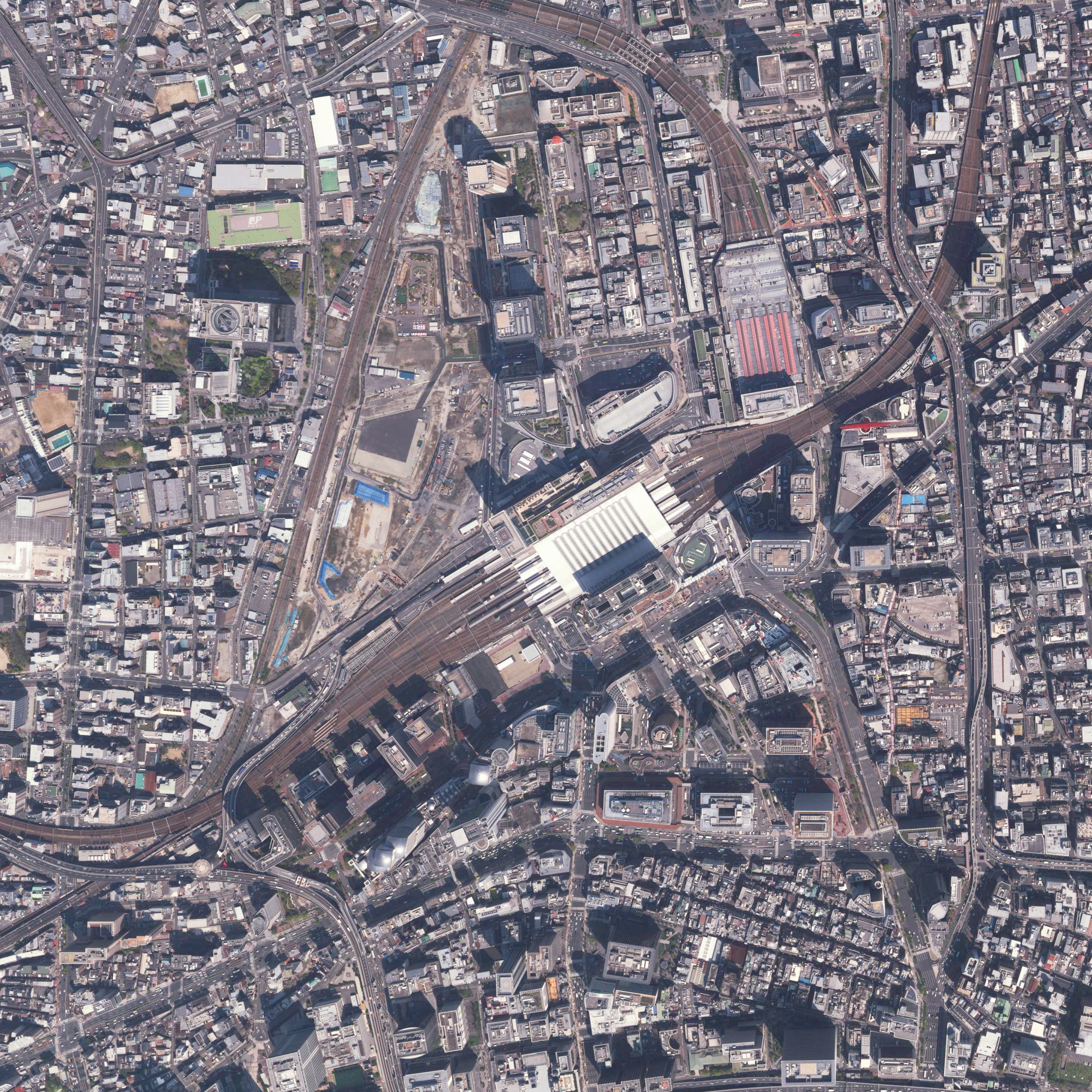
大阪駅周辺の空中写真（2017年4月撮影）

### 計画と建設
1874年（明治7年）に、新橋駅 - 横浜駅間に次ぐ日本で2番目の鉄道路線である大阪駅 - 神戸駅間の鉄道開業と同時に開業した。建設はジョン・イングランド ら英国人技士団の指導の下で進められた。駅舎は赤煉瓦造り2階建てで、現在の四つ橋筋より西側のJPタワー大阪（大阪中央郵便局旧局舎跡付近）にあった。当時の大阪の市街地は堂島以南のエリアであり、梅田は民家がわずかにあるだけで駅周辺は田圃が広がっていた。
工部省鉄道寮は当初、江戸時代以来の市街地である堂島のうち田蓑橋北詰一帯、現在のNTTテレパーク堂島付近の蔵屋敷跡地を利用して頭端式での建設を計画していたが、最終的に設置場所は曽根崎村の梅田に変更となった。
堂島から梅田に候補地が変更されたのは、将来東へ線路が延伸された際に京都駅 - 神戸駅間の直通運転に都合が良いよう、通過式の駅構造にするためだといわれている。また、堂島だと相当な用地買収が必要となるが、梅田だと経費を抑えられるというメリットもあった。大阪駅より2年早く開業した初代横浜駅（現在の桜木町駅）は西日本（大阪方面）への延伸を考慮しておらず、頭端式ホームを採用したため、その後の計画変更で移転を強いられたことからしても、東西直通運転を可能にしつつ市街地にできるだけ近づけた大阪駅には、先見の明があったという意見がある。
大阪駅は1889年（明治22年）の市制施行時でも大阪市に含まれず、1897年（明治30年）まで西成郡曽根崎村に属していた。

### 開業後の推移
開業当初、大阪駅は「梅田駅」「梅田ステーション」「梅田すてんしょ」などと呼ばれていたが、阪神・阪急や貨物駅の梅田駅が開業すると、次第に大阪駅のことを「梅田駅」などと呼ぶことはなくなった。
当初は貨物輸送の比重が大きく、堂島から梅田への候補地の変更は水路との接続を犠牲にするものであったことから、1878年に堂島川から駅の南西まで、堂島のもと駅候補地の東端に沿って堂島掘割（梅田入堀川）が、開削された。堂島川の南に位置する中之島にも土佐堀川まで中之島掘割が開削され、水運の便が図られた。
1885年7月、淀川大洪水の際には停車場周辺も冠水。水深1.21メートルを記録した。
しかし、旅客輸送が次第に増大すると、駅の南西に入堀（船溜）があること、市街の中心となる船場とのアクセスの悪さ、大阪市電の乗り入れ計画などを考慮して、十分な駅前広場を確保すべく、1901年（明治34年）7月に現在地である四つ橋筋より東側へ移転された。なお、貨物の取り扱いに関しては後に梅田貨物駅が設置された際に全面移管され、梅田入堀川も北へ延伸されている。
1906年（明治39年）に公布された鉄道国有法に基づき主要私鉄が国有化される前は、当駅に官営鉄道（国鉄）の列車のほか、山陽鉄道（今の山陽本線）・阪鶴鉄道（同じく福知山線）・西成鉄道（大阪環状線・桜島線）・関西鉄道（関西本線・大阪環状線など）・南海鉄道（南海本線）といった5つもの私鉄の列車が乗り入れていたことがあった。南海鉄道の列車は、1984年と1993年の2段階で廃止された天王寺線経由で関西鉄道線に乗り入れる形で、山陽鉄道と阪鶴鉄道の列車は官営鉄道へ乗り入れて当駅に達していた。
1934年は大阪市街の踏切の撤去を目的とし、城東線（のちの大阪環状線）と共に大阪駅の高架工事が実施されるが、それに先駆けて1926年（昭和元年）に阪神急行電鉄（現在の阪急電鉄）が大阪市街の高架化工事を実施し、同社線起点の梅田駅も東海道本線・城東線をまたぐ形で仮設の高架駅となっていたため、高架化に際しては阪急梅田駅を地上駅にする工事も同時に行う必要があり、結果として路線の上下を同時に入れ替えるという大工事を、5月31日から6月1日にかけての一夜で実施することになった（工事についての詳細はこちらを参照）。この時地上駅となった阪急梅田駅は、1970年代に北へ移設して再び高架駅に戻っている。
上町台地に位置する天王寺駅や難波砂堆に位置する難波駅と異なり、天満砂堆から西へ外れた大阪海岸低地に位置する大阪駅は、標高が低く、地下20 m付近まで多量の水を含んだ粘土層という軟弱地盤となる。高架化の際には、軟弱地盤に対処するため鉄筋コンクリート製の杭を打ったものの、粘土層で基礎杭が留まっていたために建設直後から地盤沈下が生じた。当時は地下水の汲み上げ規制がなかったことで脱水圧密も生じ、沈下量は最大で1.8 mにもなった。一方で、御堂筋線との交差部では基礎杭が砂礫層に達していたために沈下量が極小であったが、その前後の沈下量に著しい差があったために不等沈下が生じた。その結果、当時の大阪駅構内は駅東端で最大23.6 ‰の急勾配が生じ、ホームの屋根が建築限界を超えて車両限界に抵触するなど、列車運行に支障をきたすようになった。
深刻な地盤沈下に対処するために、当駅では日本初のアンダーピニング工法が採用された。1962年までの5年間に計245本の杭が砂礫層に打たれたことにより、沈下は沈静化した。また、同年には地下水の汲み上げを規制する法律が制定されたことにより、沈下原因も解消に向かった。地盤沈下の名残として、現在でも駅構内は数段の階段や勾配が数多くある。この様子は2023年6月10日放送のブラタモリ#237「大阪・梅田 -カオスな梅田はどう生まれた？-」(NHK総合) で紹介された。
1964年10月1日に東海道新幹線の新大阪駅が開業した際には、既に梅田地区には新たに新幹線用の施設を設けるだけの土地の余裕がほとんどなかったことや（北は阪急梅田駅や梅田貨物駅、南は阪神百貨店など）、将来の山陽新幹線建設を考慮した際に北方貨物線の上の用地を使えるようにした方がいいと考えられたため、大阪の市街地から3 kmほど離れた新大阪駅をターミナルとした。
1989年に梅田貨物線を使用して京都駅・新大阪駅から和歌山・関西国際空港への直通の特急列車を走らせることになった際には、当駅はそのルート上に新たにホームを設けるには大きく離れていたため設置は一旦見送られ、通過扱いとなった。

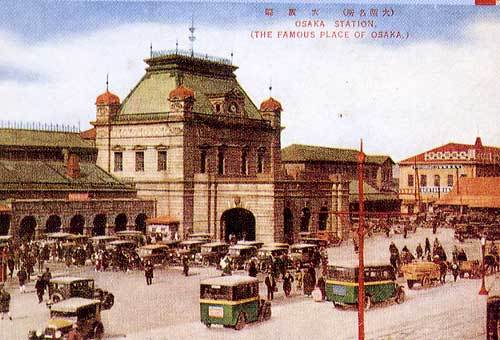
二代目駅舎
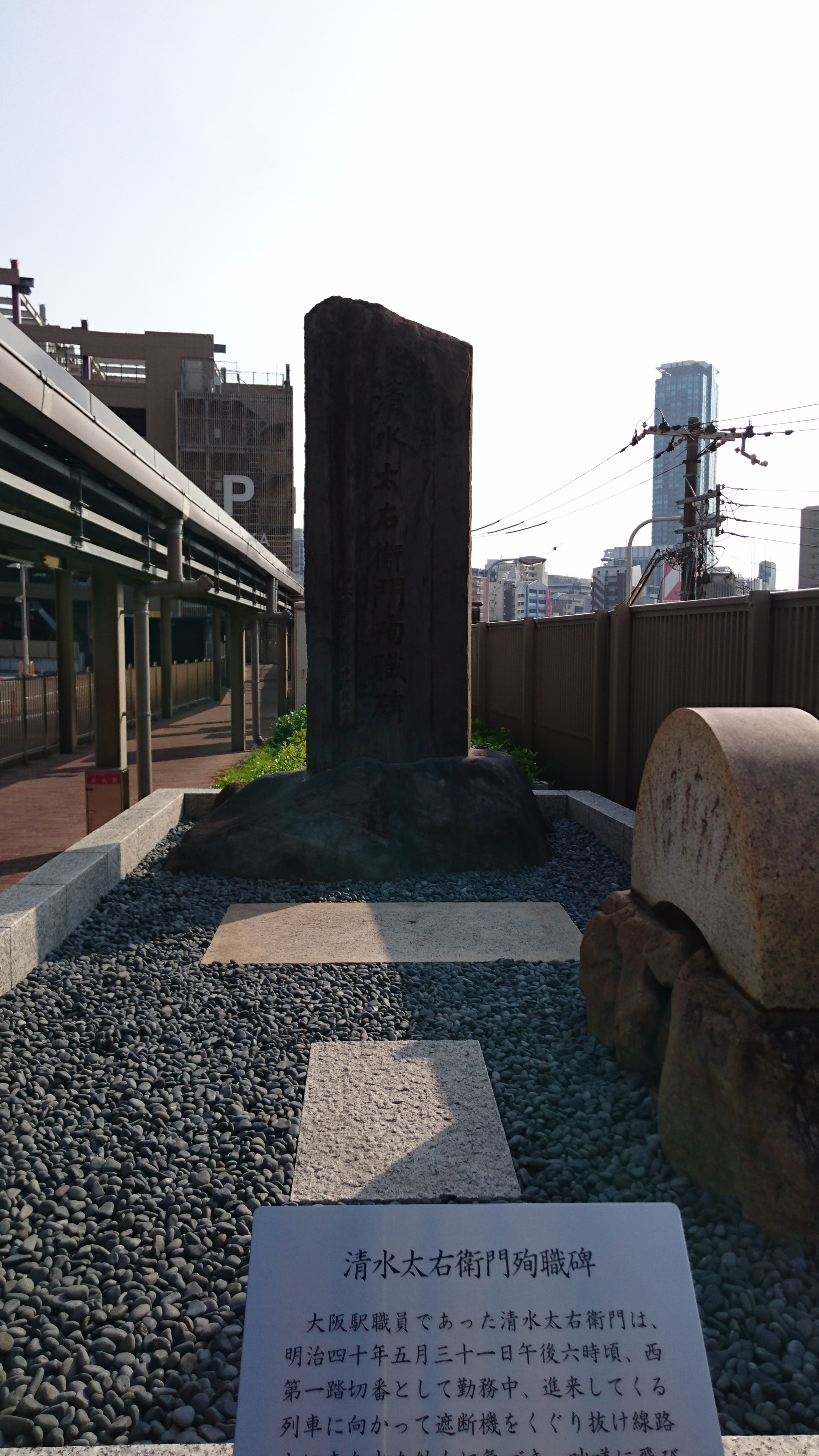
清水太右衛門殉職碑（写真は1956年に再建され、2011年に移設したもの）
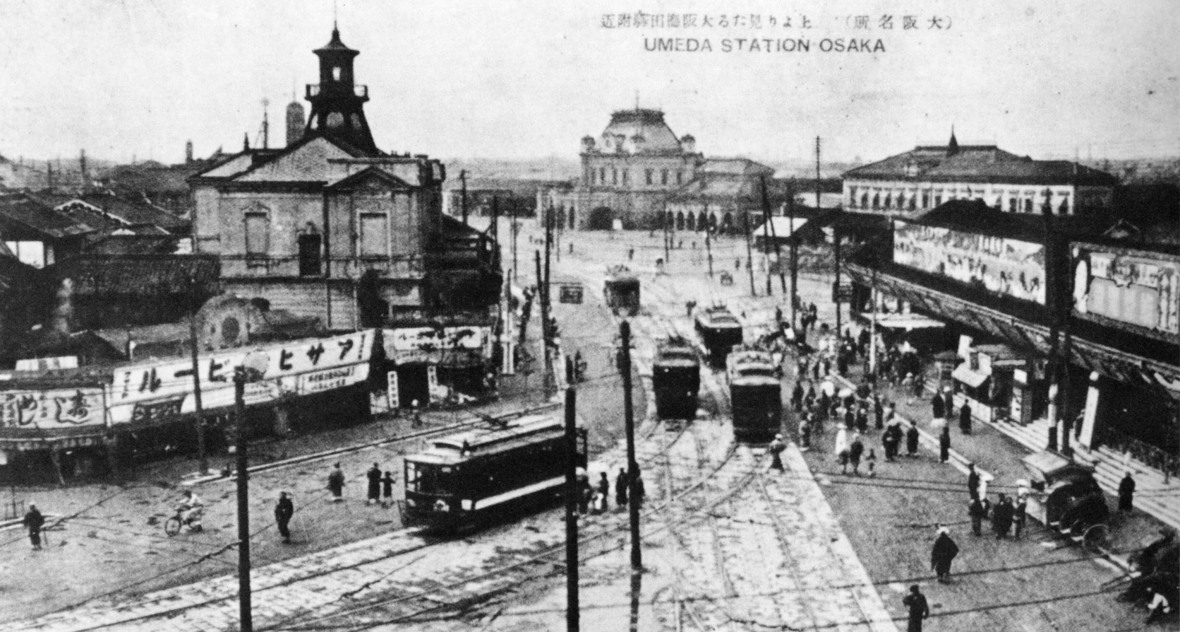
二代目駅舎 東から（大正期）
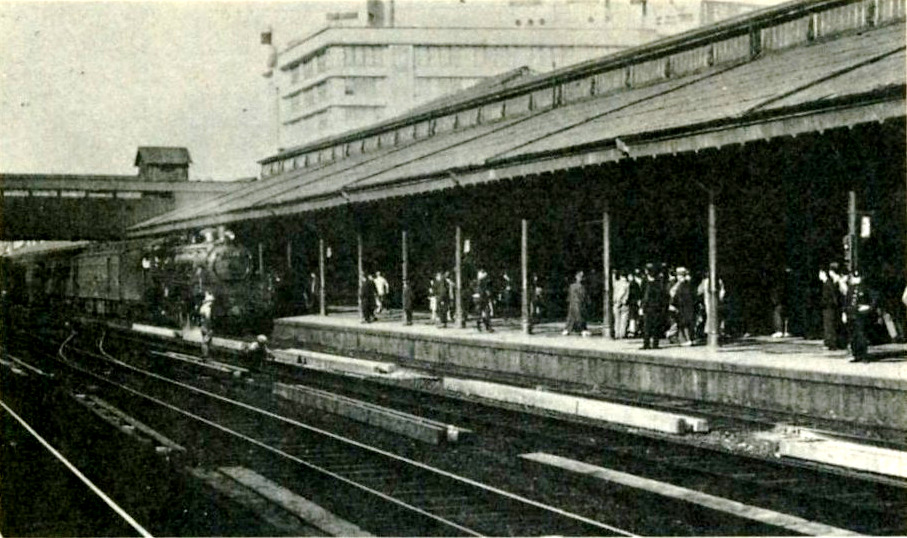
地上駅最終日の二代目駅舎構内　奥は阪急百貨店 （1934年5月）
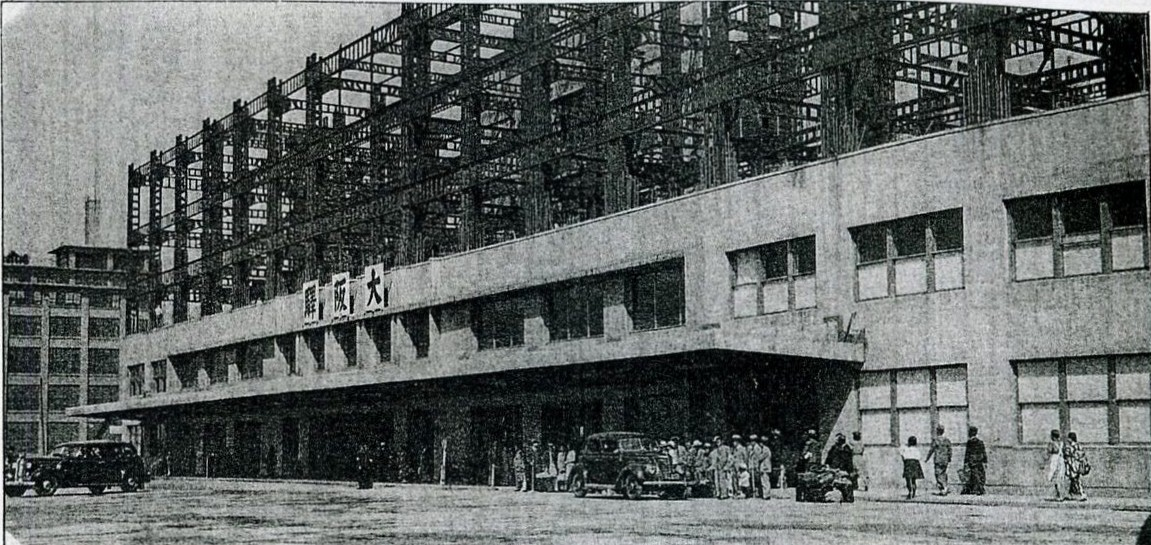
未完成のまま使用中の三代目駅舎 左奥は大阪中央郵便局（1940年頃）
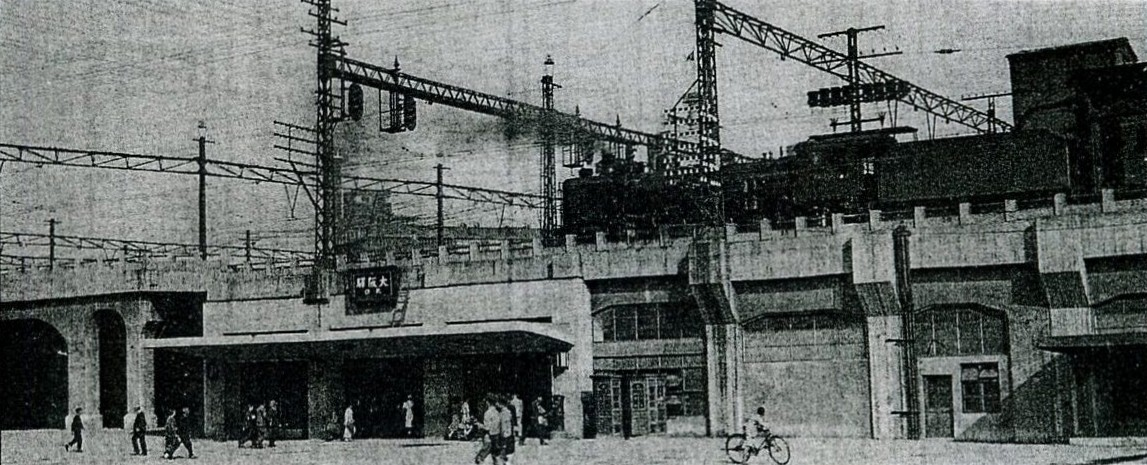
北口（現在の御堂筋北口、1944年頃）
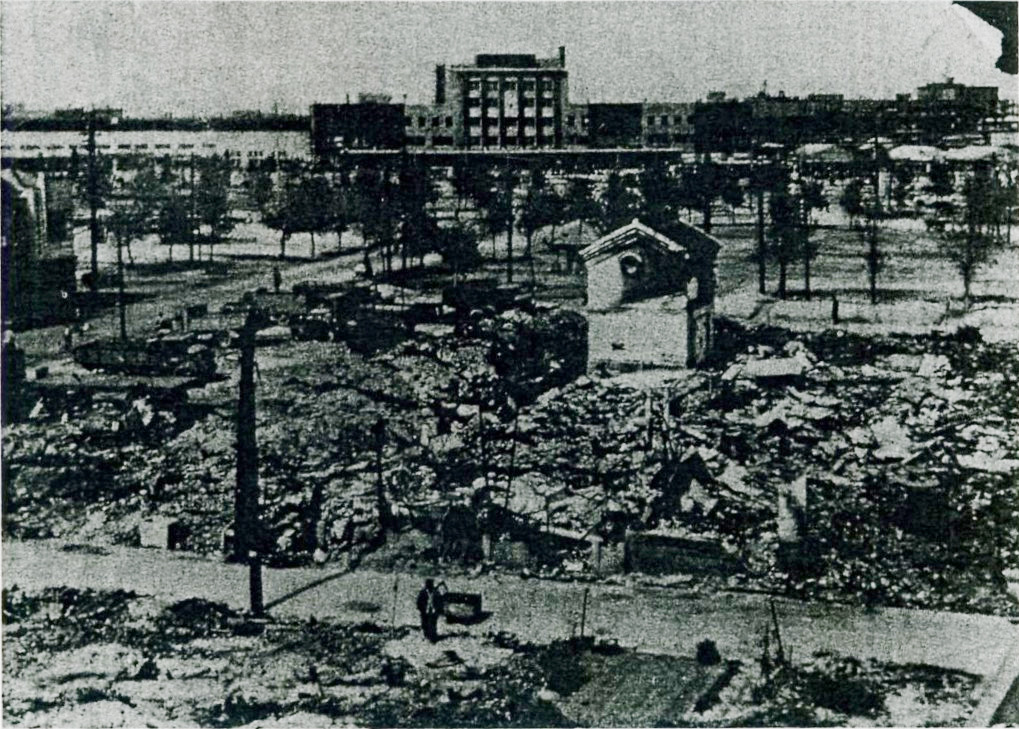
空襲で焼け野原と化した大阪駅前（1945年）
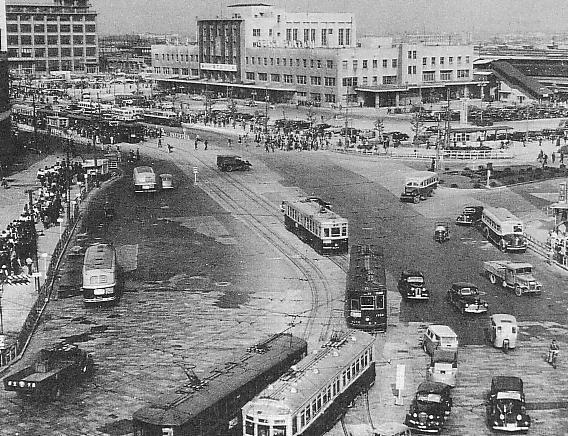
三代目駅舎（1950年頃）
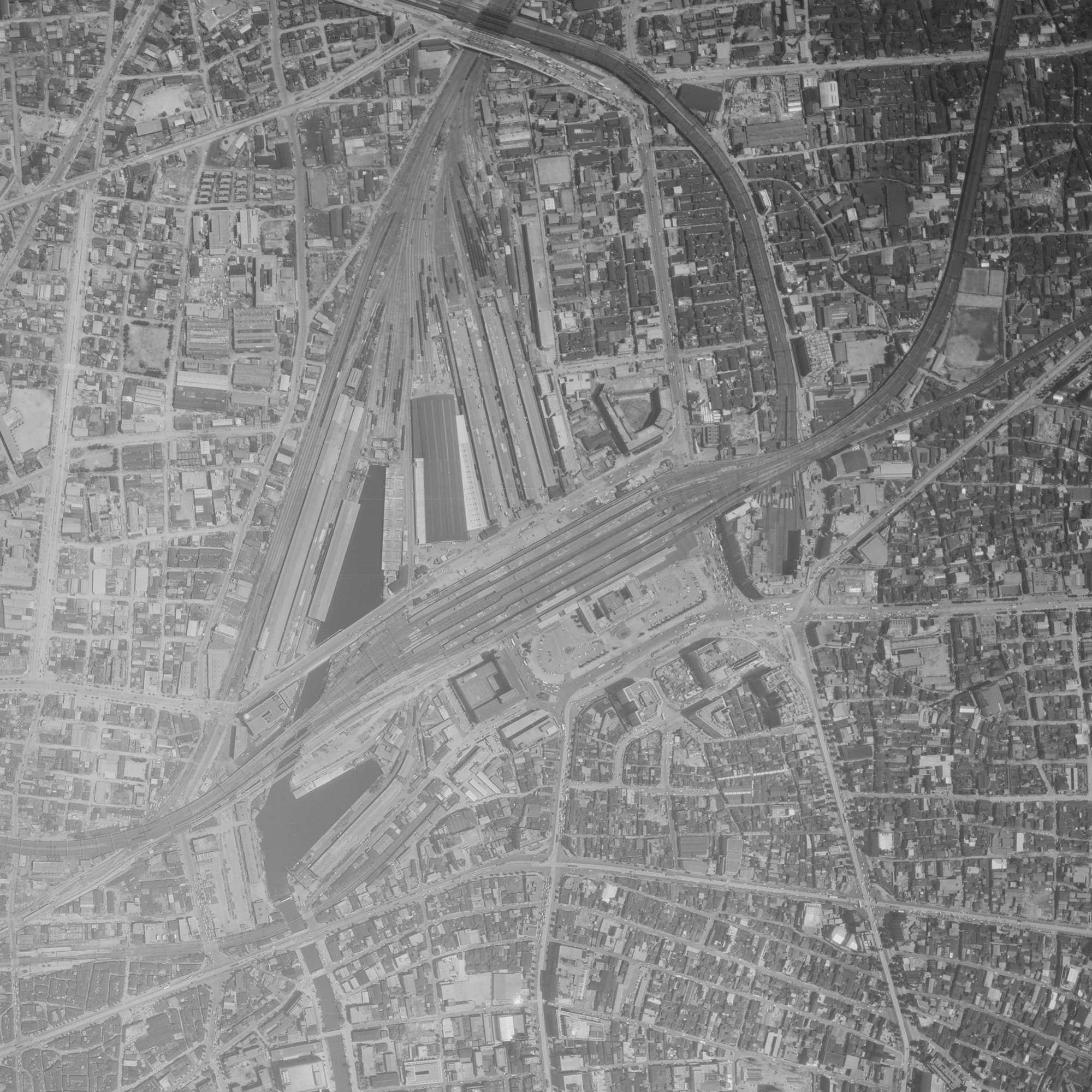
大阪駅周辺の白黒空中写真（1961年6月撮影）
国土交通省 国土地理院 地図・空中写真閲覧サービスの空中写真を基に作成
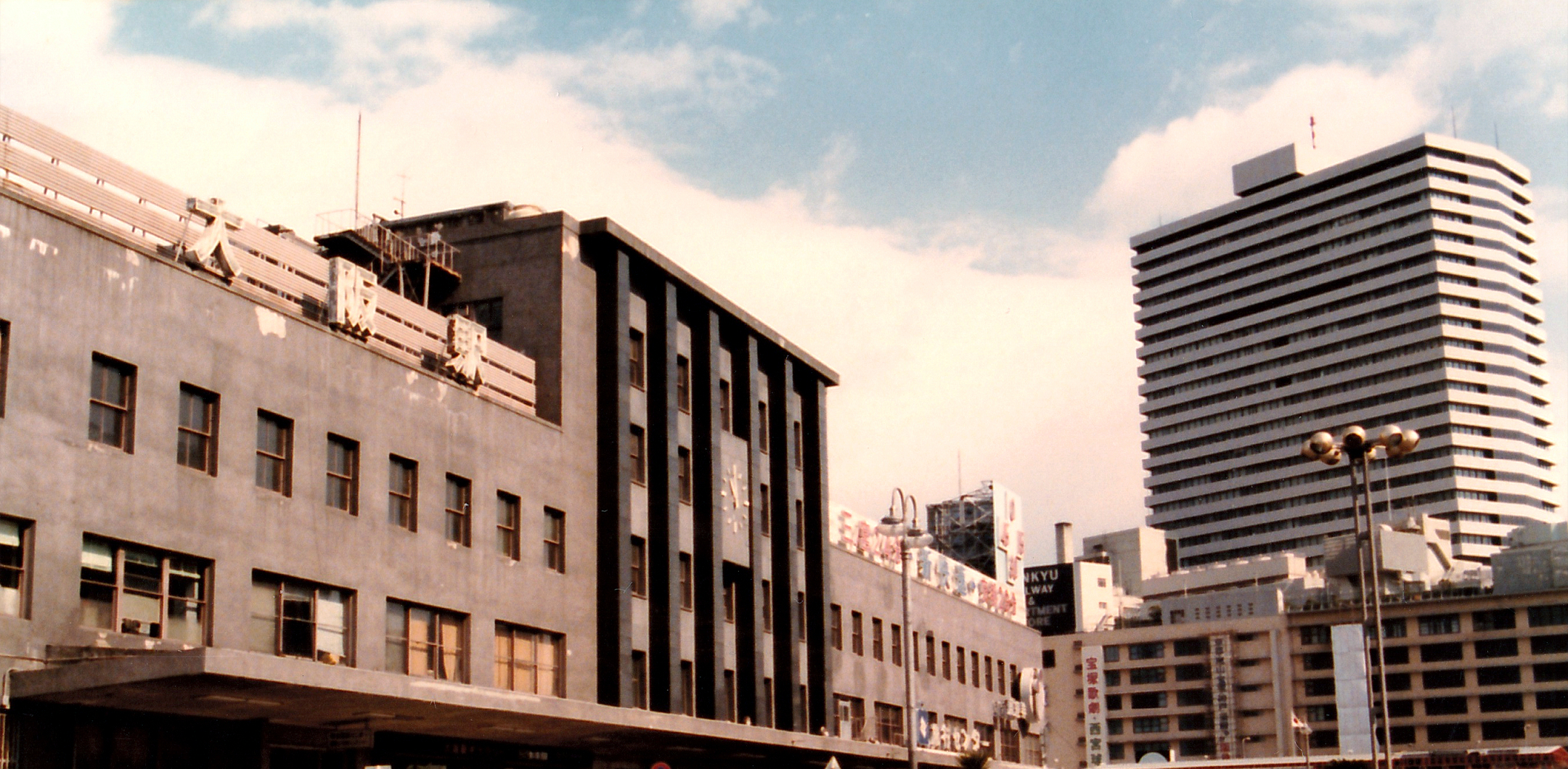
三代目駅舎近景と阪急グランドビル（1979年）
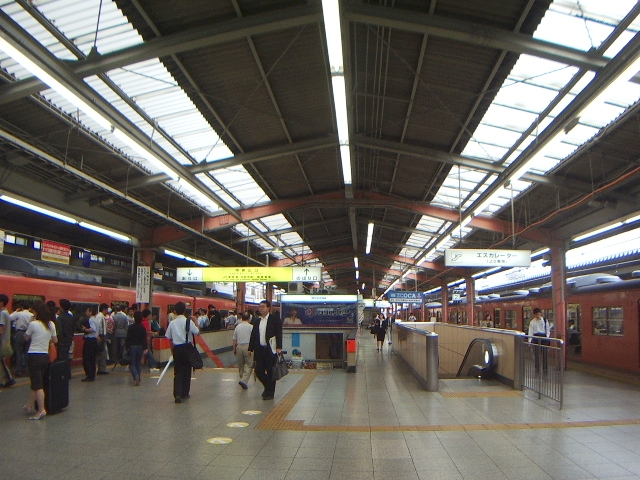
2000年代中頃の環状線ホーム
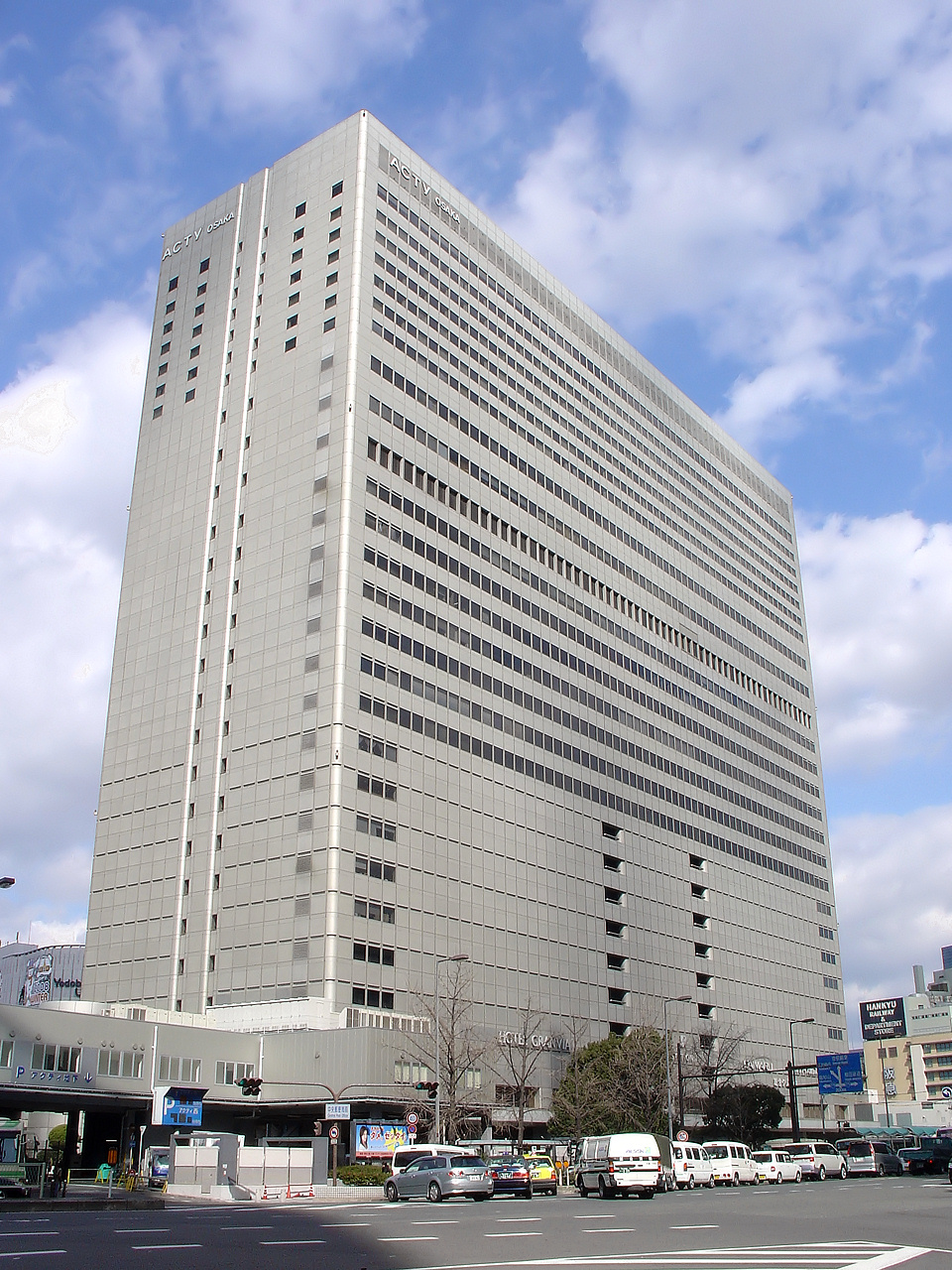
大規模改修前の四代目大阪駅「アクティ大阪」（2008年）

### 大阪駅開発プロジェクト

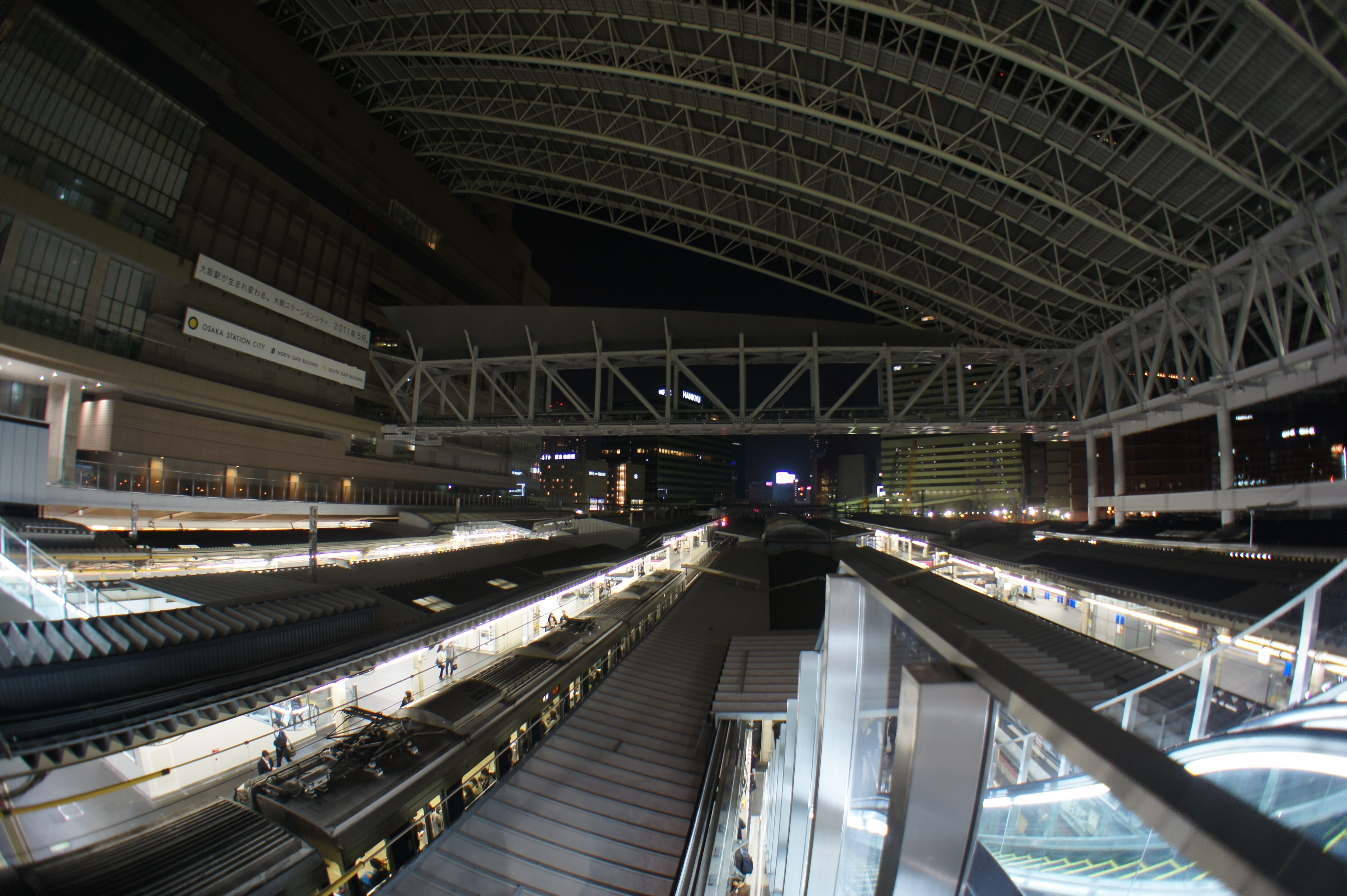
ホーム上屋交換前

2004年より2011年にかけて、大規模改良・再開発事業である「大阪駅開発プロジェクト」が行われた。
再開発エリアは「大阪ステーションシティ」(OSAKA STATION CITY) と名付けられ、百貨店・ファッションビル・ホテル・オフィスなどで構成される巨大複合商業施設（駅ビル）である。広場・通路の整備、ノースゲートビルディングの建設、「アクティ大阪」から改称したサウスゲートビルディングの増築がなされた。店舗面積（三越伊勢丹・大丸・ルクアを合算）で134,000m2と大規模なものとなり、三井不動産が手がけるショッピングセンターであるららぽーとの旗艦店のららぽーとTOKYO-BAY（千葉県船橋市、115,000m2）を抜いて西日本最大、日本第2位の規模を誇る商業施設となる。2011年5月4日にグランドオープンした。
プラットホーム中央部を覆うように弧を描く巨大な片流れの大屋根が設置された。東西長約180m、南北長約100mで、高さは最も高い地点で約50mに達する。一部にガラスが使われ、自然光が差し込む作りである。これに伴って既存のホーム屋根は端部を残して撤去される予定であったが、風に飛ばされた雨が屋根の横の隙間から吹き込むことが判明したため、透明なガラス製の屋根を設置することとなった。
また、駅改良工事としてホーム上に建設された人工地盤に新しく橋上駅舎が設置されるとともに、8番のりばなどの拡幅による混雑緩和や御堂筋口の中2階通路の廃止によるコンコースのフラット化やエスカレーター増設などのバリアフリー化も図られた。橋上駅舎には新しい改札口「連絡橋口」が設置され、2010年11月1日から暫定的に乗り換え専用通路として使用し、2011年4月11日に使用を開始している。
総事業費は2,100億円に及ぶ。現在の当駅の平均乗降客数は85万人だが、JR西日本では大阪ステーションシティの開業で91万人にまで増えると想定している。また、開業後の当駅の増収効果を鉄道業や流通業、ビルのテナント料収入などで年間725億円と試算され、開業当初は減価償却費などがかさむが、5 - 6年後には利益を生み始めると見積もられている。

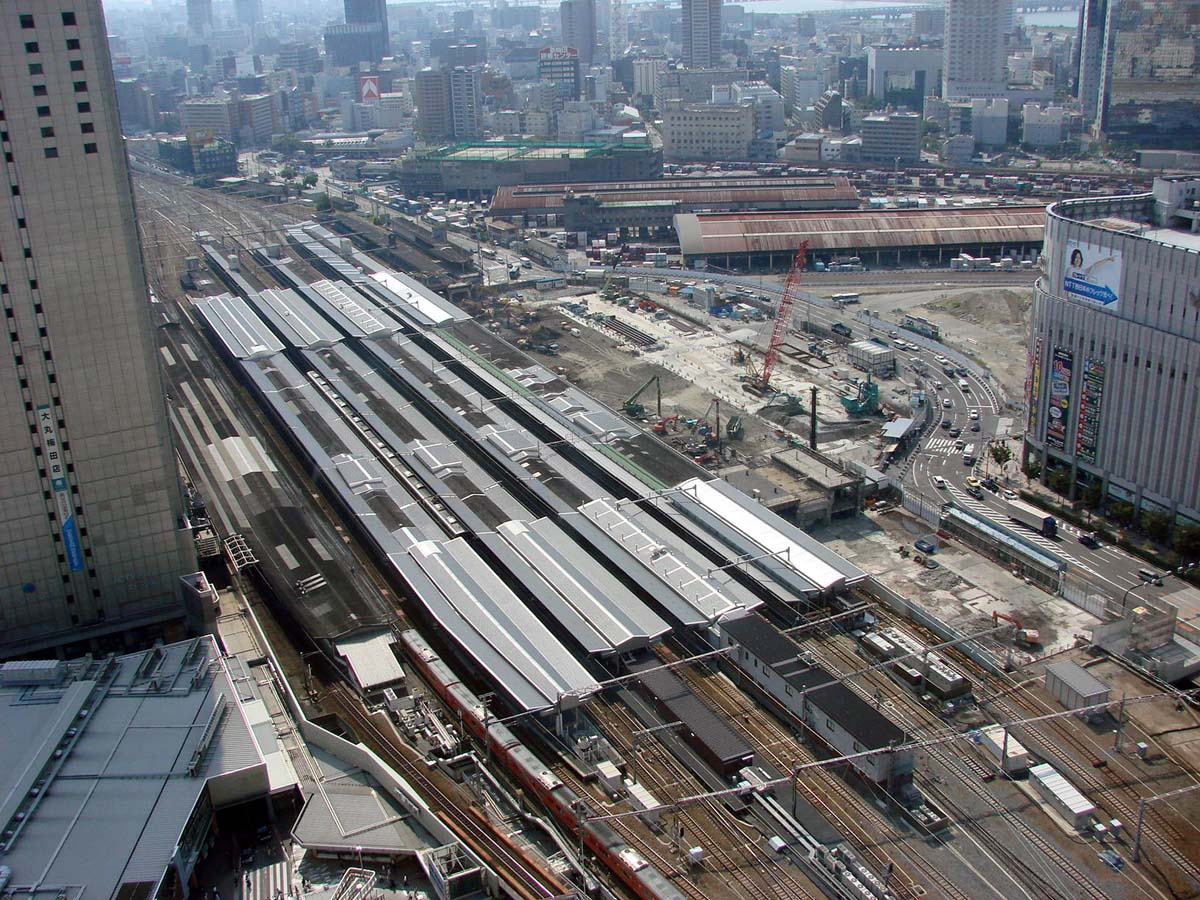
2007年8月の工事状況
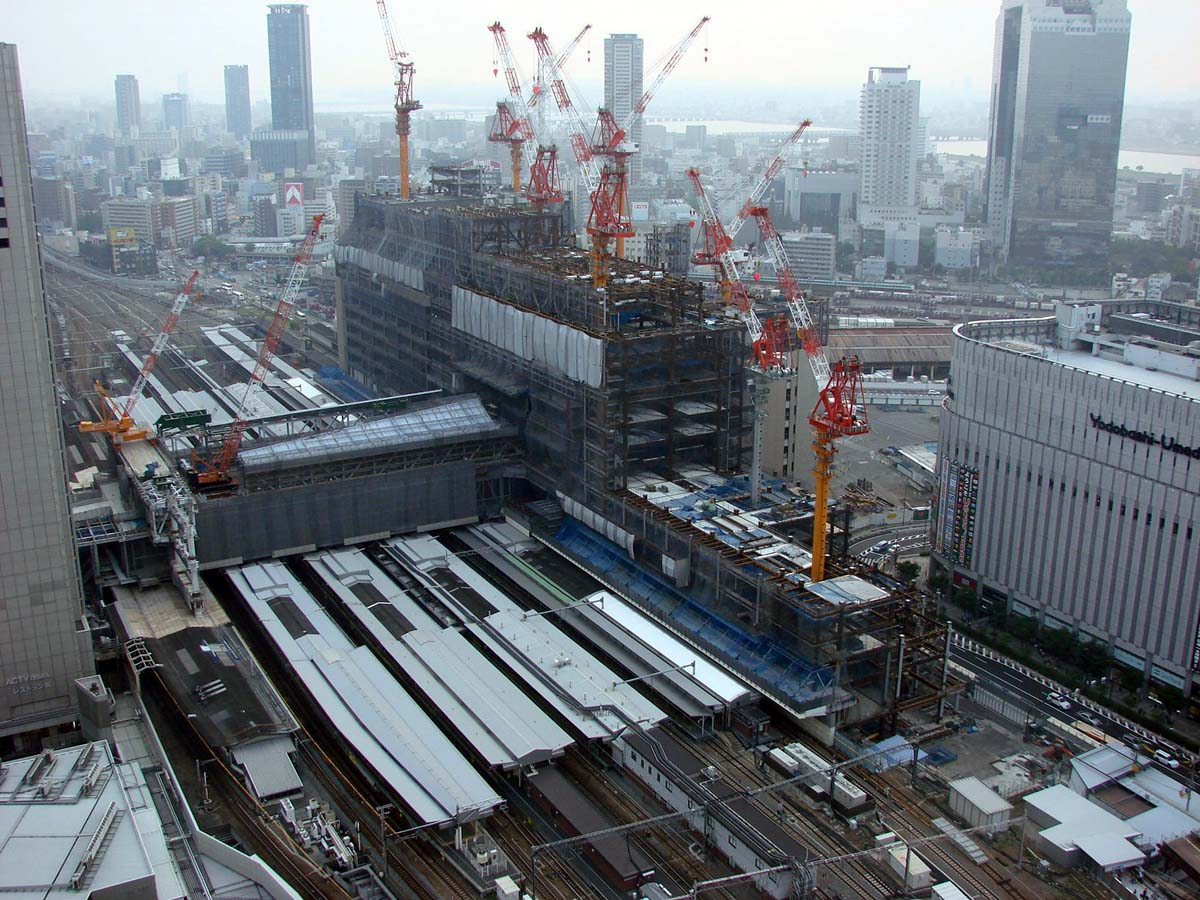
2009年6月の工事状況
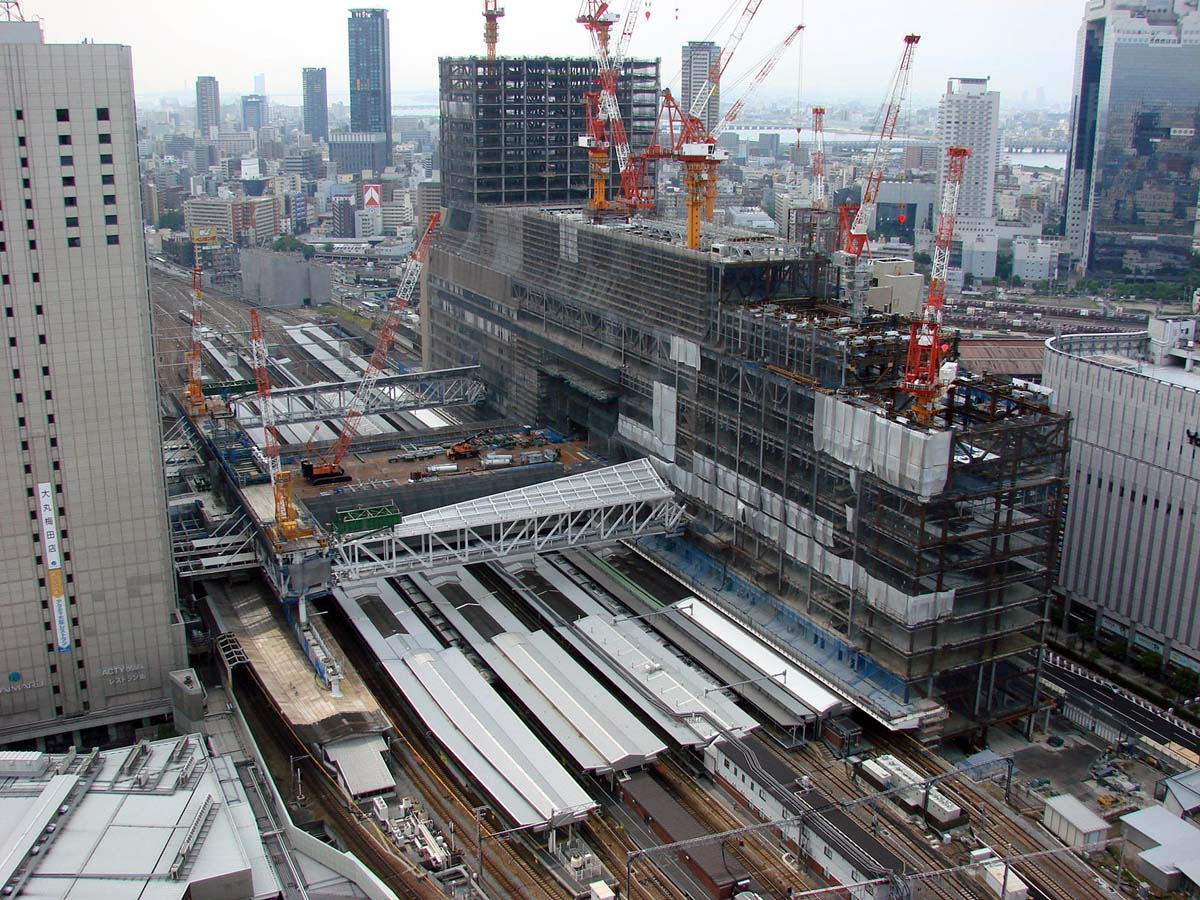
2009年9月の工事状況
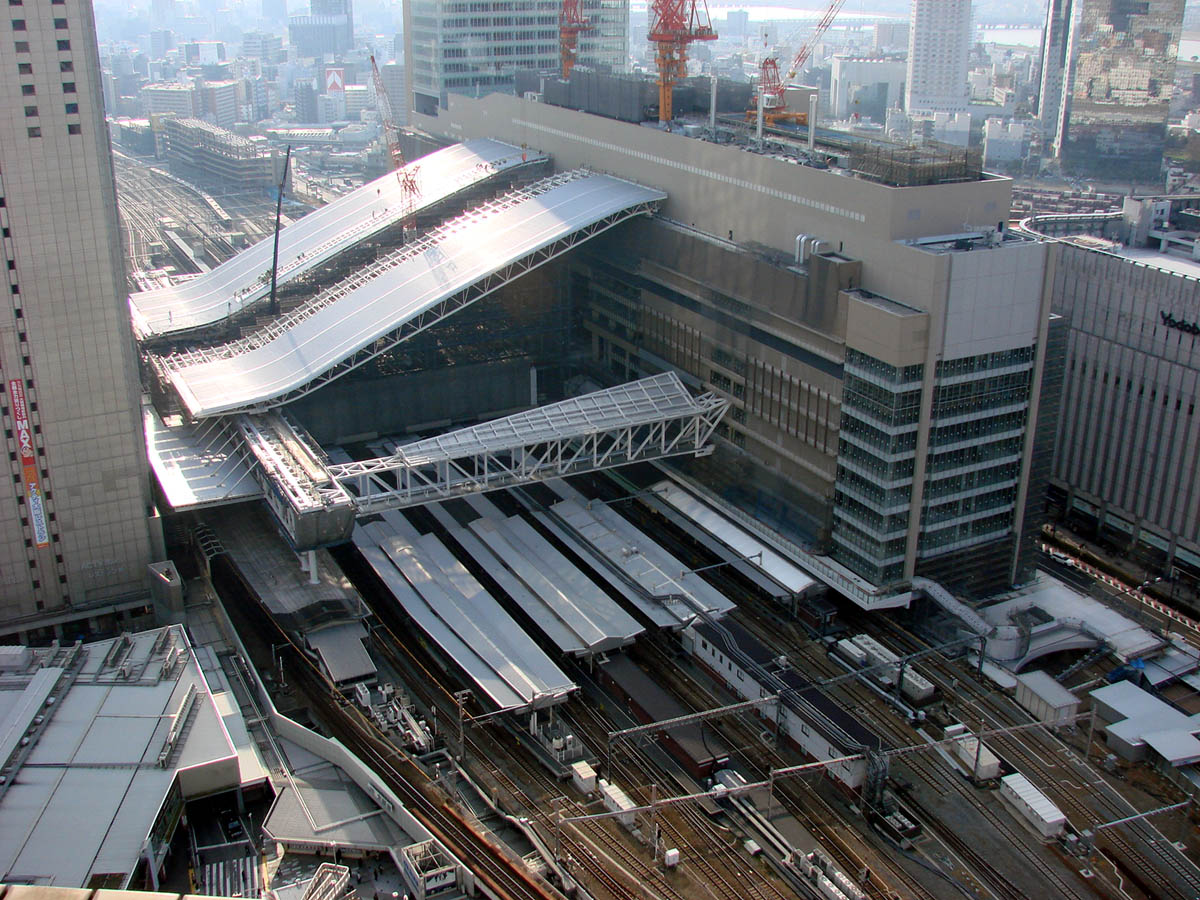
2010年3月の工事状況
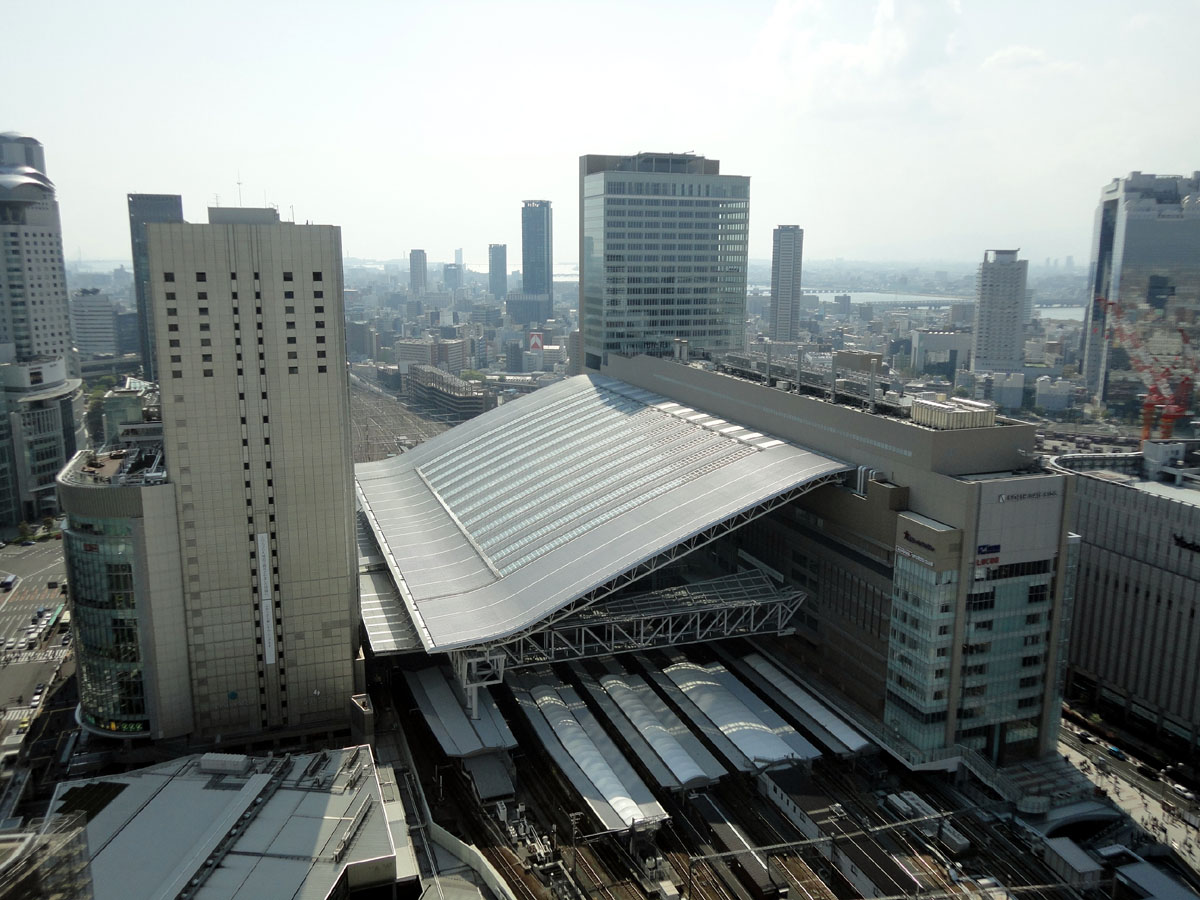
2011年4月の工事状況
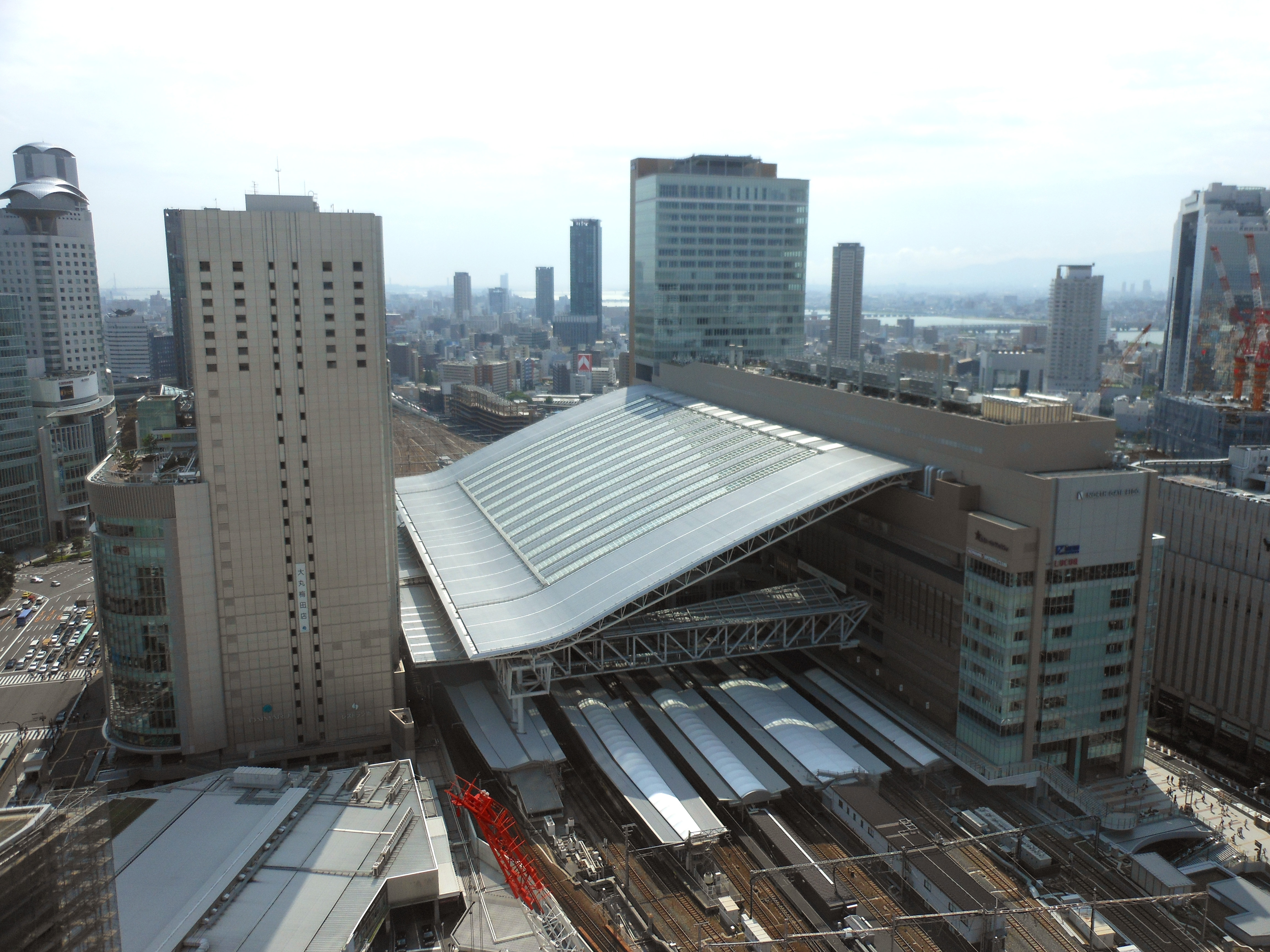
全面開業後

#### プラットホームの変更

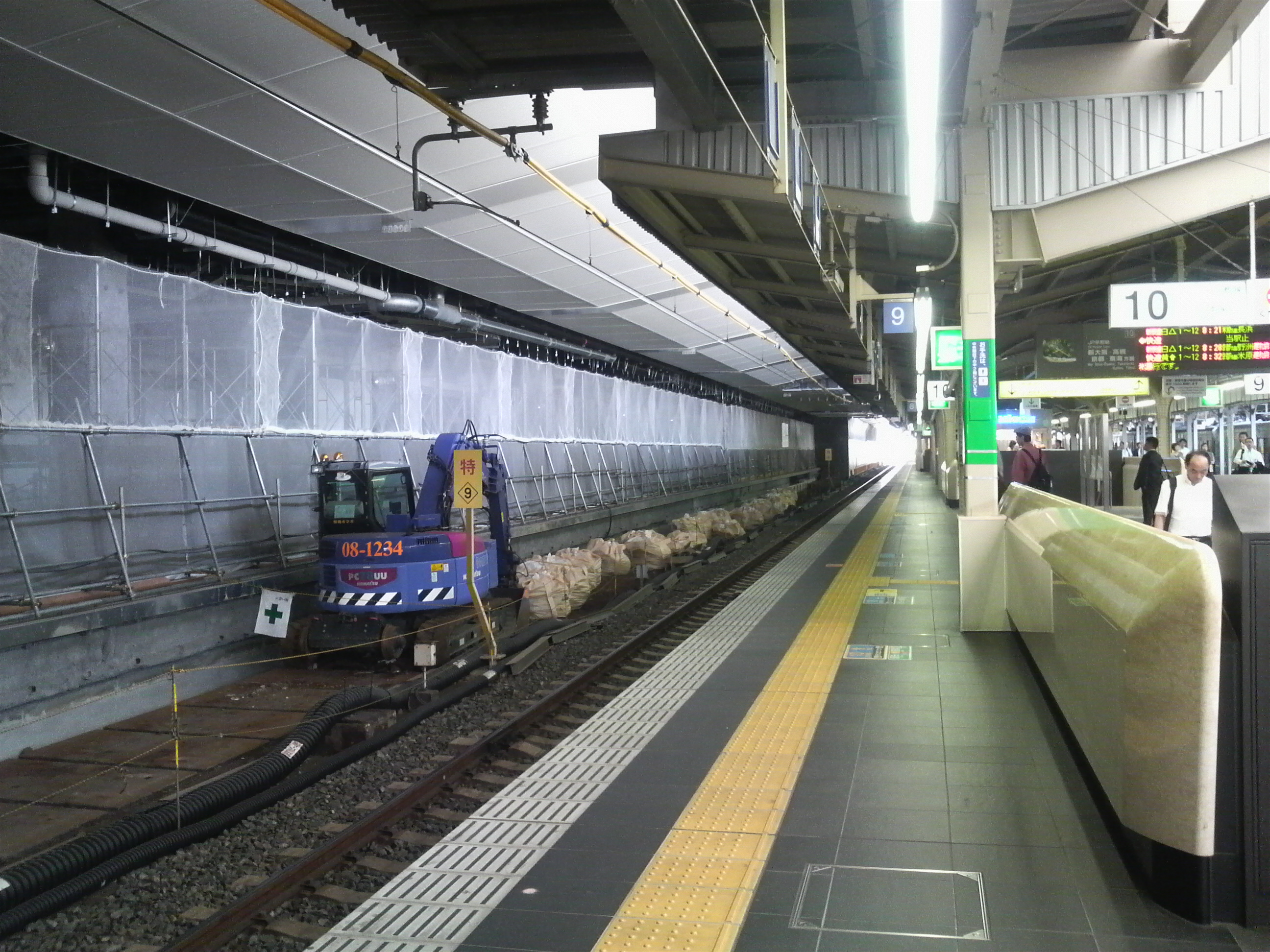
工事中当時の11番のりば

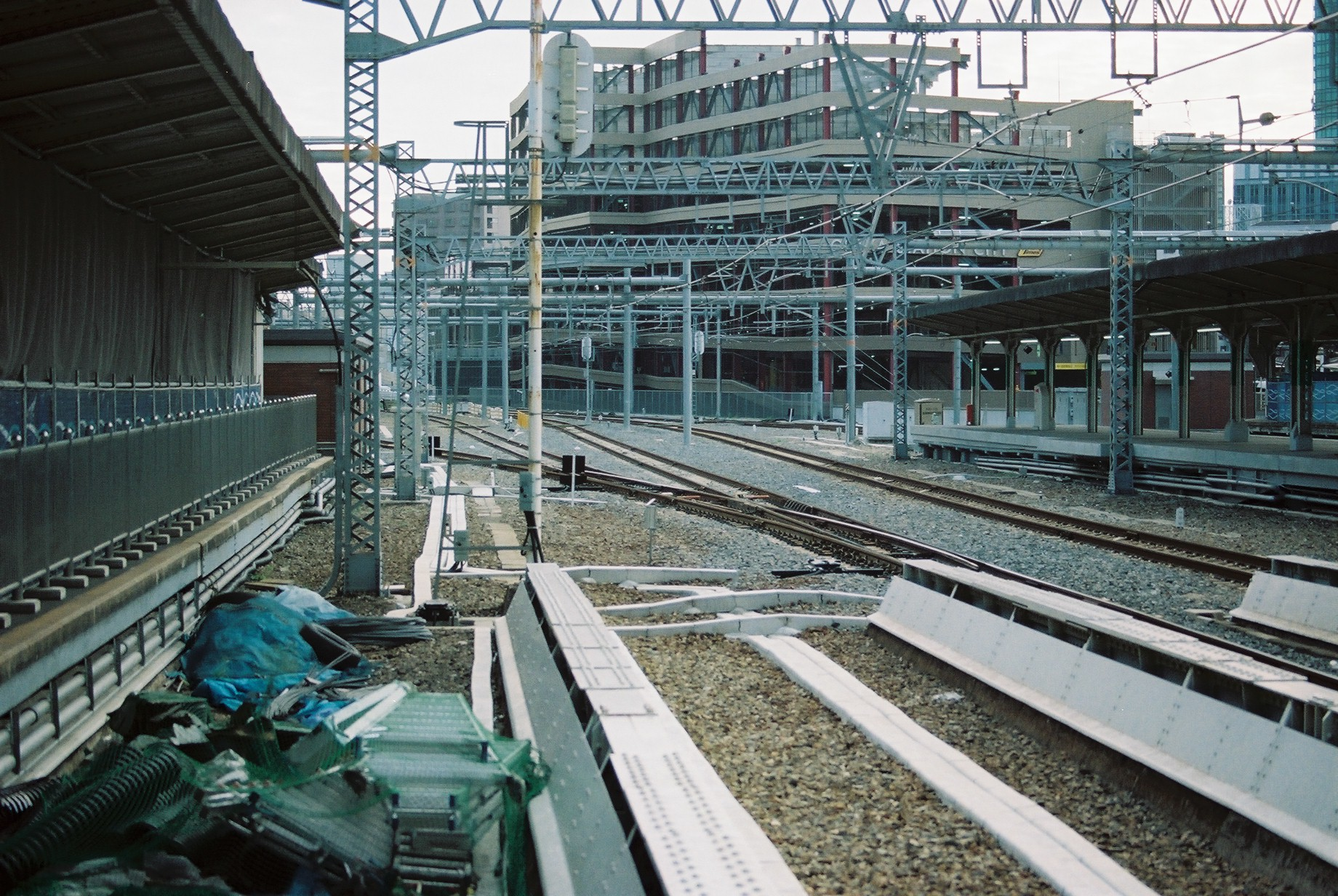
旧6番のりばと旧7番のりばに存在した留置線跡。非常に急な曲線を描き7番のりばに列車は入線する。

新北ビルの建設用地を捻出するため、プラットホームの削減工事が行われた。削減に伴い、7面13線から6面11線となっている。ホーム数削減工事は、2004年（平成16年）5月16日に福知山線方面への快速列車・特急列車の発車や北陸方面からの特急列車が到着していた旧1・2番のりば（現在の3・4番のりば）の使用を停止し、同ホームの工事が行われた。2005年（平成17年）2月27日から同ホームは3・4番のりばに改められると同時に、「環状内回りのりば」「環状外回りのりば」と割り振られていた大阪環状線のホームは1・2番のりばに変更された。その後も順次、各ホームごとに11番のりばまで工事が行われ、一時は5面10線にまで縮小された。また、2010年10月12日に6番のりばと旧7番のりばの間にあった旧中線跡を利用してホームが拡張され、末端部分にあった留置用の中線も撤去されている。
このホーム数の削減に合わせて改修工事が行われた。主な工事内容は次の通り。
- 御堂筋口の中2階通路の撤去
- エスカレーターの新設
- 階段の改良
- ホーム上屋（柱と屋根）の改良
- 床の張替え（タイルへの変更）
- 橋上駅舎新設の準備工事

|                | 環状線ホーム                                            | 1号ホーム                                             | 2号ホーム                                             | 3号ホーム                                    | 4号ホーム                                          | 5号ホーム                             | 6号ホーム       |
| -------------- | ------------------------------------------------------- | ----------------------------------------------------- | ----------------------------------------------------- | -------------------------------------------- | -------------------------------------------------- | ------------------------------------- | --------------- |
| 改良工事前     | 内回り 西九条・新今宮・天王寺方面 外回り 京橋・鶴橋方面 | 1・2 JR宝塚線・山陰方面特急                           | 3・4 JR神戸線 三ノ宮・姫路方面                        | 5・6 JR神戸線 三ノ宮・姫路方面 JR宝塚線 普通 | 7・8 JR京都線 新大阪・高槻・京都方面               | 9・10 JR京都線 新大阪・高槻・京都方面 | 11 北陸方面特急 |
| 2004年5月16日  | 内回り 西九条・新今宮・天王寺方面 外回り 京橋・鶴橋方面 | 使用停止                                              | 3・4 JR宝塚線・山陰方面特急 JR神戸線 三ノ宮・姫路方面 | 5・6 JR神戸線 三ノ宮・姫路方面 JR宝塚線 普通 | 7・8 JR京都線 新大阪・高槻・京都方面               | 9・10 JR京都線 新大阪・高槻・京都方面 | 11 北陸方面特急 |
| 2005年2月27日  | 1 西九条・新今宮・天王寺方面 2 京橋・鶴橋方面           | 3・4 JR宝塚線・山陰方面特急 JR神戸線 三ノ宮・姫路方面 | 使用停止                                              | 5・6 JR神戸線 三ノ宮・姫路方面 JR宝塚線 普通 | 7・8 JR京都線 新大阪・高槻・京都方面               | 9・10 JR京都線 新大阪・高槻・京都方面 | 11 北陸方面特急 |
| 2005年10月16日 | 1 西九条・新今宮・天王寺方面 2 京橋・鶴橋方面           | 3・4 JR宝塚線・山陰方面特急 JR神戸線 三ノ宮・姫路方面 | 5・6 JR神戸線 三ノ宮・姫路方面 JR宝塚線 普通          | 使用停止                                     | 7・8 JR京都線 新大阪・高槻・京都方面               | 9・10 JR京都線 新大阪・高槻・京都方面 | 11 北陸方面特急 |
| 2006年7月30日  | 1 西九条・新今宮・天王寺方面 2 京橋・鶴橋方面           | 3・4 JR宝塚線・山陰方面特急 JR神戸線 三ノ宮・姫路方面 | 5・6 JR神戸線 三ノ宮・姫路方面 JR宝塚線 普通          | 7・8 JR京都線 新大阪・高槻・京都方面         | 使用停止                                           | 9・10 JR京都線 新大阪・高槻・京都方面 | 11 北陸方面特急 |
| 2007年4月8日   | 1 西九条・新今宮・天王寺方面 2 京橋・鶴橋方面           | 3・4 JR宝塚線・山陰方面特急 JR神戸線 三ノ宮・姫路方面 | 5・6 JR神戸線 三ノ宮・姫路方面 JR宝塚線 普通          | 7・8 JR京都線 新大阪・高槻・京都方面         | 9・10 JR京都線 新大阪・高槻・京都方面 北陸方面特急 | 使用停止                              | 廃止            |
| 2009年12月20日 | 1 西九条・新今宮・天王寺方面 2 京橋・鶴橋方面           | 3・4 JR宝塚線・山陰方面特急 JR神戸線 三ノ宮・姫路方面 | 5・6 JR神戸線 三ノ宮・姫路方面 JR宝塚線 普通          | 7・8 JR京都線 新大阪・高槻・京都方面         | 9・10 JR京都線 新大阪・高槻・京都方面              | 11 北陸方面特急                       | 廃止            |

旧10・11番のりばはノースゲートビルディング建設用地の一部となったが、旧11番のりばのうち西側の約100 mほどは立体駐車場への連絡通路へと転用され、ホーム時代の屋根等がほぼ廃止時のままの形で再利用されており、往年の面影を残している。また、ホームの改良工事に合わせて、3・4番のりばとホーム前後の分岐器改良工事により、それまで30 km/hだった速度制限が60 km/hに緩和され、同様に10番のりばの神戸方は50 km/h、9・11番のりばの神戸方も60 km/hへと制限が緩和された。平日ラッシュ時はJR神戸線の新快速とJR宝塚線の当駅始発の列車（特急・快速）が同じホームに停車するため、この時間帯の北陸方面からの「サンダーバード」は比較的余裕のある5番のりばに到着することが多くなる。

#### 案内標
当駅ではのりば番号の下にラインカラーや路線記号が2015年より併用されている。  また、日本語・英語・中国語・韓国語の4カ国語表示に対応し、ユニバーサルデザインのピクトグラムも導入されている。
また、2015年（平成27年）6月1日より、御堂筋口にて「4K解像度」の液晶70インチ・タッチパネル式デジタルサイネージを2台設置し、周辺地図や列車運行情報提供での運用が開始されている。

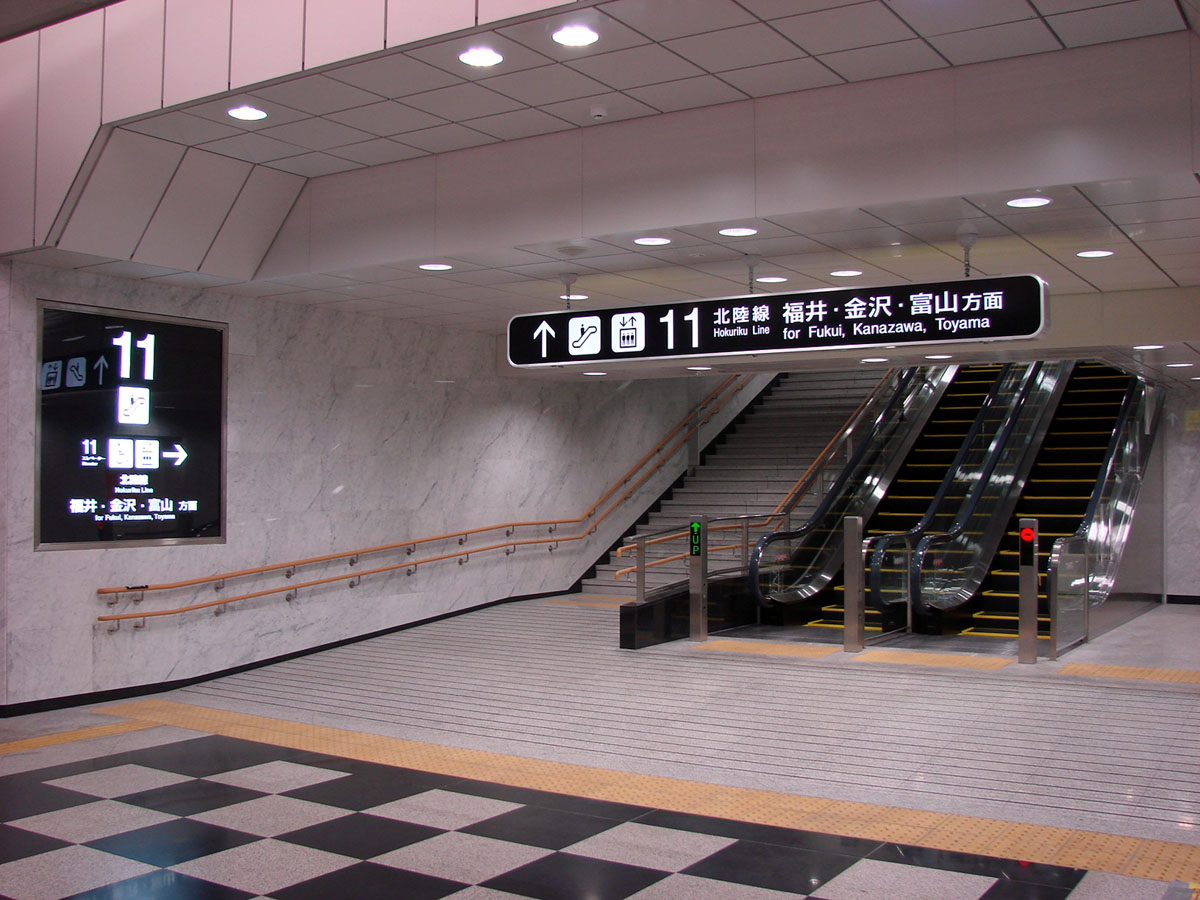
御堂筋口改札周辺の案内サイン
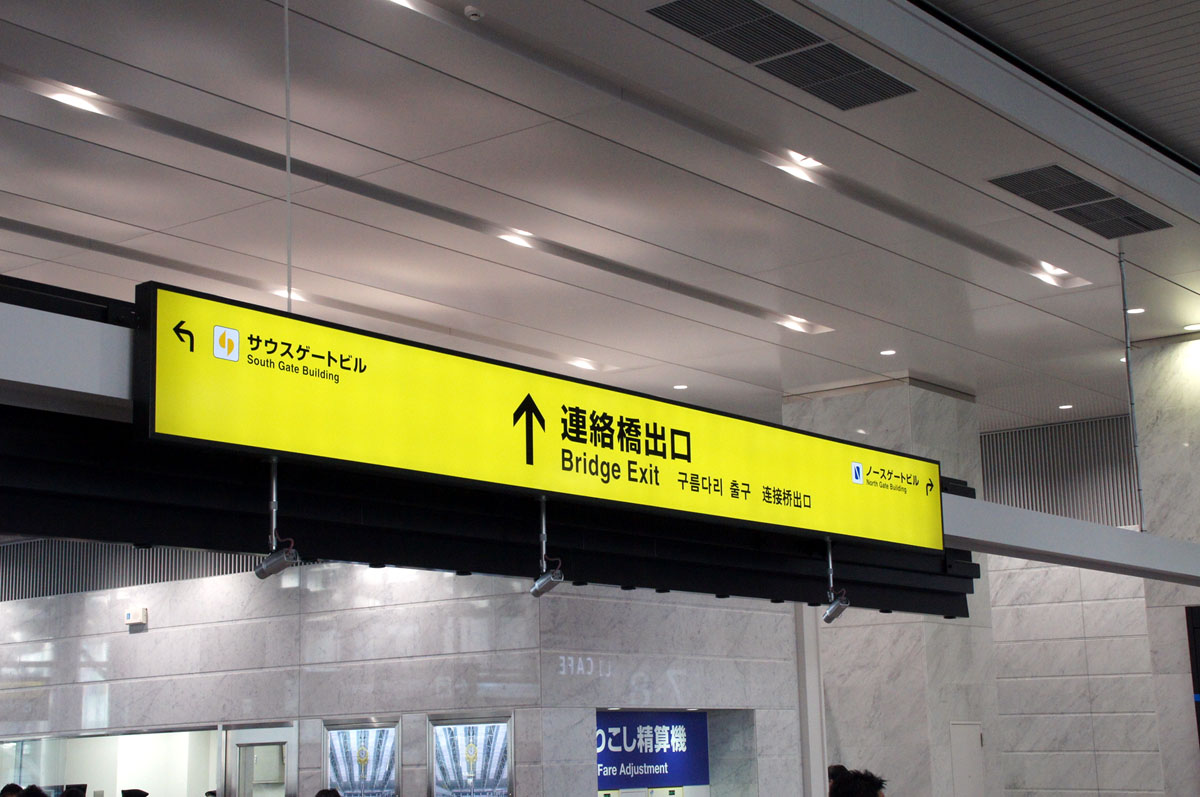
LEDが採用された案内サイン
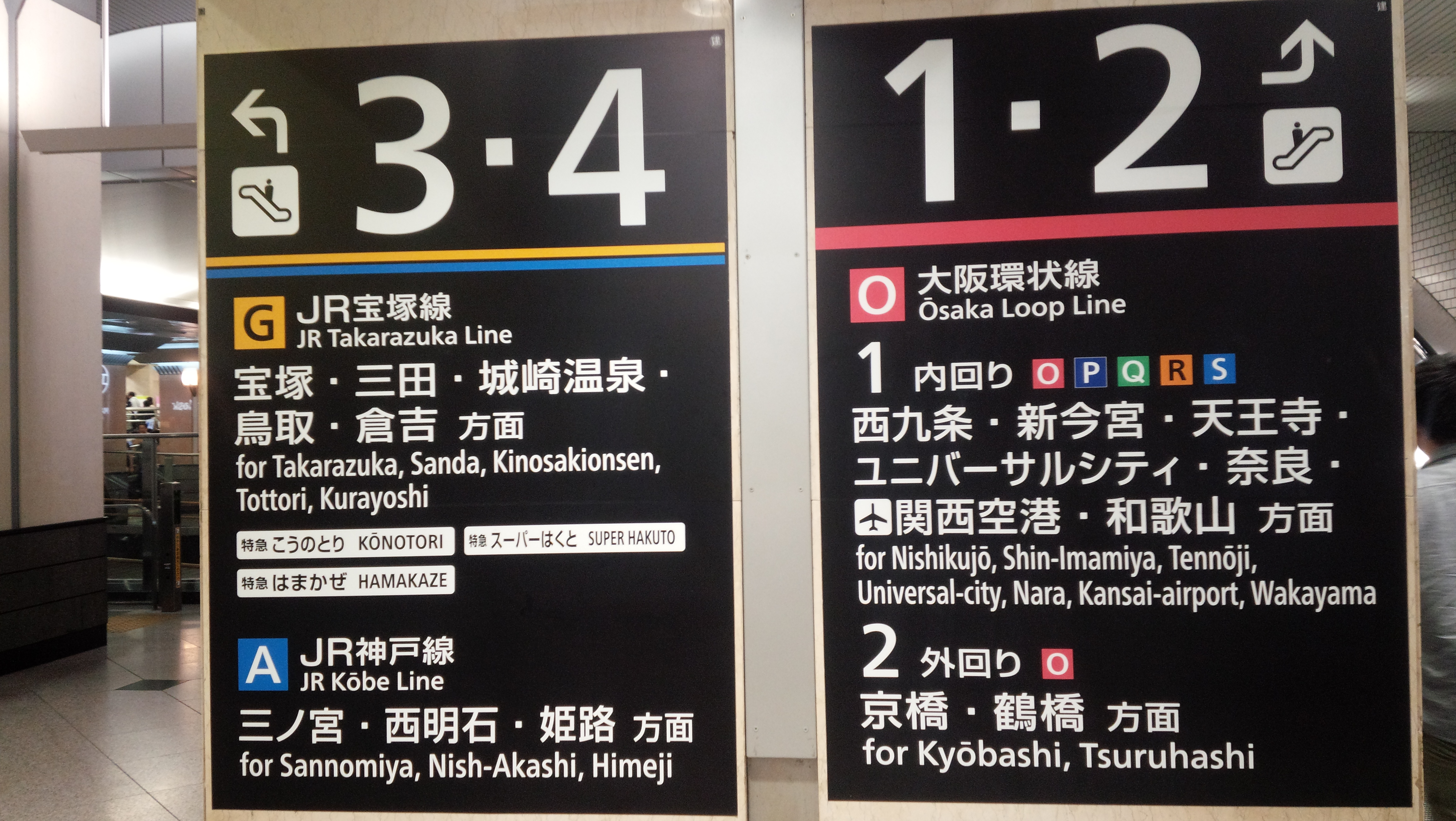
路線記号導入後の案内サイン
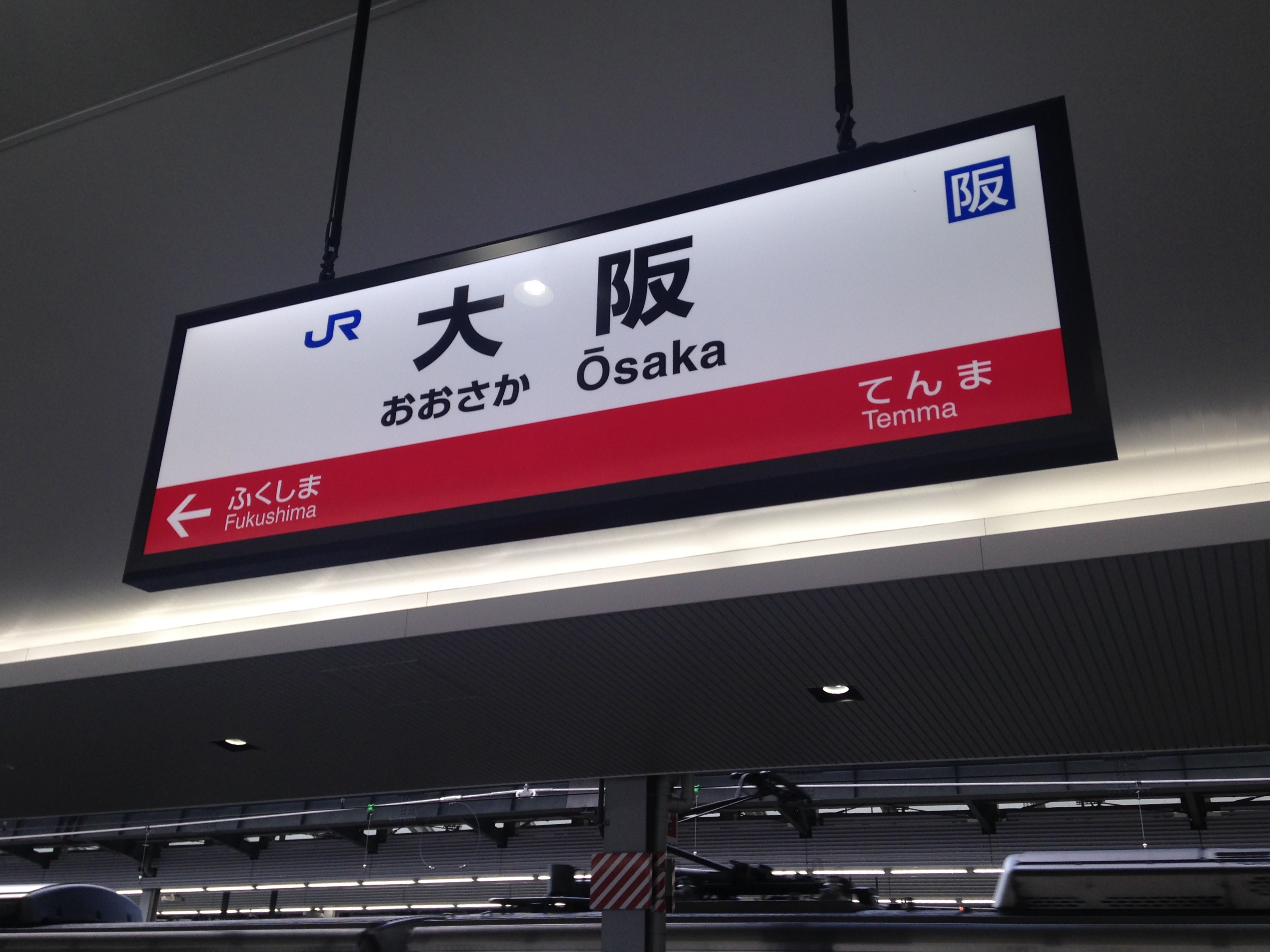
大阪環状線　駅名標
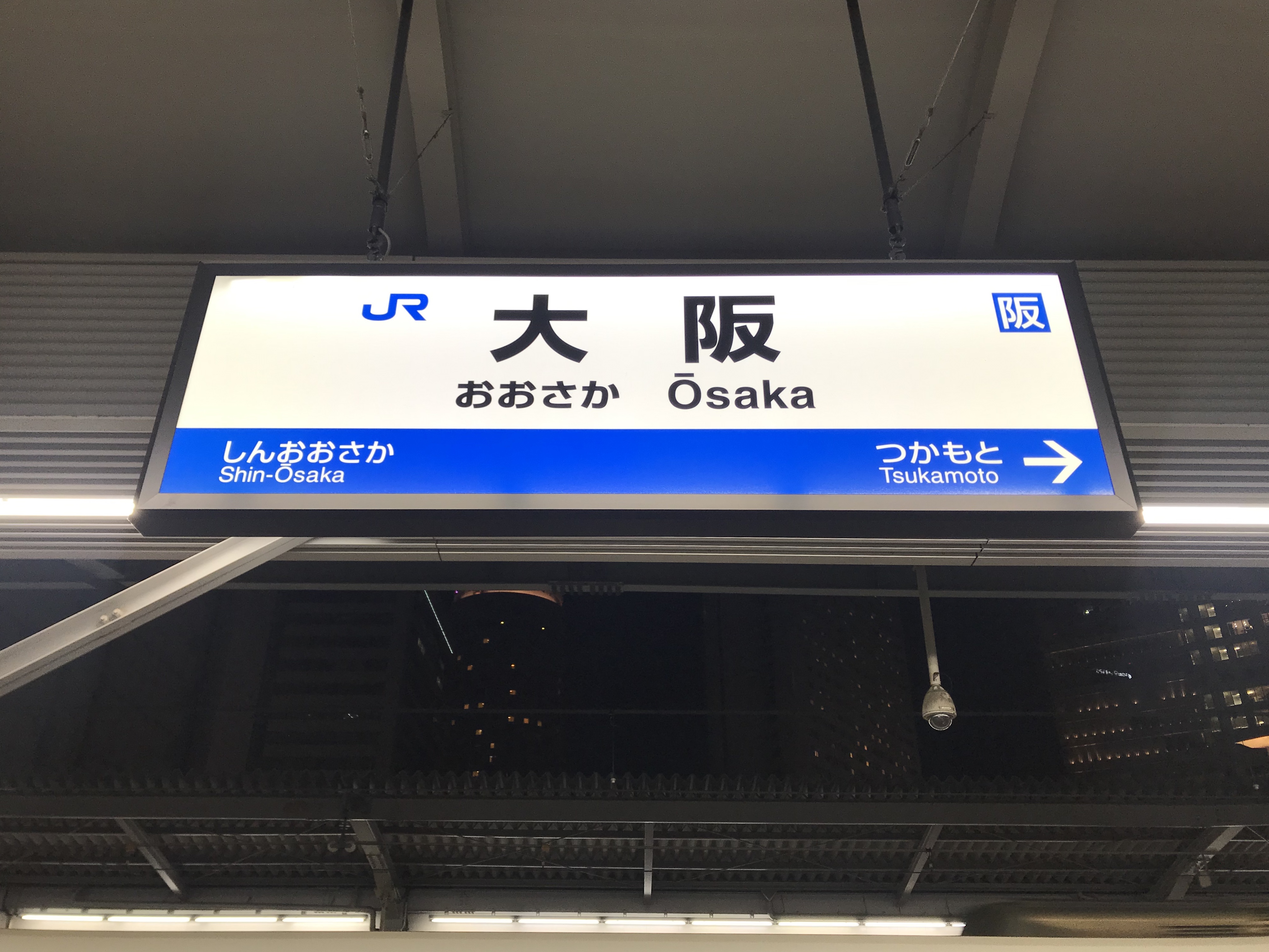
JR京都線・JR神戸線　駅名標
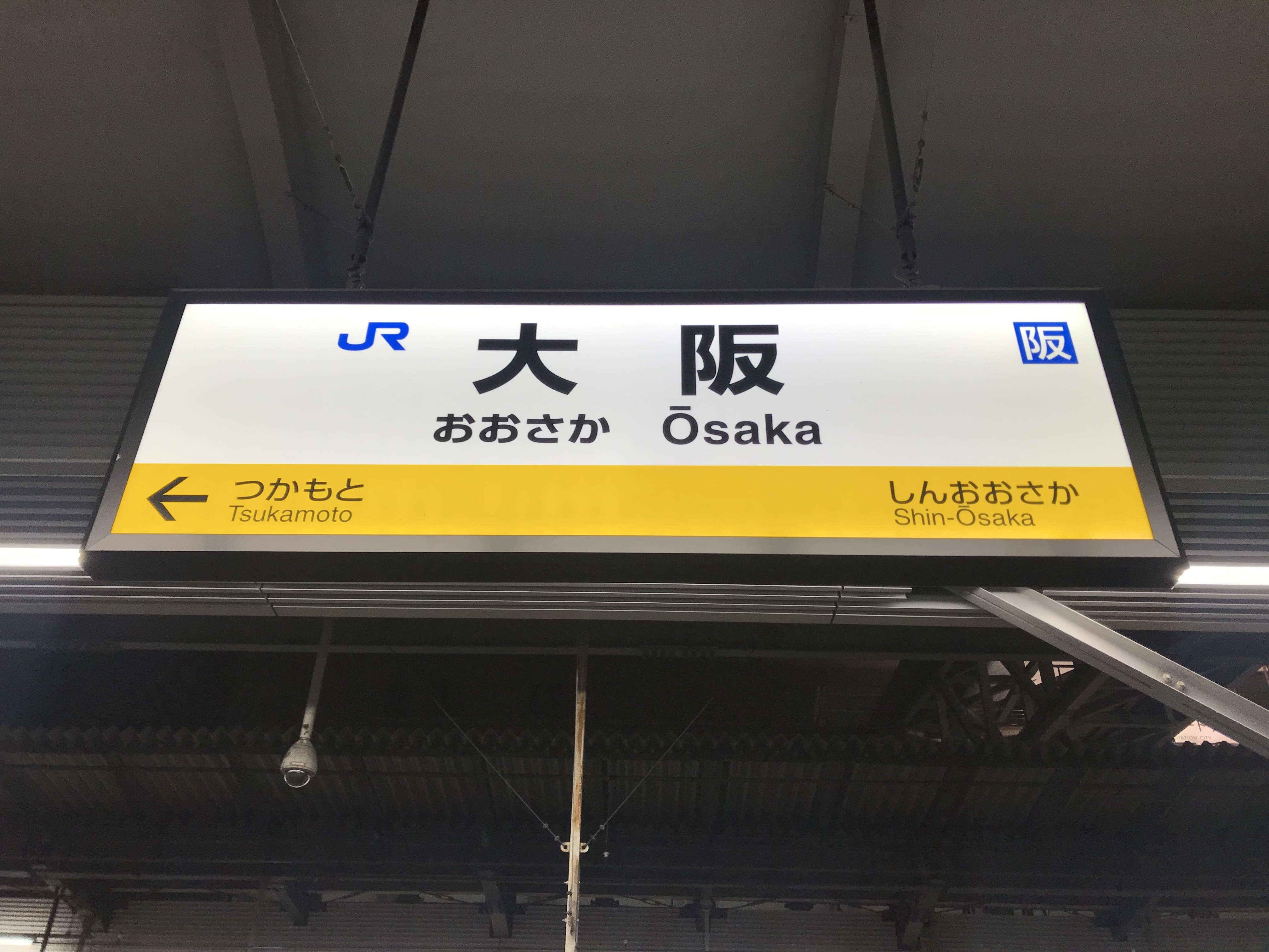
JR宝塚線　駅名標

### 年表
- 1874年（明治7年）
  - 5月11日：国有鉄道（官設鉄道）の駅として当駅 - 神戸駅間の鉄道開通と同時に開業[17]。旅客扱いのみ[18]。
  - 12月1日：貨物の取り扱いを開始[17]。
- 1876年（明治9年）7月26日：向日町駅 - 当駅間が開業し、途中駅となる。
- 1889年（明治22年）7月1日：新橋駅 - 神戸駅間の全通により、新橋駅までの直通運転が行われるようになる。
- 1895年（明治28年）10月17日：大阪鉄道の玉造駅 - 梅田駅間が延伸開業。その終着駅として同線の梅田駅が開業[19]。
- 1898年（明治31年）4月5日：西成鉄道が当駅 - 安治川口駅間を開業させ当駅に乗り入れ[20]。
- 1900年（明治33年）6月6日：関西鉄道による大阪鉄道線承継に合わせ、旧大阪鉄道の梅田駅が当駅に統合[19]。当駅は国有鉄道・関西鉄道[19]・西成鉄道の駅になる。
- 1902年（明治35年）7月1日：ゴシック風石造りの二代目駅舎が完成。最初の駅舎の位置から東の、現在地に移転[21]。
- 1906年（明治39年）12月1日：西成鉄道が国有化され、当駅は国有鉄道と関西鉄道の駅になる。
- 1907年（明治40年）
  - 5月31日：18時ごろ、西第一踏切（昭和初期に廃止）で踏切番をしていた駅員の清水太右衛門が踏切内に入った幼女を救ったが、太右衛門は列車に接触し殉職する事故が起こった。太右衛門の功績をたたえるため、同年10月に碑が立てられた（1945年の大阪大空襲により碑は破壊され、1956年に再建。2011年1月にノースゲートビルディングと立体駐車場をつなぐ通路に碑を移設した[22]）。
  - 10月1日：関西鉄道が国有化[19]、当駅は国有鉄道の単独駅になる。
- 1908年（明治41年）8月1日：大阪市電気局の大阪市電梅田（大阪駅前）停留場が開業。
- 1909年（明治42年）10月12日：線路名称制定により、東京駅 - 神戸駅間は東海道本線、旧大阪鉄道線は城東線、旧西成鉄道の区間は西成線になる。
- 1928年（昭和3年）12月1日：貨物の取り扱い業務を新設された梅田駅に移管[21]。
- 1934年（昭和9年）
  - 6月1日：高架線第3～5ホームが完成し東海道線、城東線を高架化する[21][23]。
  - 7月20日：当駅を含む吹田駅 - 須磨駅間で電車運転を開始。
  - 12月1日：高架線第2ホームが完成[21]。
- 1935年（昭和10年）：二代目駅舎が解体され、仮駅舎建設。
- 1935年（昭和10年）7月15日：高架線第2ホームを西成線に切り替え[21]。
- 1936年（昭和11年）2月10日：隣接する地下鉄梅田駅の建設現場で陥没事故が発生。大阪駅にも影響が及び駅長室などが入った東口駅舎（仮駅舎）が傾いたため、翌日引き倒し作業が行われた[24]。
- 1940年（昭和15年）6月1日：三代目駅舎が2階まで完成し使用を開始。3階から上は鉄骨だけの非常時型とされた[25]。当初の予定では5階建てのインターナショナルスタイルの四角いビルであり、中央に5階分の高さの吹き抜けを設け、上層階は1940年東京オリンピックに合わせて鉄道ホテルとして使用される予定であった。
- 1943年（昭和18年）：三代目駅舎が完成（3階建てコンクリート造り）。中央の吹き抜け部分を除き、4・5階部分の鉄骨は切断し軍に供出。
- 1945年（昭和20年）6月1日・6月7日：大阪大空襲により機銃掃射、焼夷弾、爆弾の直撃被害を受け、当分営業を休止する。仮復旧時は上り電車は東構内、下り電車は西構内で折り返し運転を行い、旅客は高架軌道を歩き急造の梯子で列車に乗車した[26]。
- 1946年（昭和21年）3月18日：0番のりばが使用開始[27]。
- 1946年（昭和21年）10月1日：0番のりばを城東線乗車専用に変更[27]。
- 1953年（昭和28年）9月1日：大阪市営トロリーバスの大阪駅前 - 神崎橋間が開業。
- 1957年（昭和32年）3月21日：自動券売機が設置される[28]。
- 1960年（昭和35年）2月1日：座席予約端末装置（マルス1）の使用を開始[29]。
- 1961年（昭和36年）4月25日：城東線全線と西成線の西九条駅 - 当駅間が大阪環状線として開業。
- 1962年（昭和37年）10月1日：11番のりばが使用を開始[30]。
- 1966年（昭和41年）7月1日：大阪市電の大阪駅前停留場が廃止（大阪市電の全廃は1969年〈昭和44年〉）。
- 1969年（昭和44年）10月1日：大阪市営トロリーバスが大阪駅前より撤退（大阪駅前 - 神崎橋、大阪駅前 - 森小路一丁目間廃止）。
- 1970年（昭和45年）3月12日：大阪環状線ホーム（環状1番・環状2番のりば）が供用開始[31]。
- 1979年（昭和54年）12月18日：四代目駅舎の北駅ビル完成[32]。
- 1982年（昭和57年）3月1日：大阪環状線ホームが環状1番・環状2番のりばから、環状内回り・環状外回りのりばに変更[33]。
- 1983年（昭和58年）
  - 2月15日：自動放送装置の使用を開始[34]。
  - 4月27日：大阪ターミナルビル「アクティ大阪」が開業[35]。
- 1987年（昭和62年）4月1日：国鉄分割民営化により西日本旅客鉄道（JR西日本）の駅となる[36]。
- 1988年（昭和63年）3月13日：路線愛称の制定により、東海道本線の当駅 - 京都駅間で「JR京都線」、東海道本線の当駅 - 神戸駅間および山陽本線の神戸駅 - 姫路駅間で「JR神戸線」、東海道本線の当駅 - 尼崎駅間および福知山線の尼崎駅 - 篠山口駅間で「JR宝塚線」の愛称を使用開始。
- 1991年（平成3年）4月23日：待ち合わせスポット「旅立ちの鐘」が除幕[37]。東口を「御堂筋口」、北口を「御堂筋北口」、西口を「桜橋口」と命名[37]。駅ナカ施設「ギャレ大阪」が開業[38]。
- 1995年（平成7年）
  - 1月17日：午前5時46分に阪神・淡路大震災が発生し、駅名を表示する看板が外れたりするなどの被害を受けた。また関西の在来線は各路線で運休となった。
  - 1月18日：JR神戸線の当駅 - 尼崎駅間で営業運転を再開。
  - 4月1日：復旧工事がすべて完成。
- 1997年（平成9年）
  - 3月8日：JR東西線に北新地駅が開業し、連絡駅となる。接近メロディ導入。
  - 10月4日：南口に自動改札機が導入され、供用開始[39]。
  - 10月18日：中央口に自動改札機が導入され、供用開始[39]。
  - 11月15日：西口に自動改札機が導入され、供用開始[39]。
  - 12月6日：東口に自動改札機が導入され、供用開始[40]。
- 2002年（平成14年）7月29日：JR京都線・JR神戸線にJR京都・神戸線運行管理システム導入[41]。
- 2003年（平成15年）
  - 4月23日：中央コンコースの南側に設置された「砂時計」が除幕。8月に「サンドファンタジー」と命名。
  - 11月1日：ICカード「ICOCA」の利用が可能となることに伴い、当駅でも供用を開始する[広報 9]。
- 2004年（平成16年）
  - 5月16日：改良工事が本格的に開始される[広報 6]。旧1・2番のりばが使用停止。
  - 12月8日：中央コンコースに商業施設「セントラルコート」(CENTRAL COURT)が開業[42]。
- 2005年（平成17年）
  - 2月27日：環状内回り・環状外回りのりばが1・2番のりばに変更[広報 7]。旧1・2番のりばの改良工事が完成し、新3・4番のりばとして供用開始[42]。旧3・4番のりばは使用停止[42]。
  - 3月1日：仮駅舎東棟「フロートコート」が開業[広報 10]。
  - 4月8日：仮駅舎西棟「トラベルコート」が開業[広報 10]。
  - 10月16日：旧3・4番のりばの改良工事が完成し、新5・6番のりばとして供用開始。旧5・6番のりばは使用停止。
  - 11月16日：列車非常停止警報装置の使用を開始。
- 2006年（平成18年）7月30日：旧5・6番のりばの改良工事が完成し、新7・8番のりばとして供用開始。旧7・8番のりばは使用停止。
- 2007年（平成19年）
  - 3月18日：ダイヤ改正に合わせてJR京都線・JR神戸線で駅自動放送を更新。
  - 4月1日：高架下コンコースの改装工事がすべて完成。
  - 4月8日：旧7・8番のりばの改良工事が完成し、新9・10番のりばとして供用開始。旧9・10番のりばは使用停止。旧11番のりばの撤去工事が開始される。
- 2009年（平成21年）
  - 10月4日：大阪環状線に大阪環状・大和路線運行管理システム導入。
  - 12月20日：旧9・10番のりばの改良工事が完成し、新11番のりばとして供用開始[15]。旧11番のりばの撤去工事が完成し、駐車場連絡通路・タクシーのりばに転用。
- 2010年（平成22年）
  - 8月18日：異常時情報提供ディスプレイの使用を開始。
  - 10月12日：7・8番のりばの拡幅工事が完成。
  - 11月1日：橋上駅舎の一部が乗り換え専用通路として供用開始する。
- 2011年（平成23年）
  - 3月31日：「ギャレ大阪」が閉館。
  - 4月11日：橋上駅舎が全面的に供用開始。連絡橋口開設。
  - 5月4日：五代目駅舎と大阪ステーションシティが開業。
  - 5月24日：大阪市営バスのバスターミナルが北口に集約される。
  - 6月1日：西日本JRバスのバスターミナルが北口に集約される。
  - 6月16日：ギャレ大阪西館跡地に「ALBi」が開業。
  - 10月12日：改札口の電光掲示板をフルカラーのものに交換。
  - 12月28日：JR京都線・JR神戸線ホームにガラス製の屋根が設置される。
- 2012年（平成24年）
  - 3月16日：寝台特急日本海が当日の発車分と翌日3月17日の到着分をもって定期運用から引退し、当駅を起点、終点とするブルートレインが全て消滅。
  - 6月30日：「フロートコート」が閉鎖。
  - 10月31日：「エキマルシェ大阪」が開業。エキマルシェ大阪口開設。「トラベルコート」が閉鎖。
- 2013年（平成25年）
  - 4月26日：グランフロント大阪が駅北側の再開発エリア「うめきた」地区に開業。大阪ステーションシティと新たに建設したペデストリアンデッキで直結。
  - 5月2日：自動改札機を新型のものに更新。
- 2014年（平成26年）5月1日：大阪環状線改造プロジェクトの一環で、やしきたかじんの代表曲「やっぱ好きやねん」を大阪環状線ホームの発車メロディとして導入[広報 11]。
- 2015年（平成27年）
  - 2月16日：タクシー乗り場を御堂筋口側から桜橋口側に移設。
  - 3月12日：寝台特急トワイライトエクスプレスがこの日の発車分と当日の到着分をもって引退[広報 12]。これにより、当駅を起点、終点とする一般営業の寝台特急列車はすべて消滅[注 2]。また、入線警告音の見直しに伴い、接近メロディを音質見直し版のものに変更する[43]。
  - 4月2日：「ルクア イーレ」が開業[44]。
  - 12月4日：台湾鉄路管理局の台北駅と姉妹駅となる[広報 13]。
- 2016年（平成28年）3月26日：ダイヤ改正に伴い、特急「しなの」の当駅までの乗り入れが廃止される。また、当駅を発車するJR京都線・JR神戸線の新快速、快速と普通の運転間隔が均等化される[広報 14]。
- 2017年（平成29年）
  - 3月24日：駅構内に観光の総合相談窓口「Travel Service Center OSAKA」がオープン[45][46]。
  - 4月22日：6番のりばに可動式ホーム柵が設置され、使用を開始[広報 15]。
  - 5月27日：7番のりばに可動式ホーム柵が設置され、使用を開始[広報 16]。
  - 6月17日：周遊型臨時寝台列車「TWILIGHT EXPRESS 瑞風」の停車駅となる[47]。
- 2018年（平成30年）3月17日 - 駅ナンバリングが導入される[広報 17]。
- 2019年（平成31年・令和元年）
  - 2月16日：5番のりばに昇降式ホーム柵が設置され、使用を開始[48]。
  - 3月9日：8番のりばに昇降式ホーム柵が設置され、使用を開始[48]。
  - 7月：1番のりばの足元乗車位置案内をリニューアル[広報 18][49]。
  - 12月5日：1番のりばに可動式ホーム柵が設置され、使用を開始[広報 19]。
- 2020年（令和2年）3月10日：2番のりばに可動式ホーム柵が設置され、使用を開始[広報 20]。
- 2023年（令和5年）3月18日：地下ホーム（21番 - 24番のりば）が梅田貨物線上に開業。特急「はるか」「くろしお」の停車駅に加わったほか、おおさか東線の終着駅となる。うめきた地下口・西口および地下ホームと高架ホームを結ぶ連絡通路が供用開始[広報 21]。うめきたエリアに日本では初となるみどりの券売機プラス+AIを導入[広報 1]。
- 2025年（令和7年）3月15日：ダイヤ改正に伴い、臨時列車として当駅を発着していた特急「まほろば」が定期列車となる[50][51]。また、10月13日までの期間で臨時快速「エキスポライナー」の停車駅となる[52][53]。
- 2031年（令和13年）：地下ホームに大阪市内を南北に縦断するなにわ筋線が乗り入れ、南海電鉄も同線を経由して乗り入れる予定[54][55]。

## 駅構造

### 高架ホーム
ホーム・線路は、高架上に東西に伸びている。以前は7面13線のホームがあったが、2004年より行われている再開発工事に伴い一時期5面10線にまで縮小した後、2009年12月20日より新11番のりばの供用を開始して以降は6面11線となって現在に至る。東海道線の本線は、外側線が4・9番のりば、内側線が6・7番のりばとなる。
ホーム有効長は1・2番のりばが8両編成分、3 - 10番のりばが12両編成分、11番のりばが14両編成分あるが、京阪神緩行線の普通電車が発着する6番のりばと7番のりばは、7両編成4扉車専用のホーム扉が設置されている関係で、この2線のみ8両編成以上または3扉車の入線は出来なくなっている。
14両編成の寝台特急サンライズ瀬戸・出雲は、東京行きは11番のりばで客扱いを行う。岡山方面行きは客扱いを行わないが、3番のりばで運転停車を行い、臨時停車の場合のみ客扱いを行う。
当駅は停車場に分類されている。

### 地下ホーム（うめきたエリア）
2023年に梅田貨物線（東海道本線支線）を地下化して、大阪駅北西のうめきた2期再開発地区（グラングリーン大阪）に設置された地下ホームで、従来は大阪駅に停車できなかった特急「はるか」・「くろしお」が停車するほか、おおさか東線の全列車が乗り入れている。
2004年10月の近畿地方交通審議会答申第8号では、大阪駅北地区（北ヤード）再開発に支障となる梅田貨物線の地下化及び新駅を設置し、「はるか」や「くろしお」などの特急列車を停車させることで、関西国際空港や和歌山方面へのアクセスの向上を図ることが盛り込まれた。新駅には北梅田駅の仮称がつけられ、2011年に都市計画決定がなされた。
当初、このホームはJR西日本並びに当駅への乗り入れを予定しているなにわ筋線の事業主体である関西高速鉄道の鉄道事業基本計画において（仮称）「北梅田駅」として、大阪駅とは別の駅として整備される予定とされ、2015年度から駅建設工事に着手していたが、2020年3月25日に大阪駅との改札内連絡通路を整備したうえで、営業開始時に大阪駅の地下プラットホームとして取り扱うことが発表された。2020年3月以降は、一般向けの告知に際して「うめきた（大阪）地下駅」の仮称を用いたほか、報道などで「うめきた新駅」の呼称を用いていた事例もある。JR西日本がこの時点で呼称を「大阪駅」に統一しなかったのは、「うめきた」の呼称が社会的に定着していることを踏まえたためとしている。2022年12月16日の開業日発表以降は「大阪駅（うめきたエリア）」の呼称を用い、2023年3月18日に開業した。
大阪市道九条梅田線と四つ橋筋との交差点北西部付近の地下に設置されている。新駅設置と地下線工事は一体で施工され、駅部は開削工法で建設され、地下2階（地表面からの深さ15m）に延長200mの島式プラットホーム2面4線が設けられ、高架ホームとの間には市道九条梅田線を潜る改札内連絡通路が設置された。
JR西日本では当駅（ホーム）の建設にあたり、「『JR西日本技術ビジョン』の具体化に挑戦する駅」として、デジタル技術を応用したインタラクティブ空間の創設や新型ホームドアの導入（後述）等の様々な新機軸の実証実験を行うなど、オープンイノベーションの実験場『JR WEST LABO』の中心的施設と位置づけることとしている。
ホーム番号は、南側から21番のりば・22番のりば（西九条方面）、23番のりば・24番のりば（新大阪方面）と割り当てられている。2023年2月13日には同年3月のダイヤ改正に先行して線路切替が行われ、関西空港・南紀方面等に向かう列車が同ホームを通過するようになっていた。
入線車種が多様となることを踏まえ、JR西日本がJR西日本テクシア・ナブテスコと共同開発した世界初となる開口部が移動可能なフルスクリーンタイプのホームドアを開発し、21番のりばに設置した。
地下ホーム建設に合わせて、高架ホームを西側に延伸の上、駅西側にあった高架下商業ゾーンの一部をコンコースに転用して高架ホームと接続する新たな西改札口を設けて大阪市道九条梅田線を潜る約70mの改札内通路を経由して地下ホームと接続し、バスターミナルや新駅ビルを建設する工事を進めている。改札内連絡通路により地下ホームと高架ホームとの間は徒歩6分ほどかかる。このため、おおさか東線の各駅から、JR神戸線 神戸方面・JR宝塚線 宝塚方面への乗り換えは一つ手前の新大阪駅での乗り換えの方が早くなる。
2031年開業予定のなにわ筋線もこのホームに乗り入れる予定で、同線を経由して南海電気鉄道の列車も乗り入れる計画となっている。なお、南海側でも正式駅名を管理するJR西日本と同じく「大阪駅」と決定しているが、なにわ筋線開業時より大阪駅でも南海の乗車券と特急券を購入できるようにする予定となっている（南海は同駅では乗車券類の発売などの駅業務をJR西日本に委託する形態となる）。
また、阪急電鉄の新線（なにわ筋連絡線・新大阪連絡線）が当駅で接続する計画がある。2023年3月に阪急阪神ホールディングスの社長に就任した嶋田泰夫は、就任前の2022年12月に産経新聞の取材に対し、なにわ筋線の開業が予定されている2031年の同時開業を目指す方針を表明している。

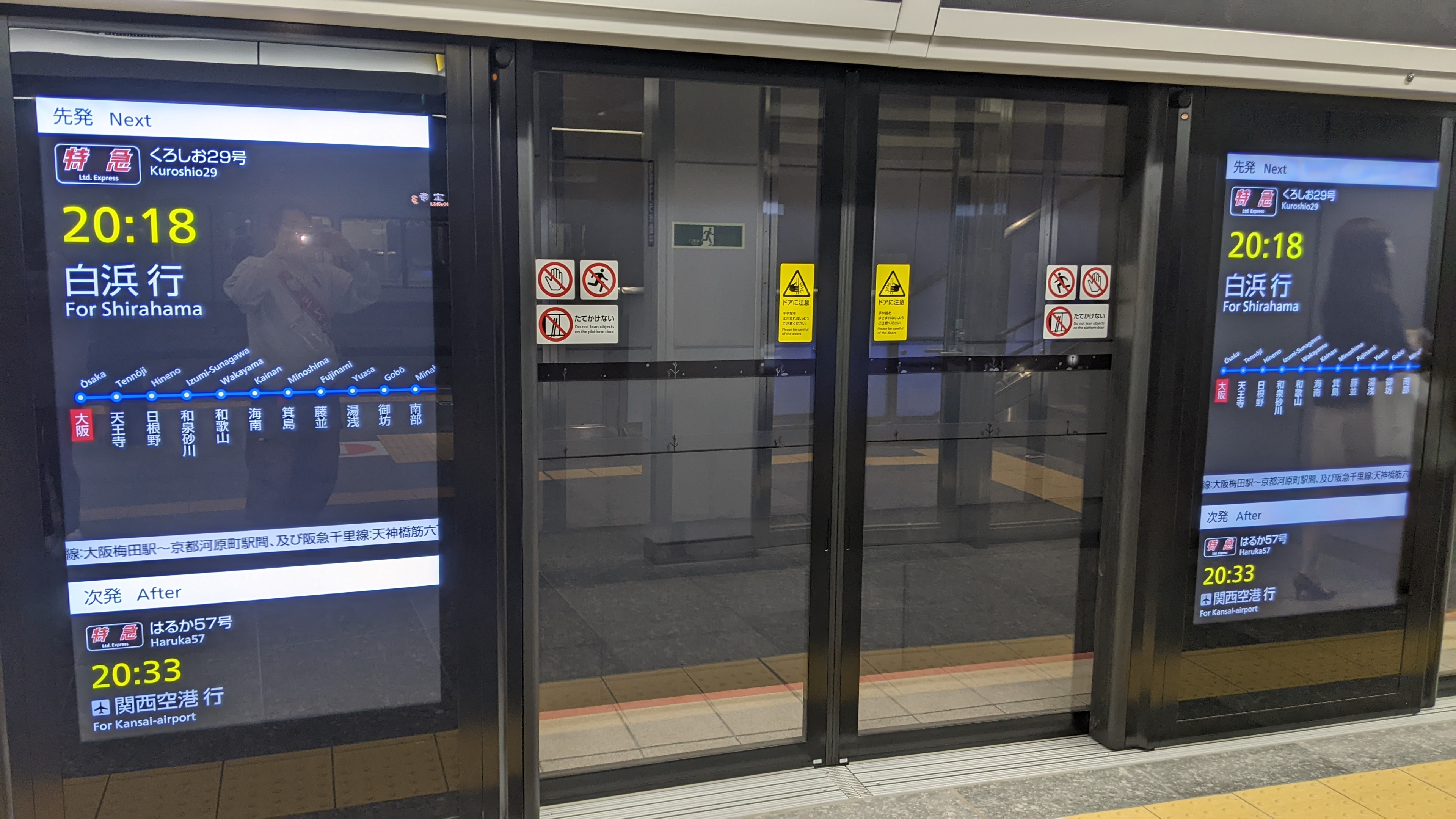
閉じた状態の21番のりばホームドア
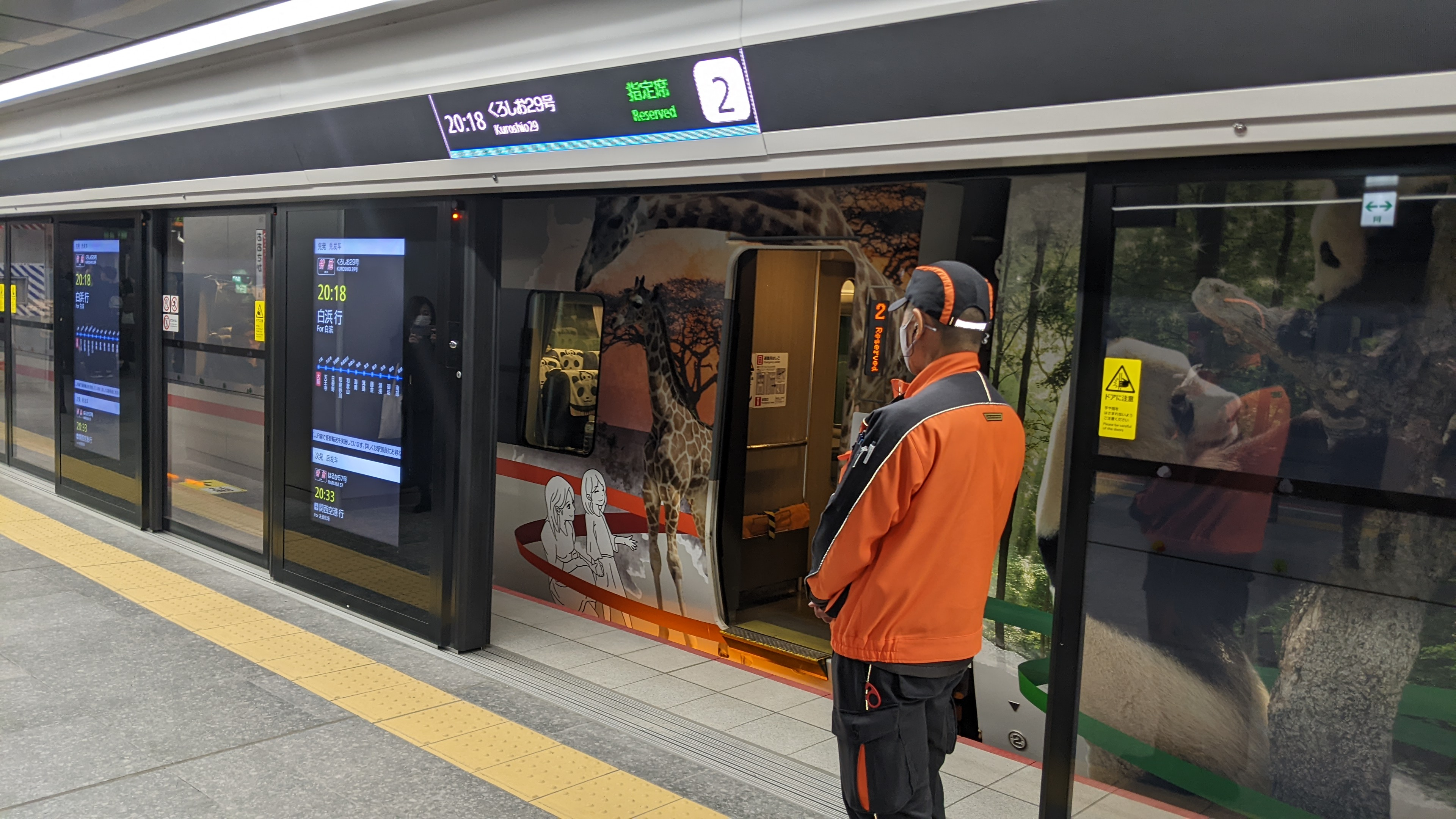
開いた状態の21番のりばホームドア
21番のりばホームドア動作の様子
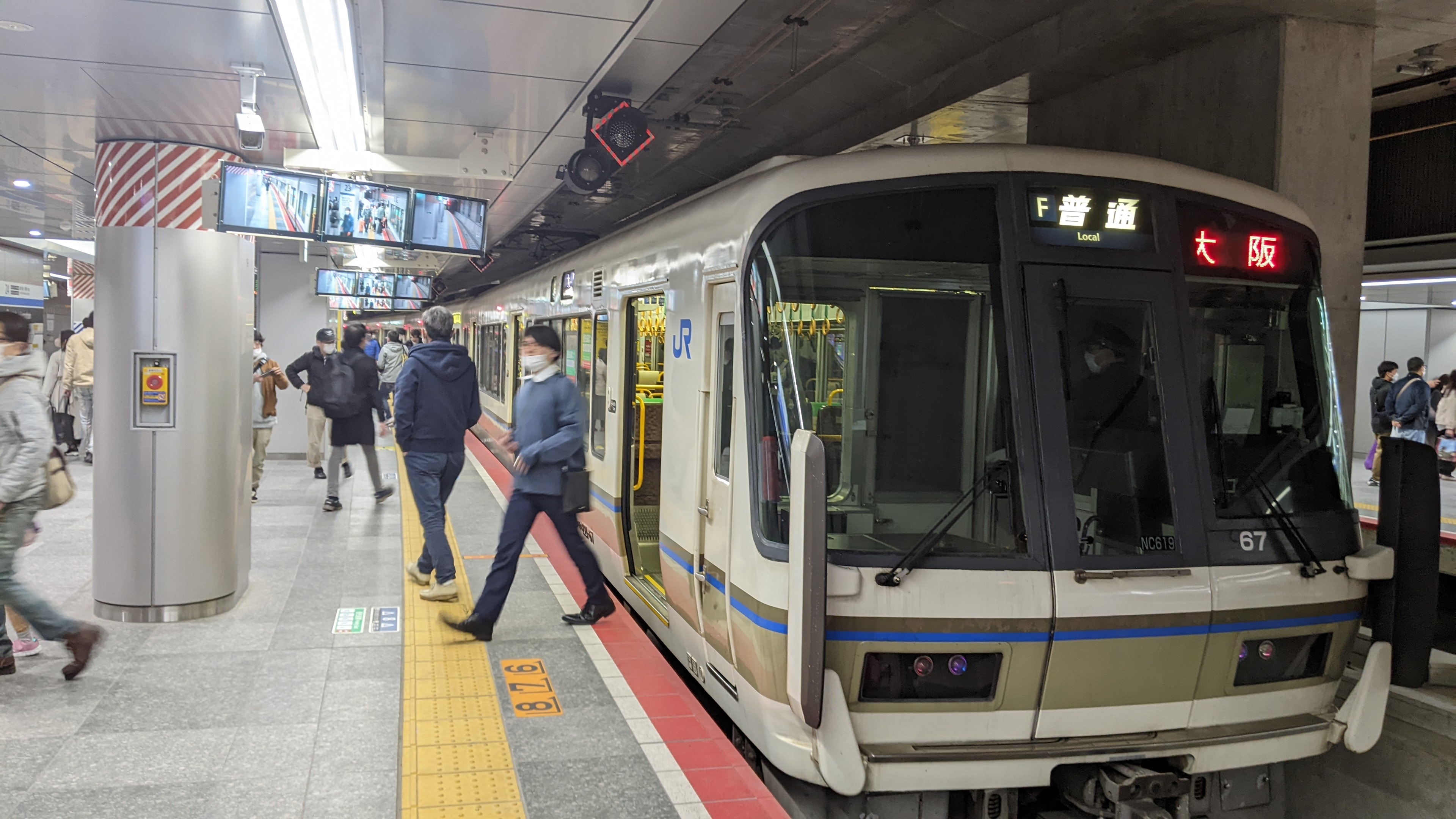
23番のりばで折り返しするおおさか東線普通
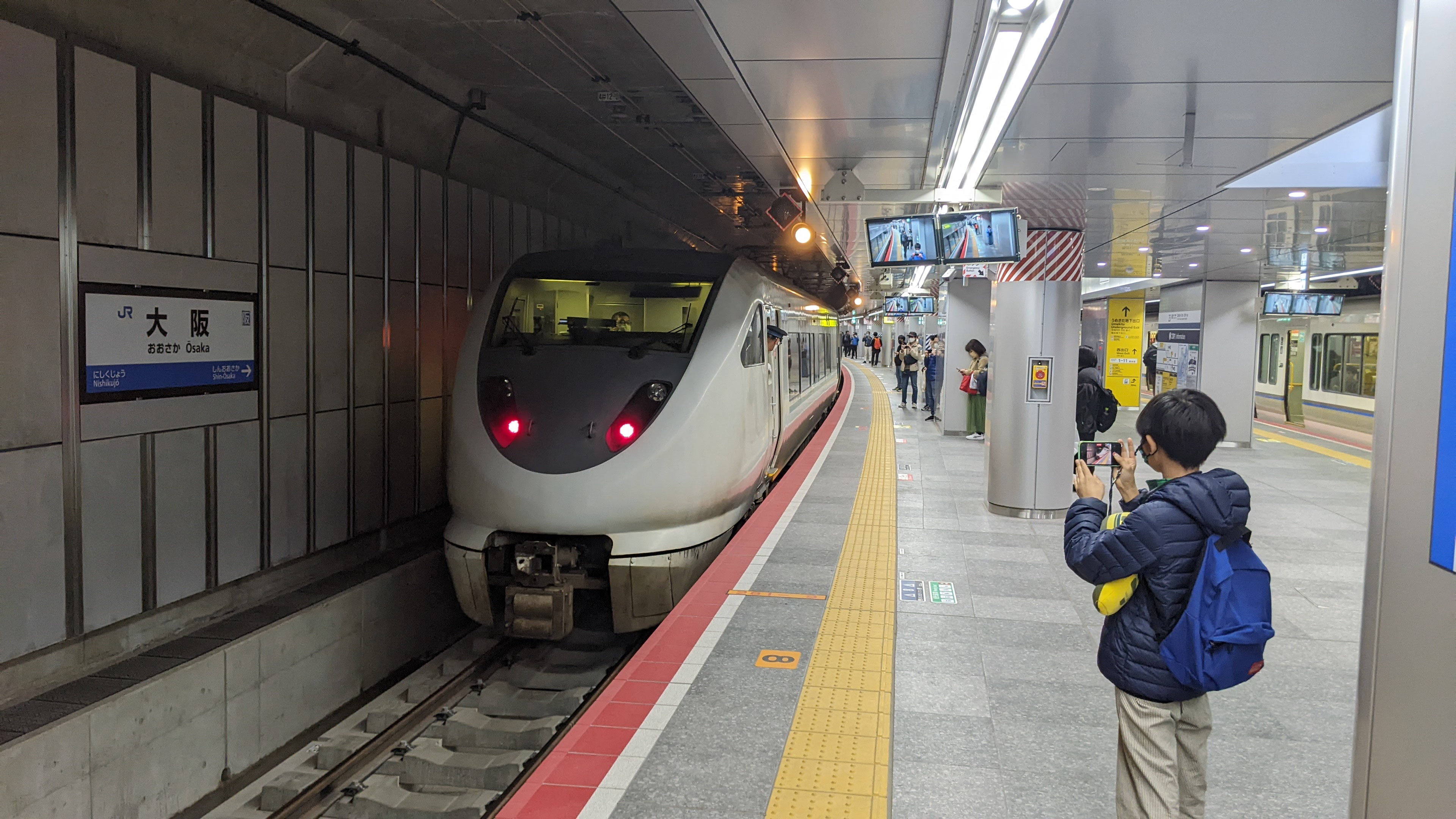
24番のりばに停車中の新大阪方面に向かう特急「くろしお」
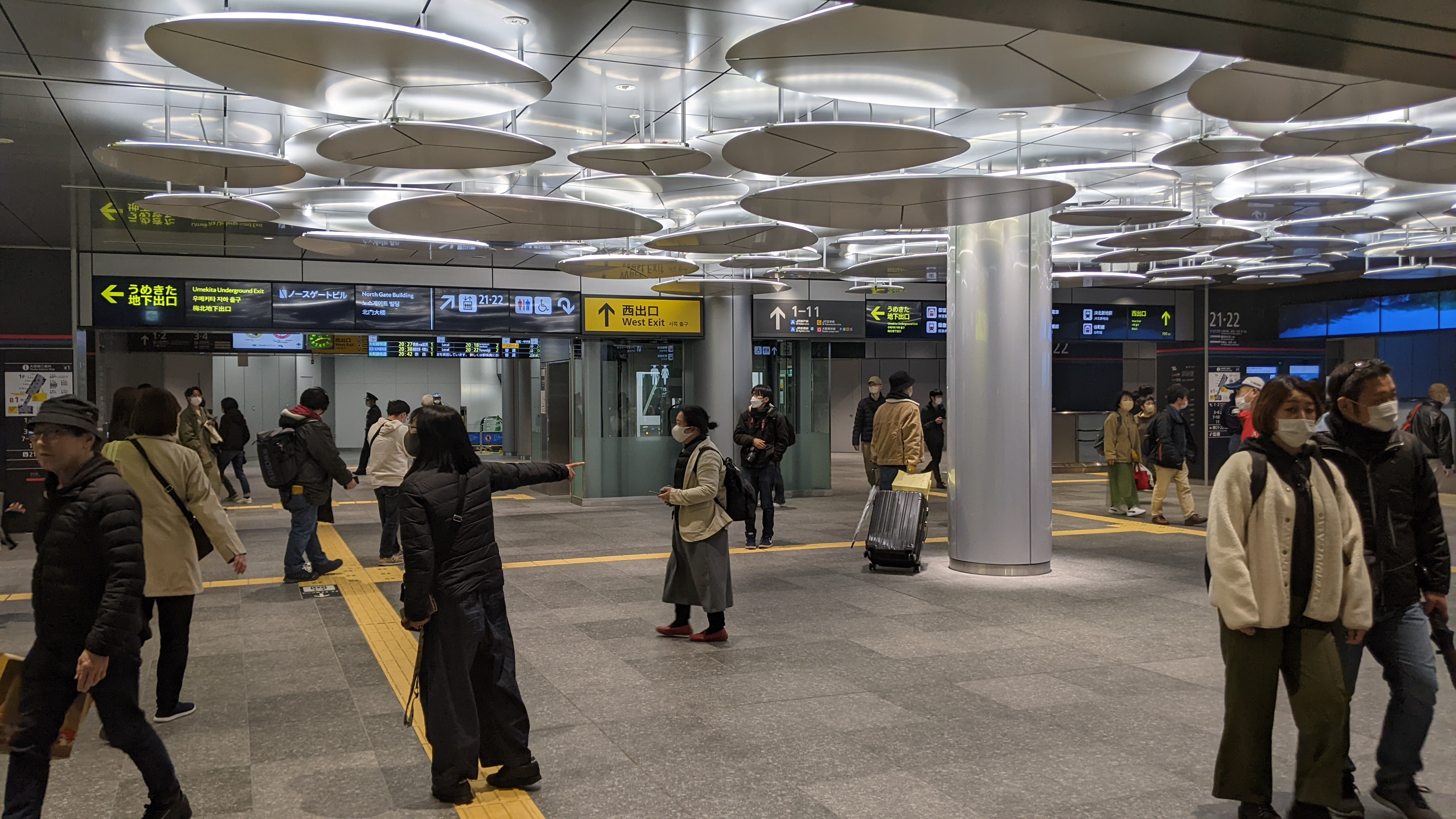
地下ホーム入場口
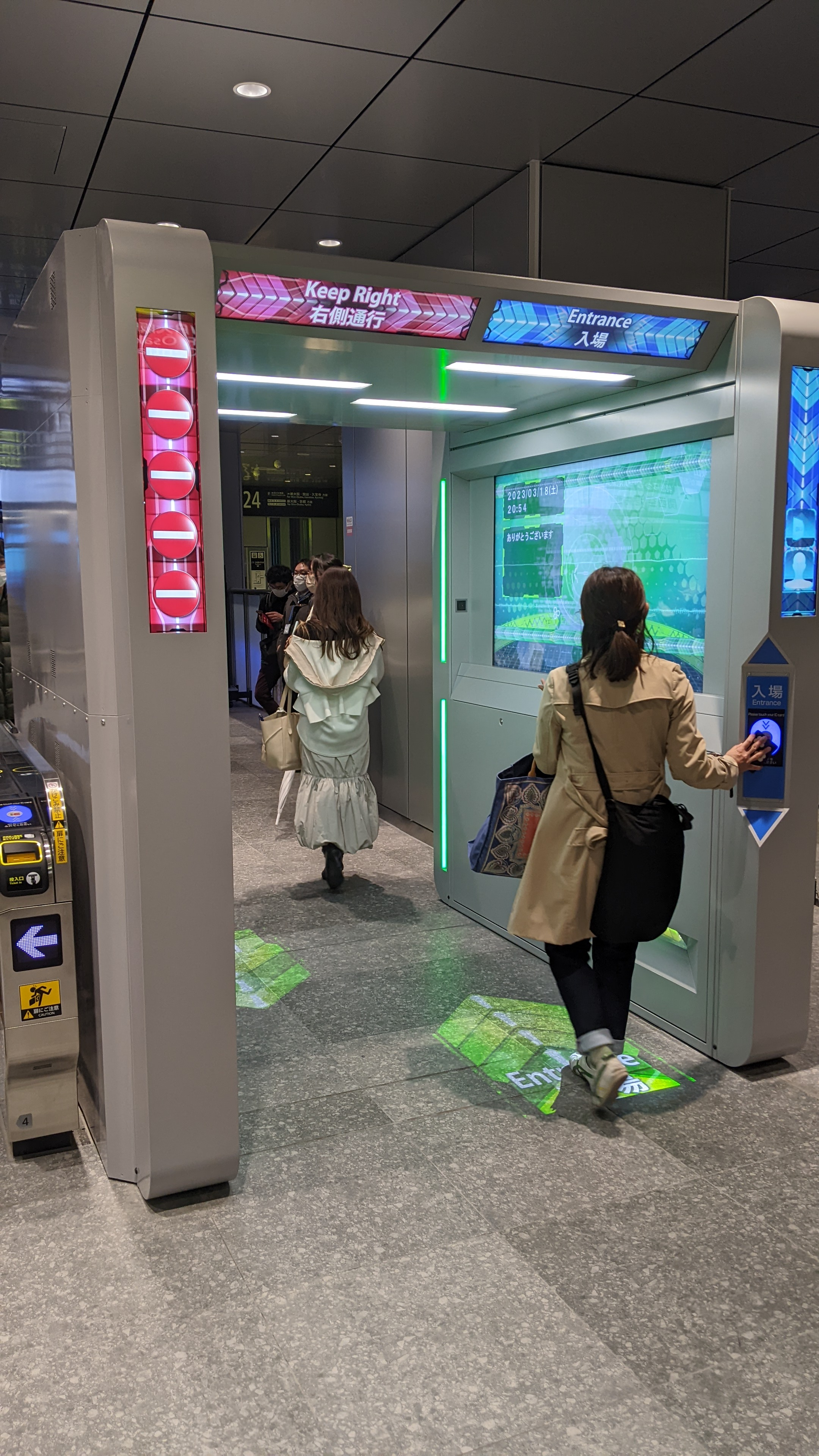
顔認証機能付ICカード専用改札機
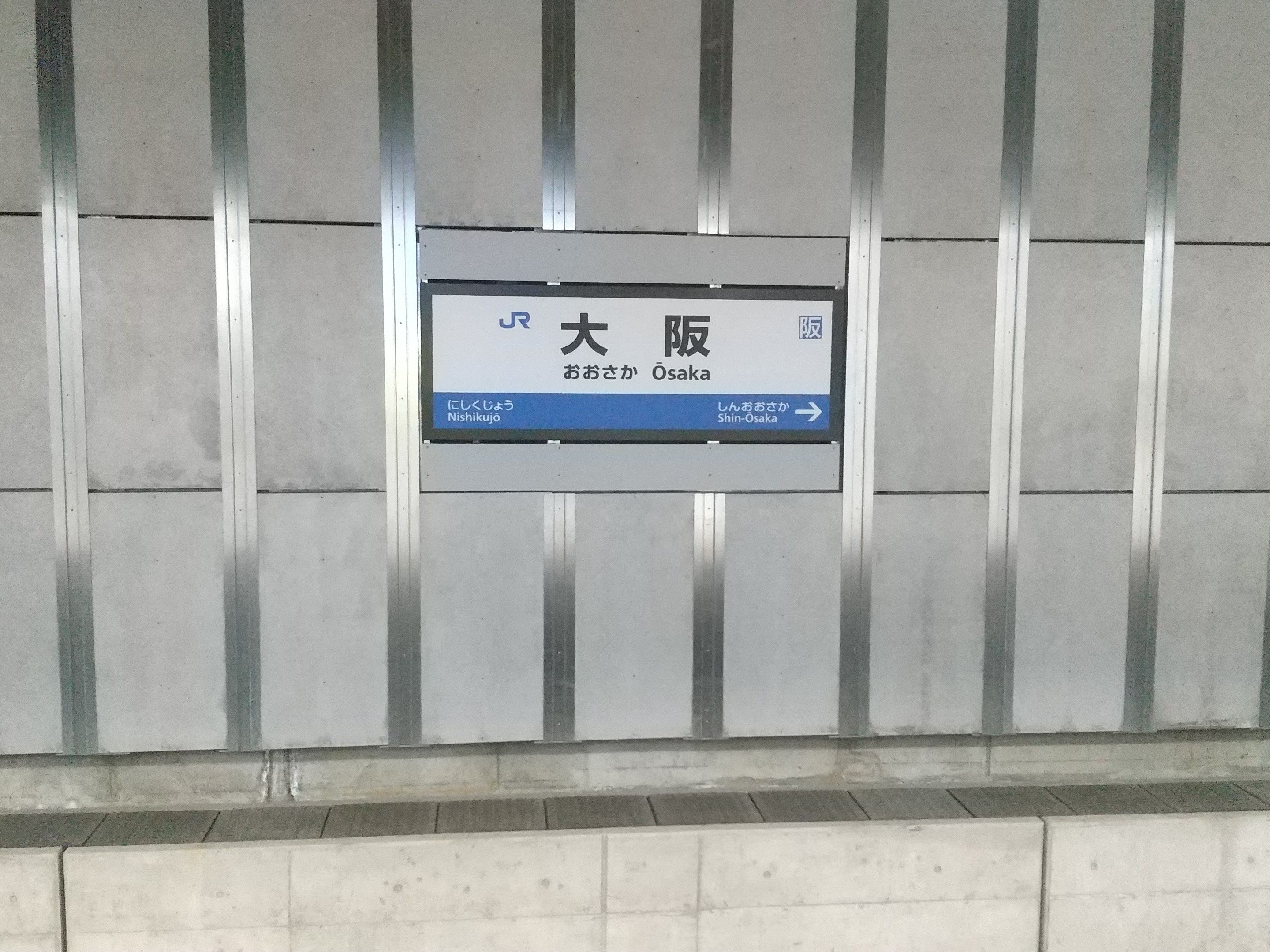
24番のりばの駅名標
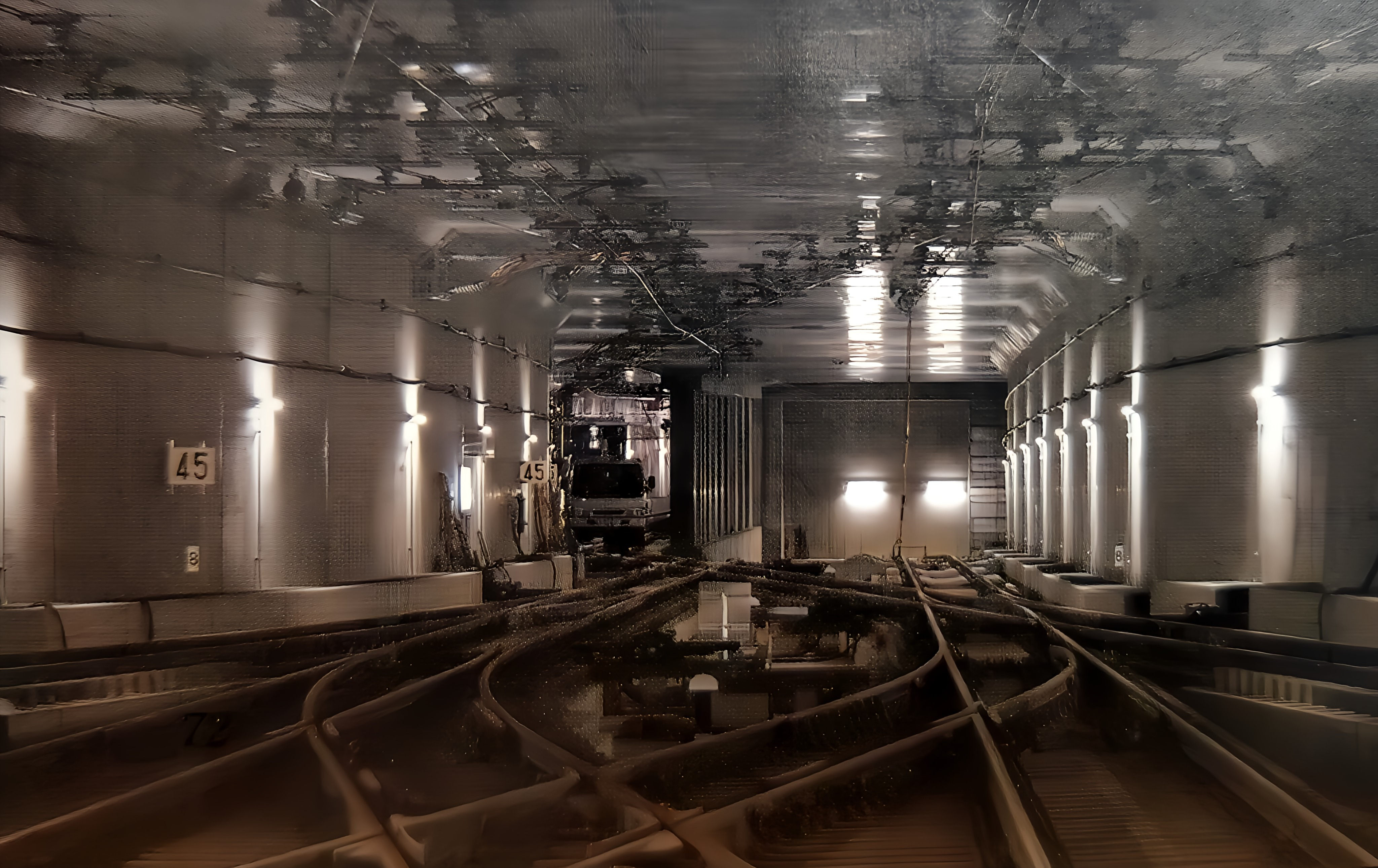
西九条方にある「なにわ筋線」となるトンネル

### 改札口
8か所の改札口（御堂筋口・南口・中央口・桜橋口・連絡橋口・エキマルシェ大阪口・西口・うめきた地下口）があり、このうち南口はICカード専用である。御堂筋口と南口は改札内通路で結ばれており、また中央口と桜橋口、エキマルシェ大阪口は、4番線線路・5番線線路の下（中2階）にある改札内通路で結ばれている。御堂筋口・中央口・連絡橋口・西口には南北を結ぶ改札外のコンコースがあり、両端に駅の出入口がある。御堂筋口・南口・中央口・桜橋口には地下街や阪急・阪神・地下鉄の各駅につながる階段やエスカレーターがある。
2010年11月1日より橋上駅舎の一部が暫定的に乗り換え専用通路として供用開始され、2011年4月11日には連絡橋口の使用が開始された。
西口とうめきた地下口は2023年3月18日のうめきたエリア（地下ホーム）開業に合わせて使用が開始されたもので、西口は四つ橋筋の西側に設けられ、御堂筋口・中央口と同様に高架プラットホームと直結し、また地下プラットホームとは改札内地下通路で直結している。うめきた地下口はうめきたエリア内の地下1階に設けられている。なお、西口とうめきた地下口の相互間は券売機（入場券ボタンを押すと開くサブメニューがある）で無料の通行証を発券するか、ICOCAなどの交通系ICカードを利用すれば、20分以内の改札内通行に限り入場料不要となる（他の改札口を利用する場合は適用外）。2023年3月18日現在、うめきた地下口は東側の大阪市道を潜ってグランフロント大阪に通じる地下通路と南側の市道に通じる歩行者用通路のみが供用されており、駅前広場等は未整備である。

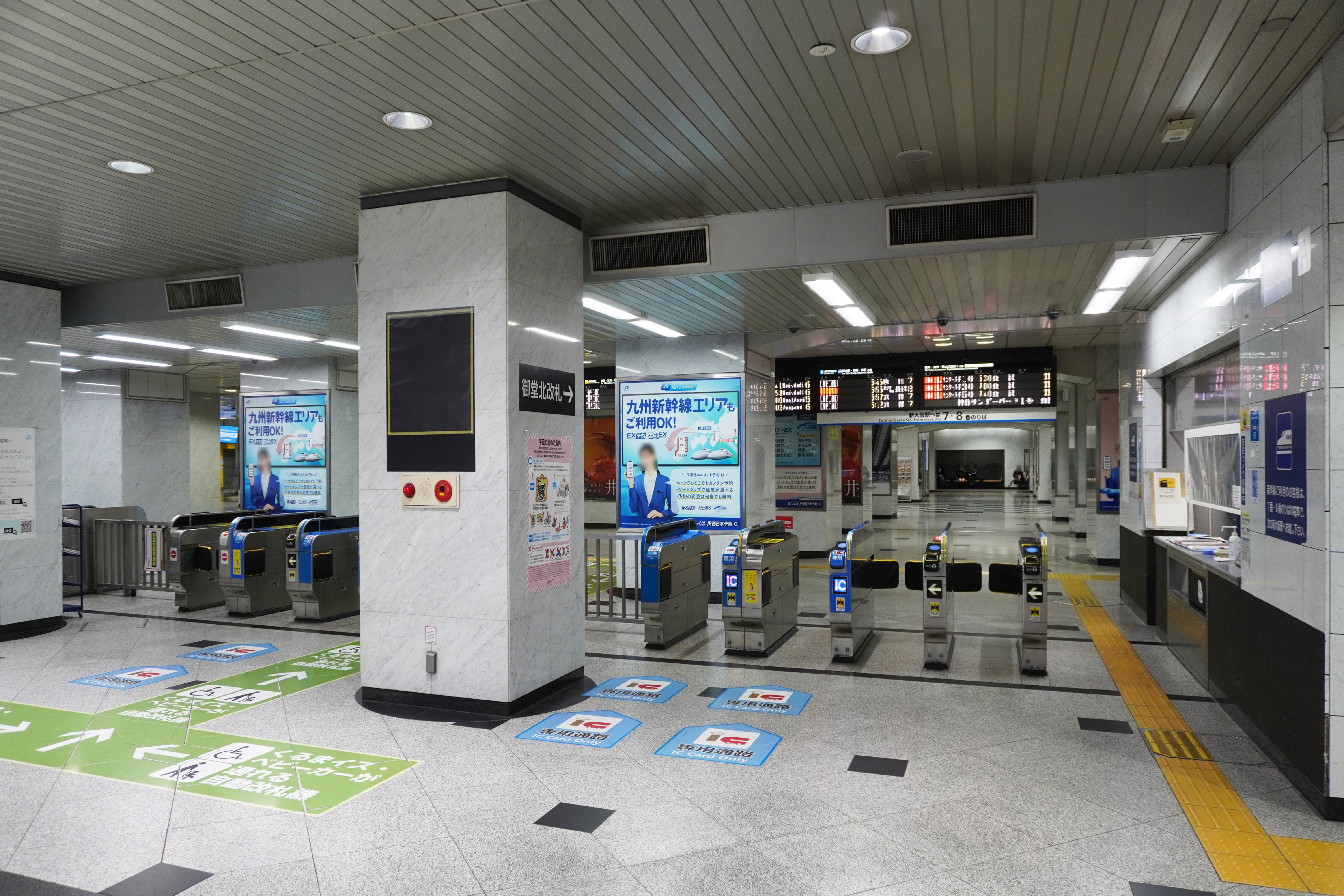
御堂筋口改札
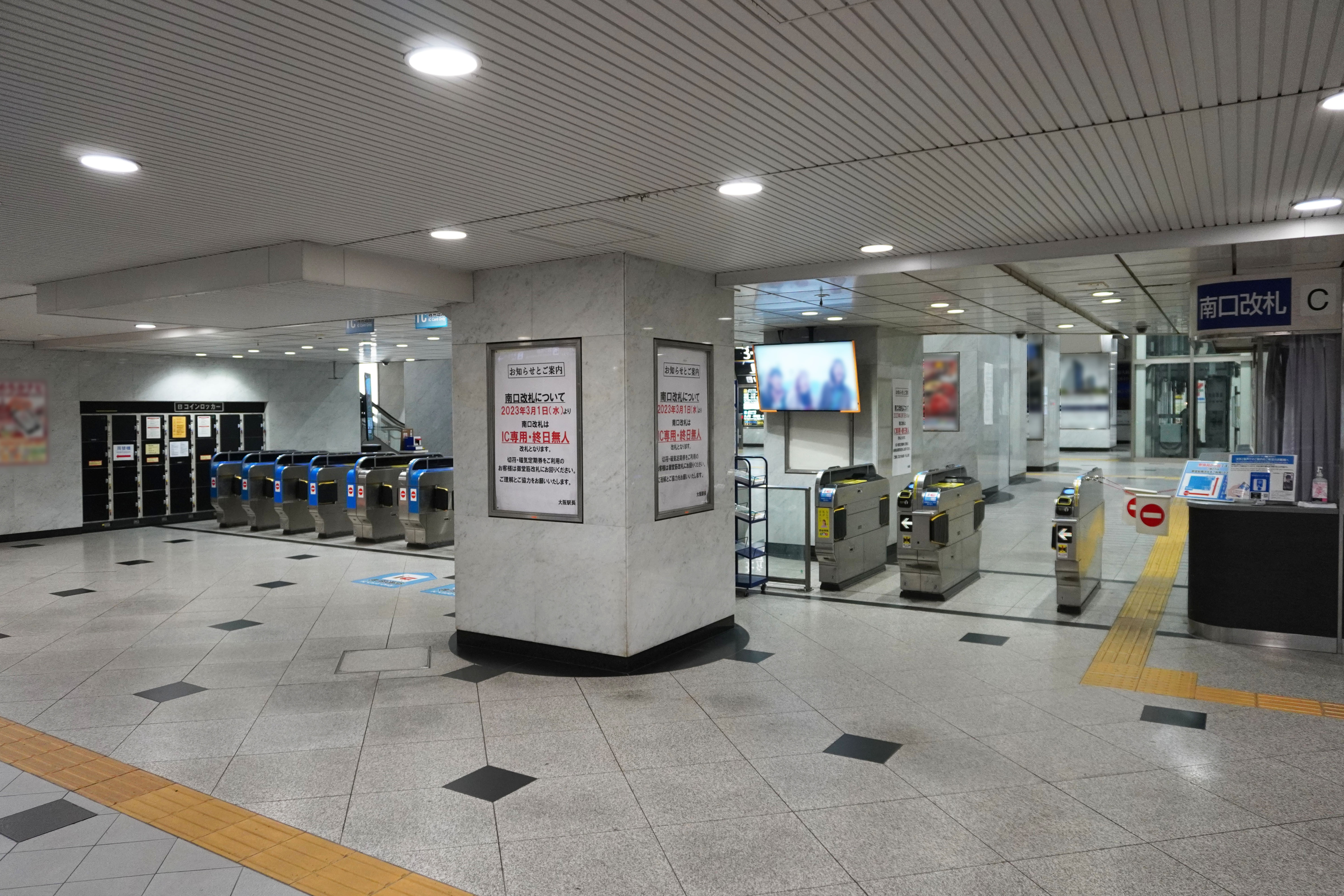
南口改札
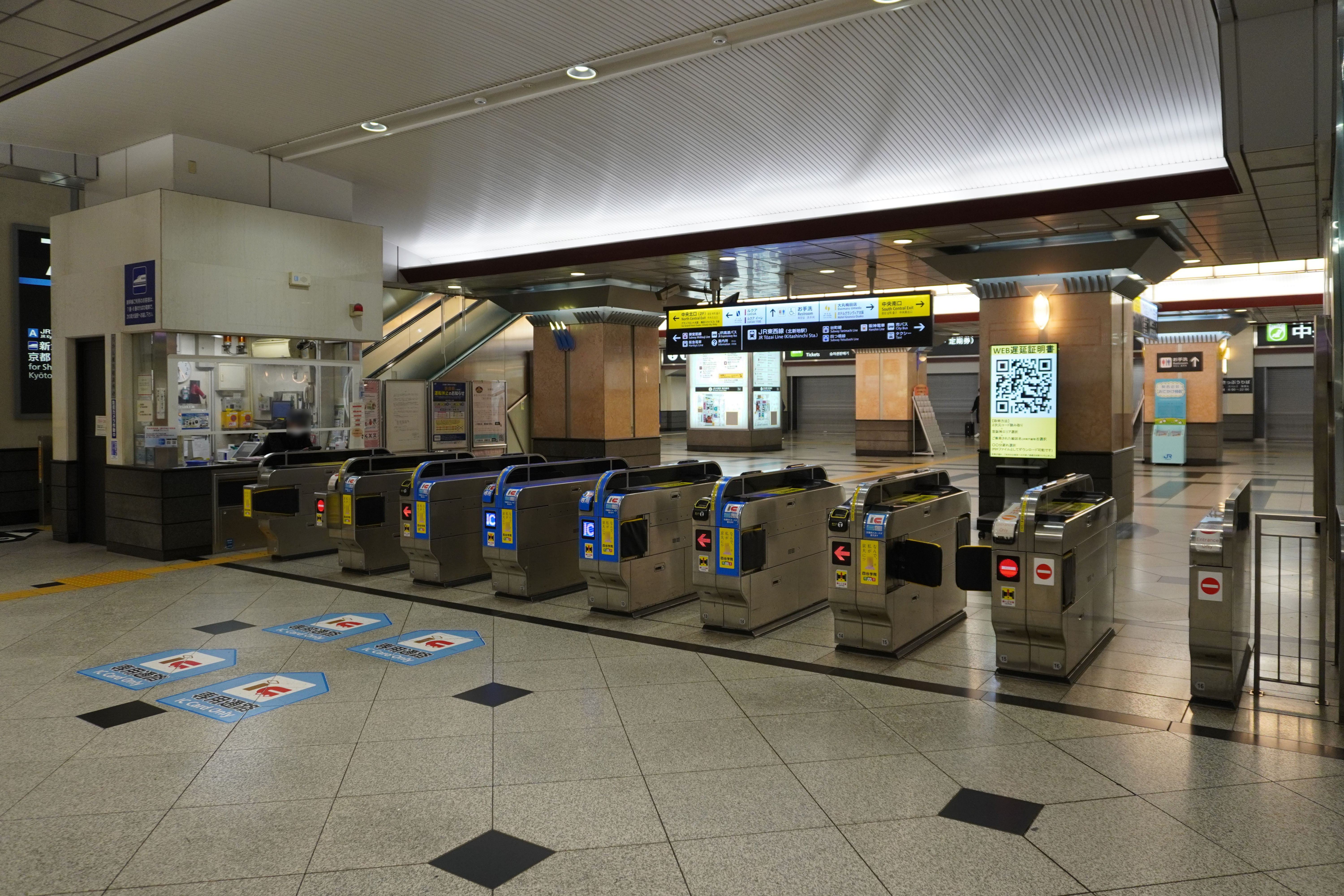
中央口改札
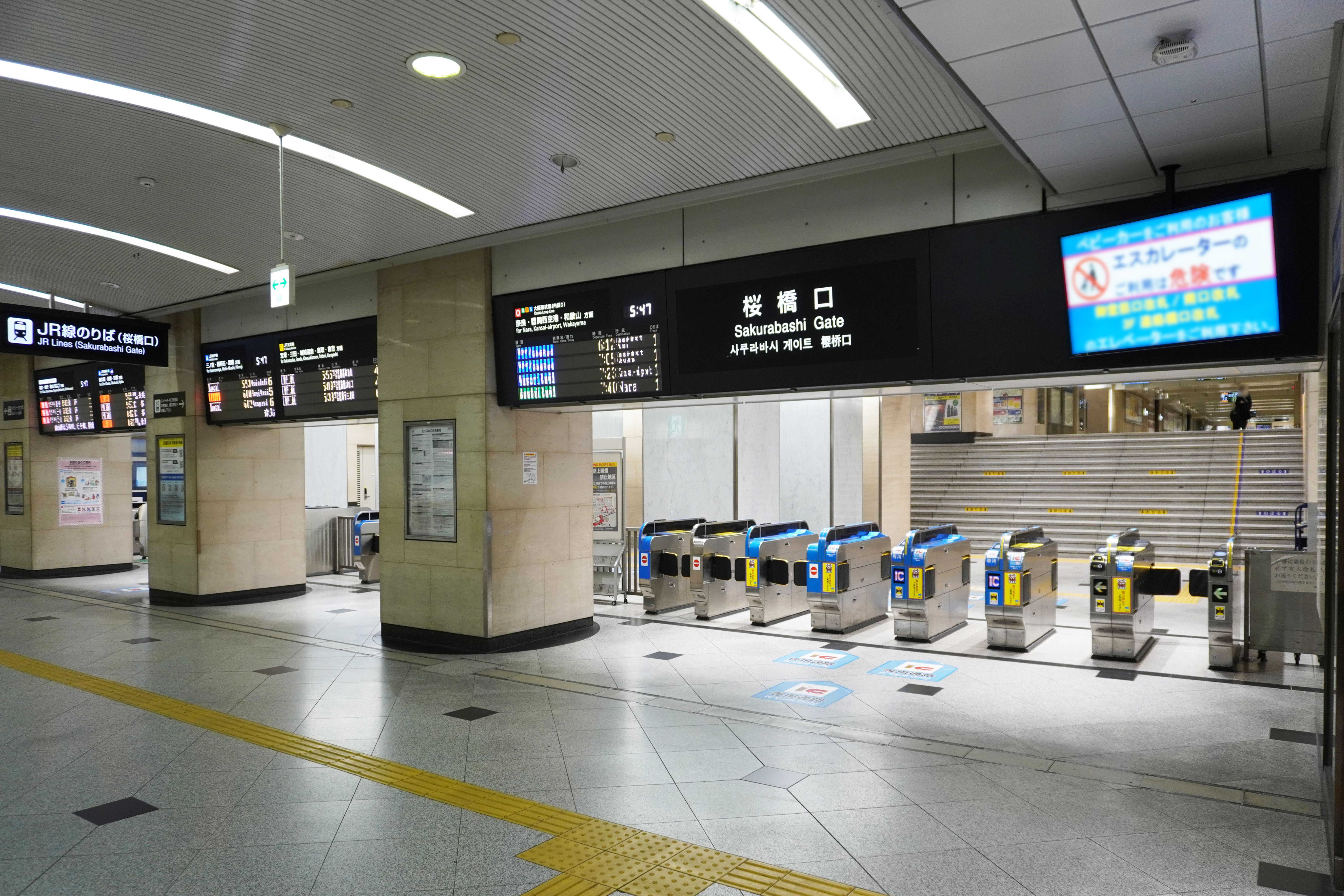
桜橋口改札
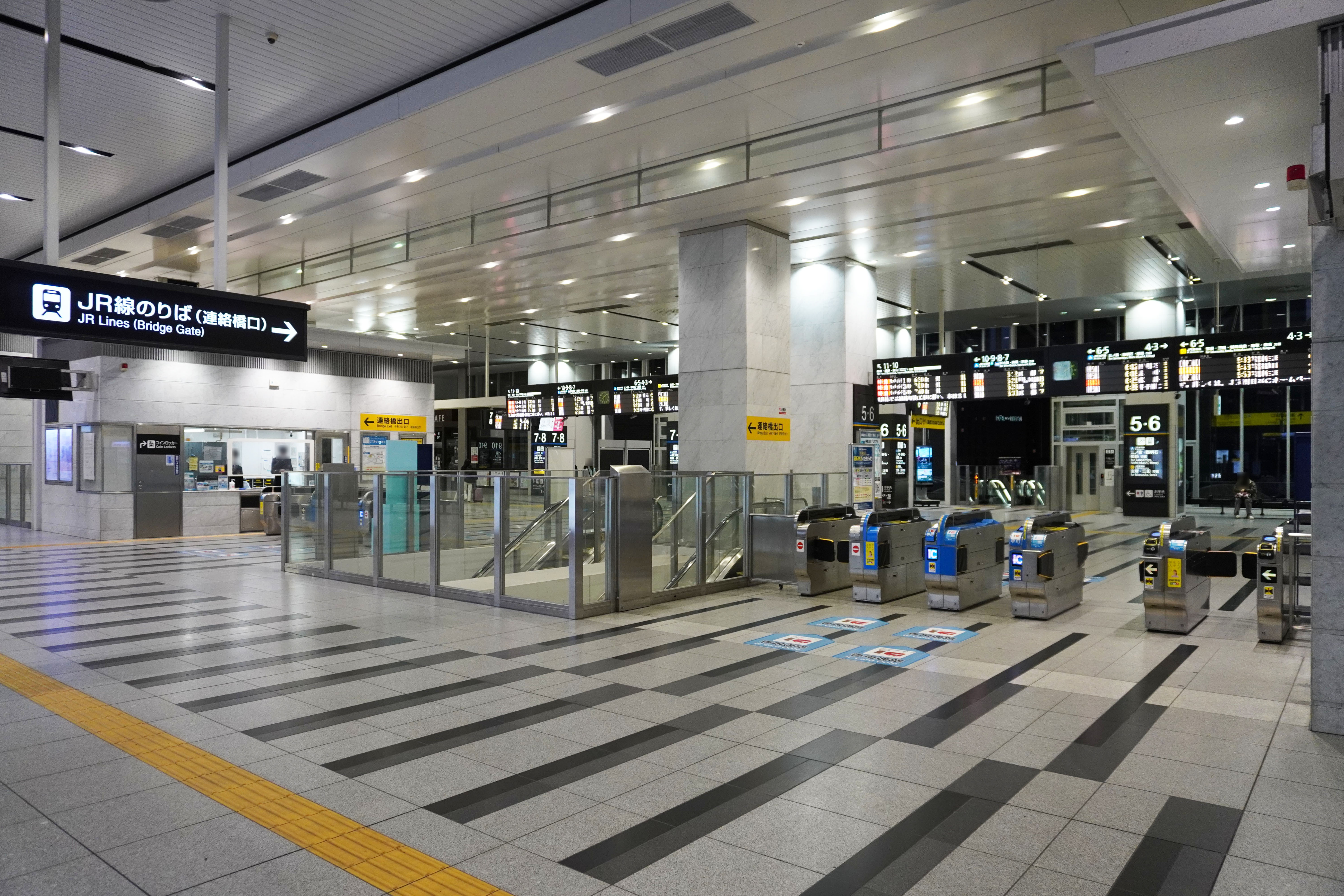
連絡橋口改札
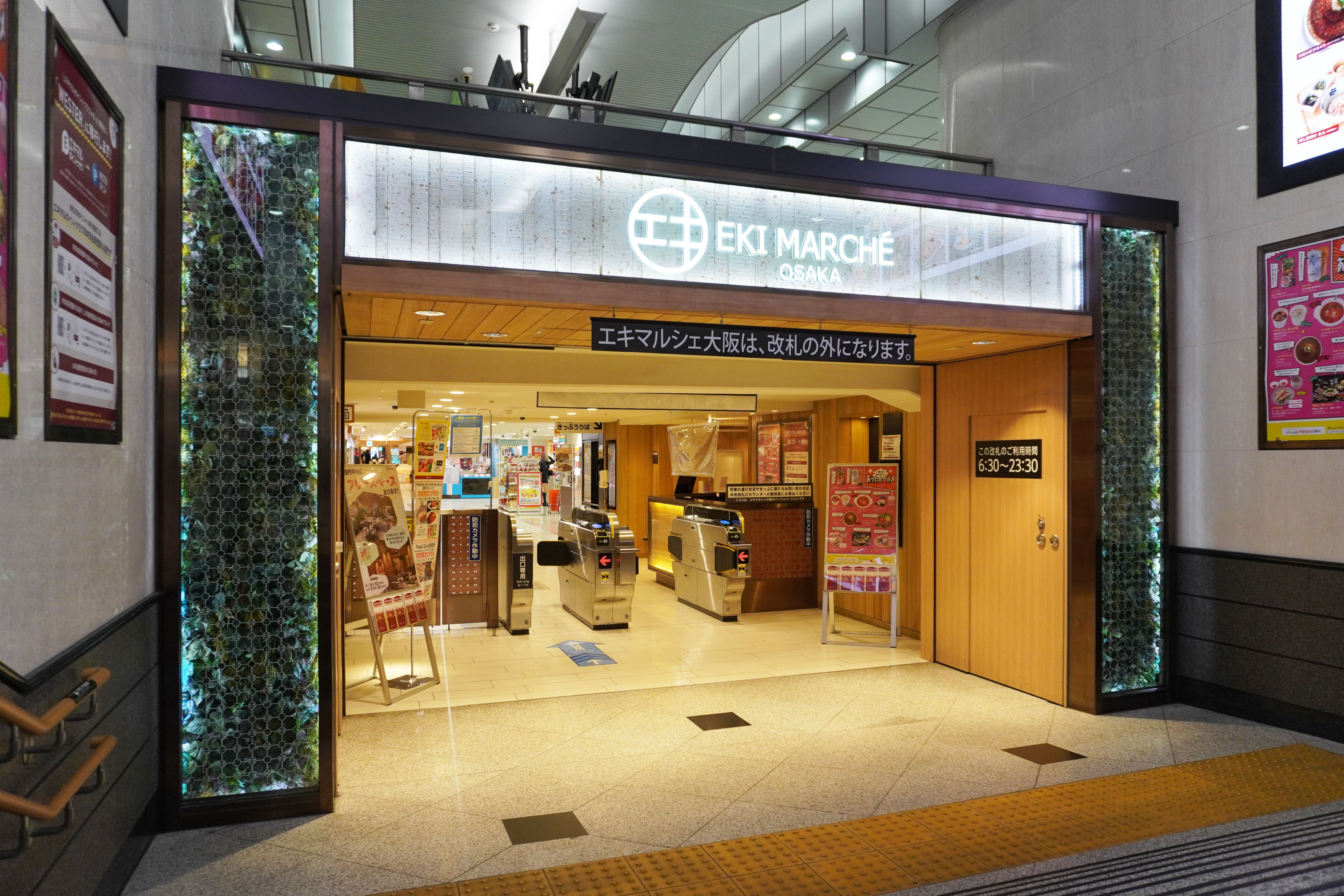
エキマルシェ大阪口改札
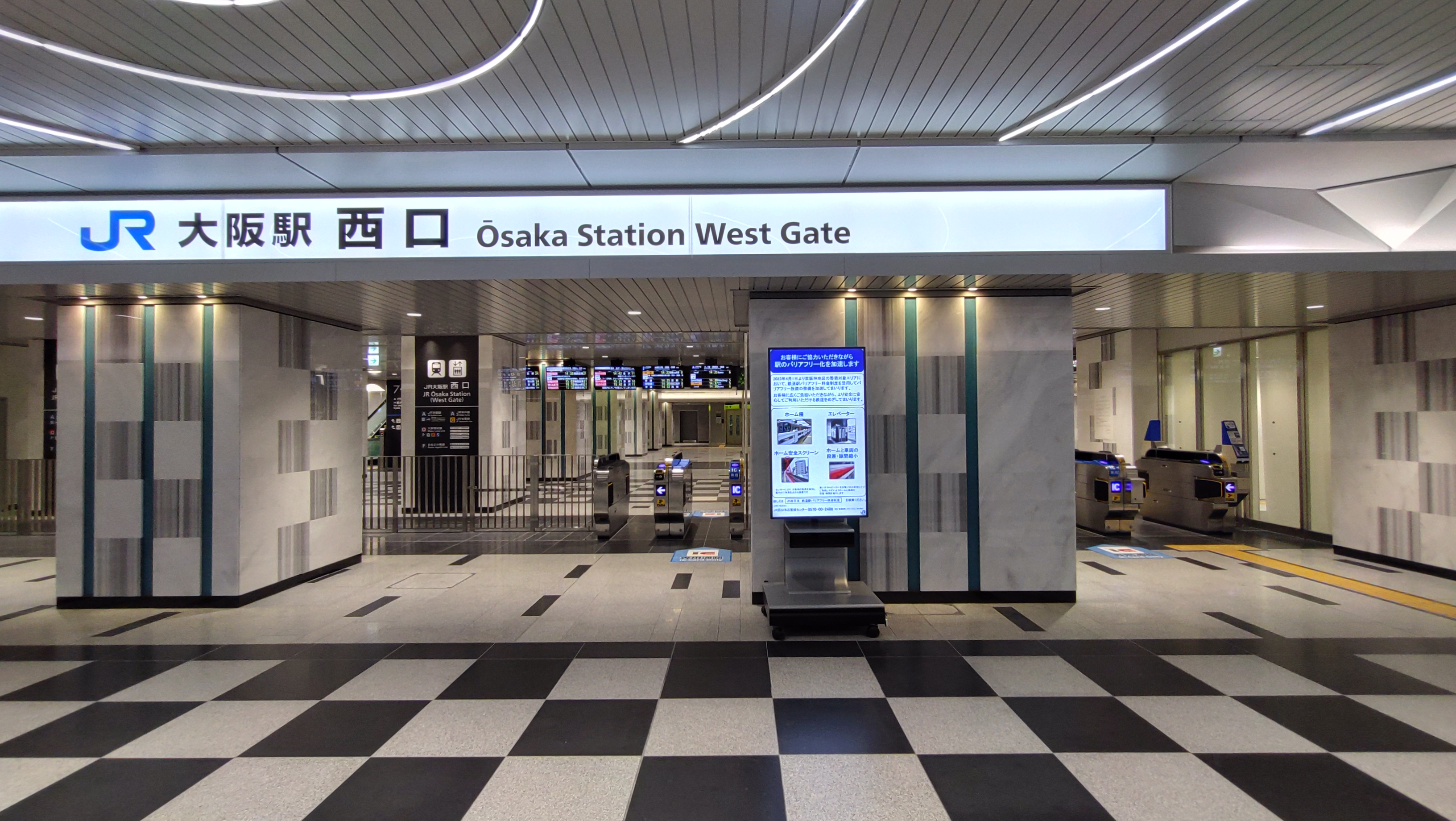
西口改札
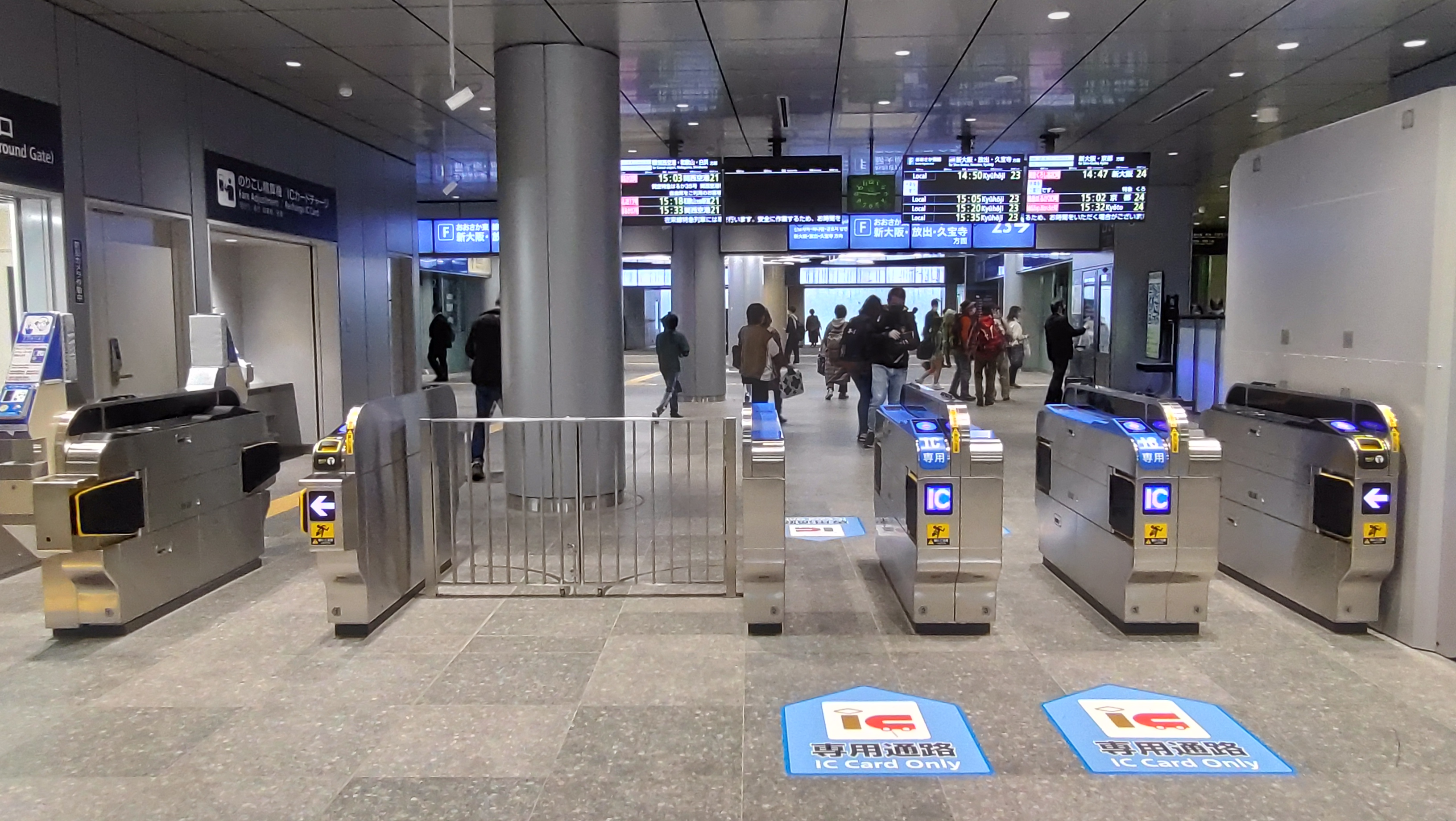
うめきた地下口改札

### トイレ
トイレは改札内には御堂筋・中央・連絡橋・桜橋・西・うめきた地下に、改札外には連絡橋・中央にある。多機能トイレがあるのは御堂筋 (女性トイレ内) ・連絡橋・西・うめきた地下改札内・各改札外（画像参照）。

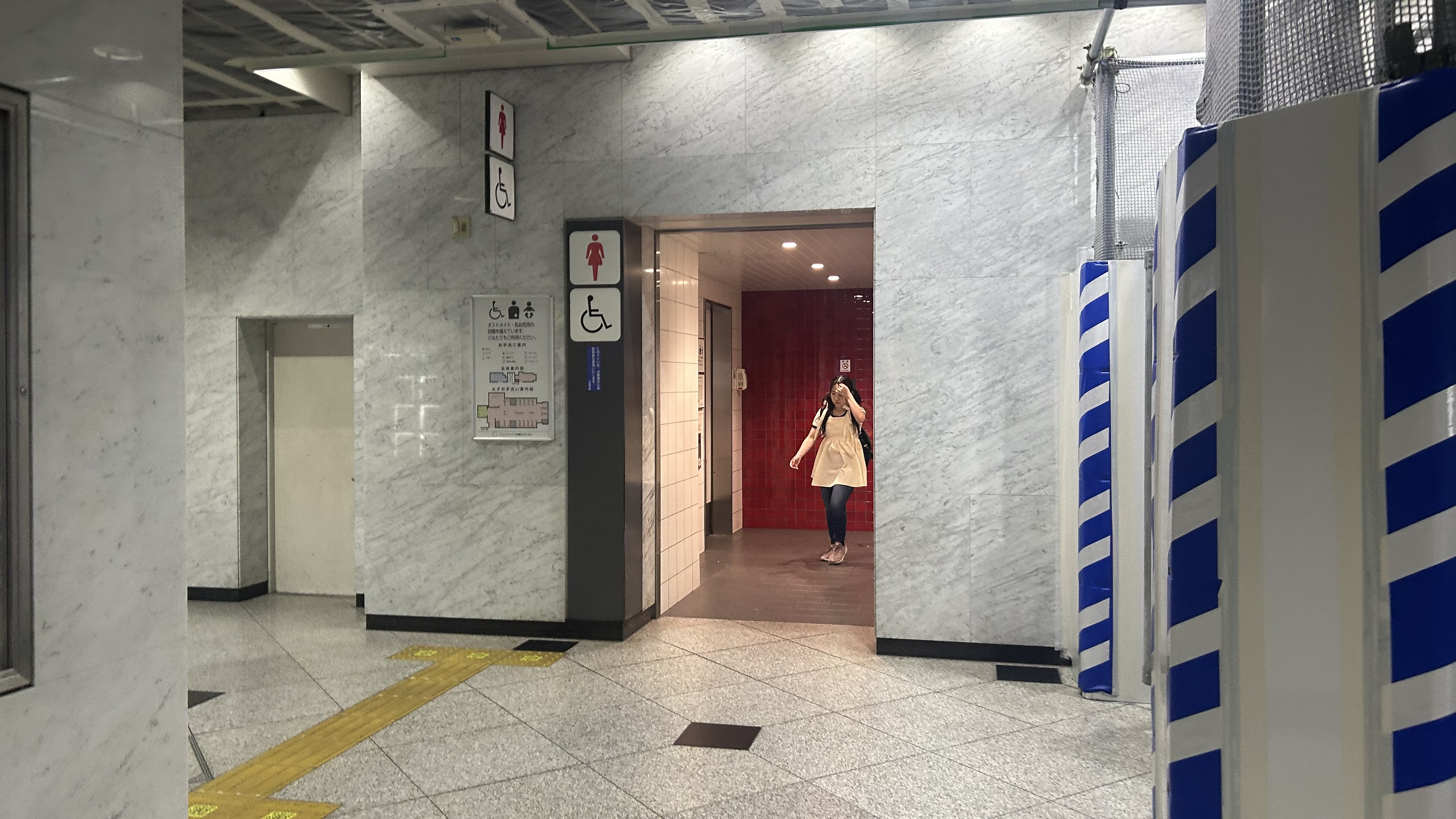
御堂筋改札内トイレ
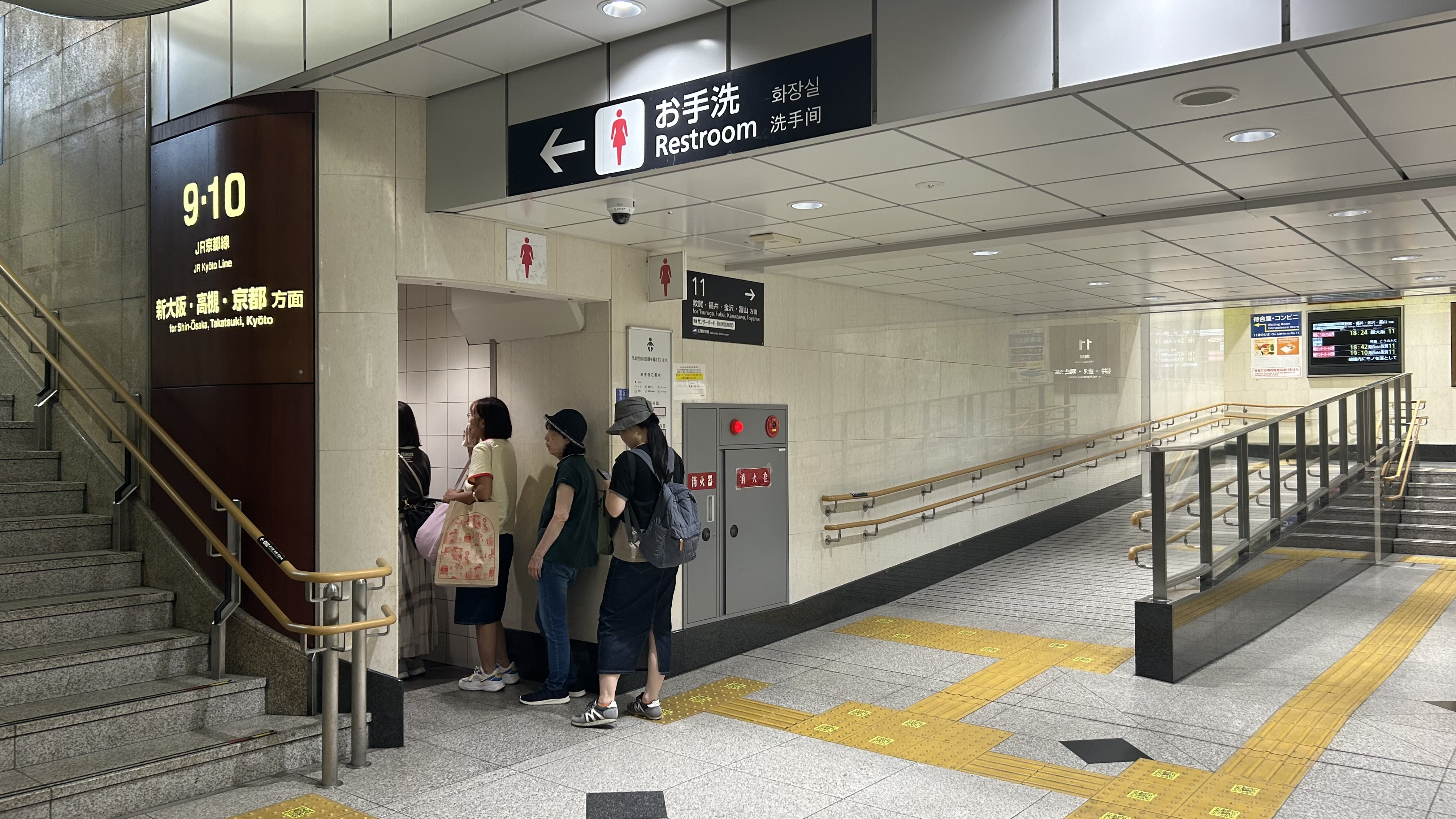
中央改札内トイレ
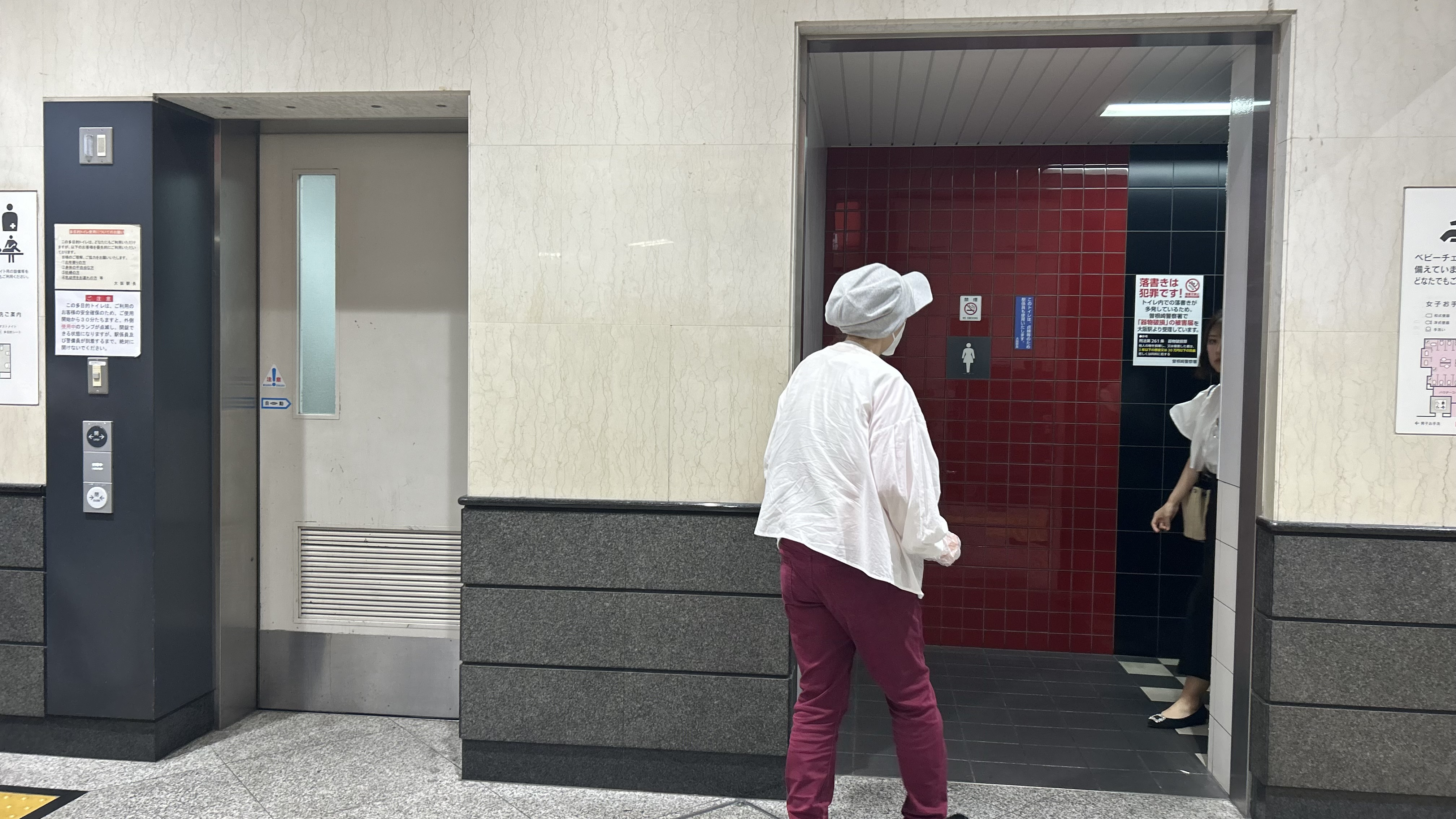
中央改札外トイレ
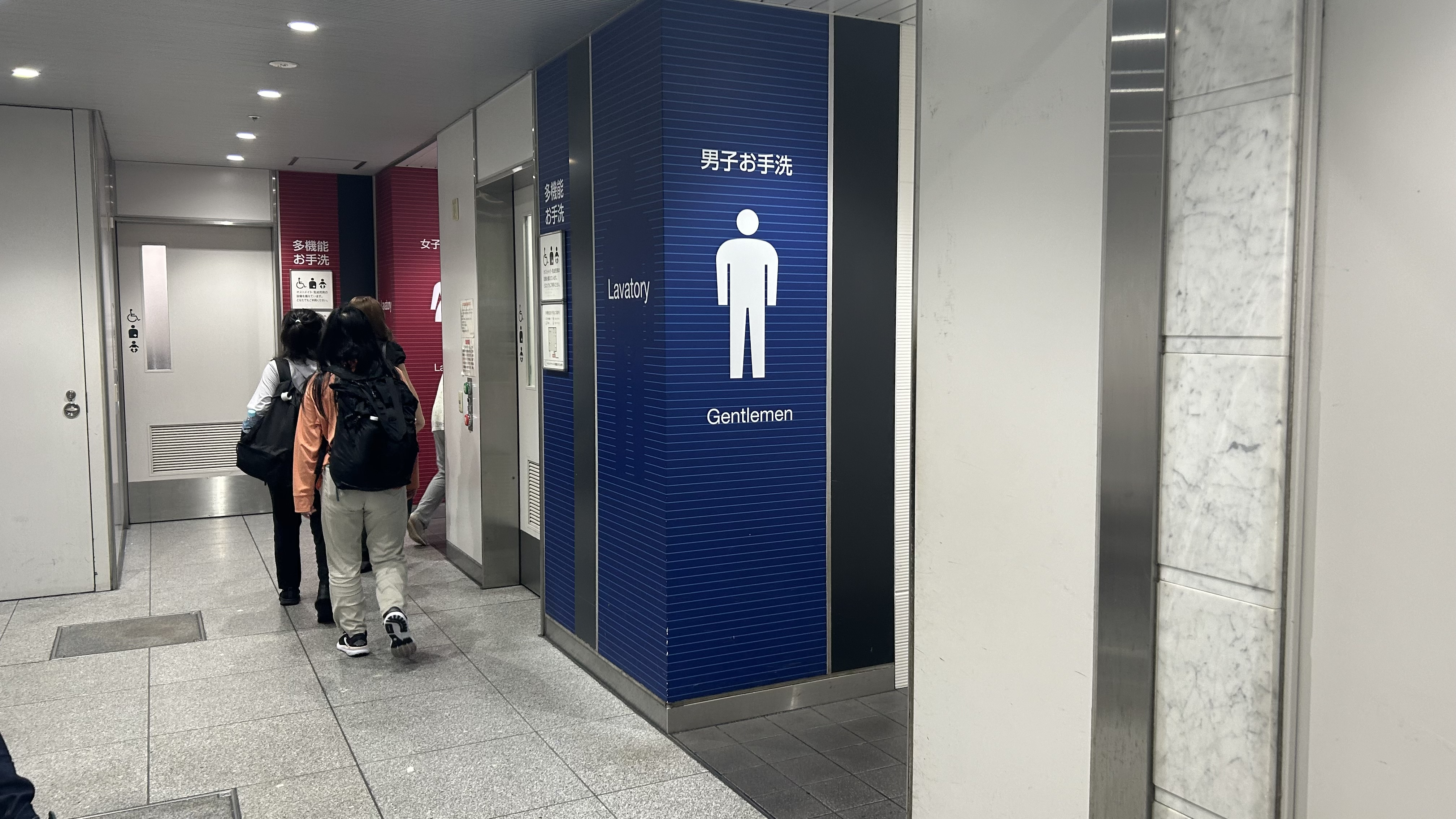
連絡橋改札内トイレ
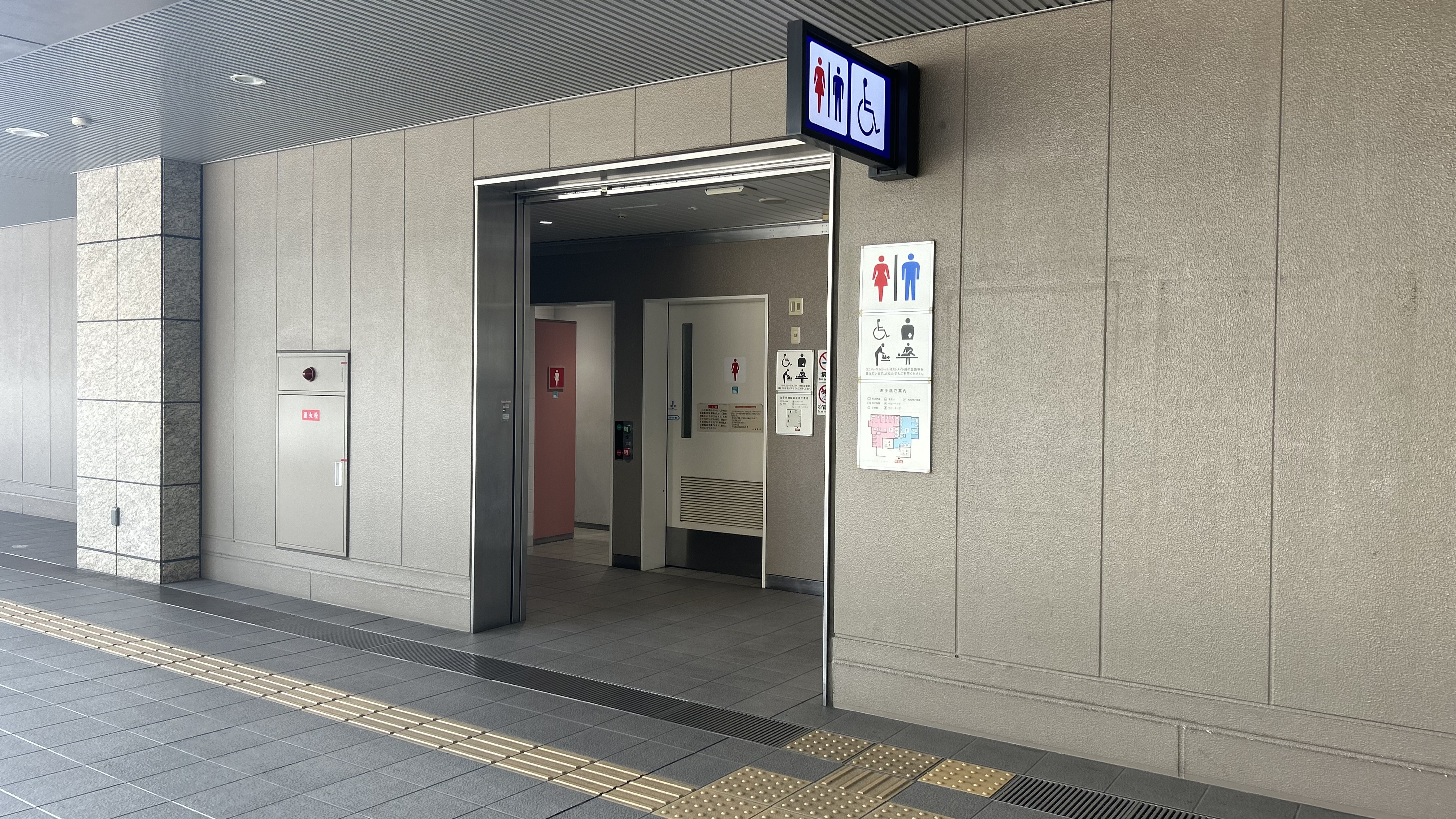
連絡橋改札外トイレ
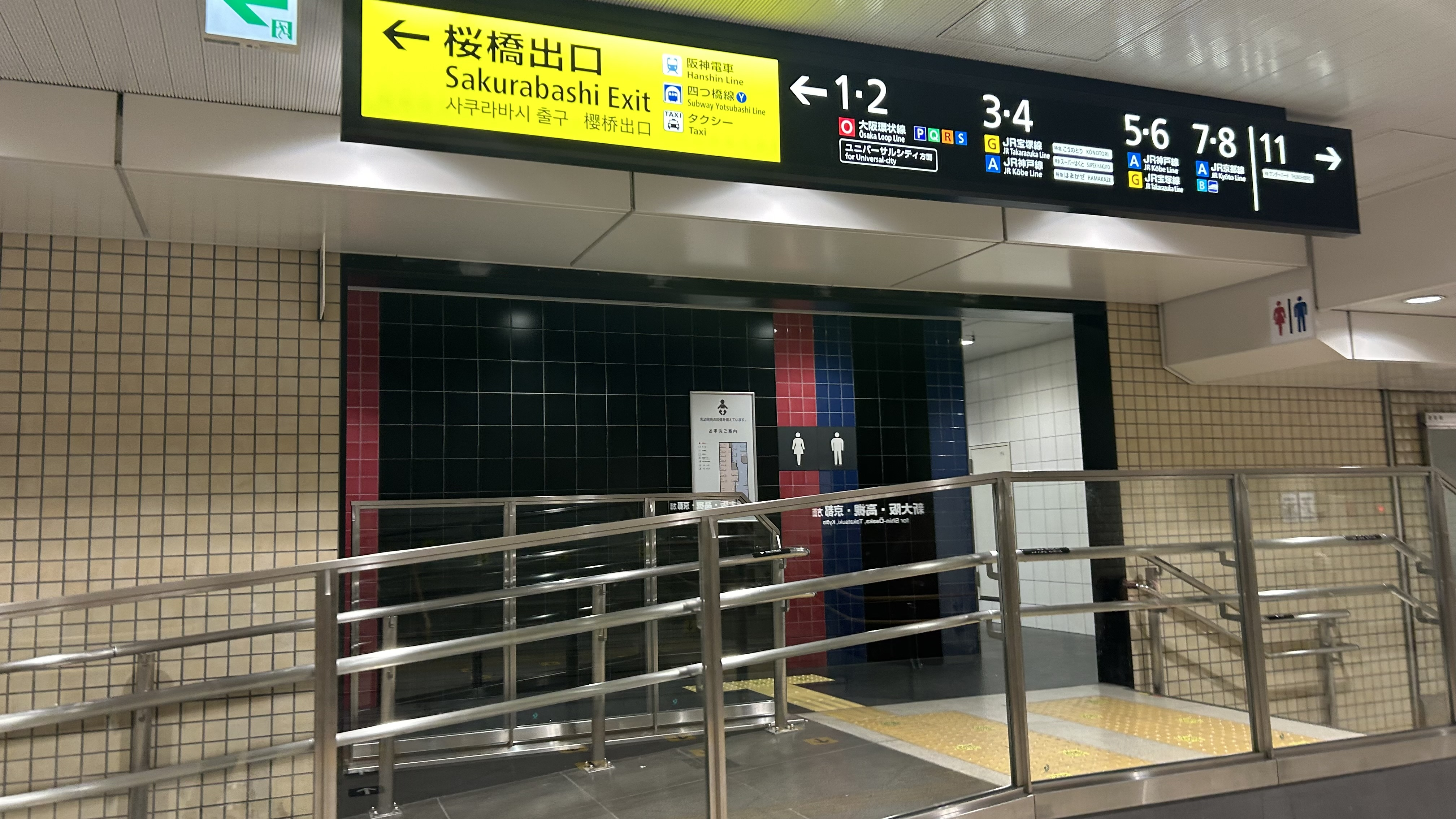
桜橋改札内トイレ
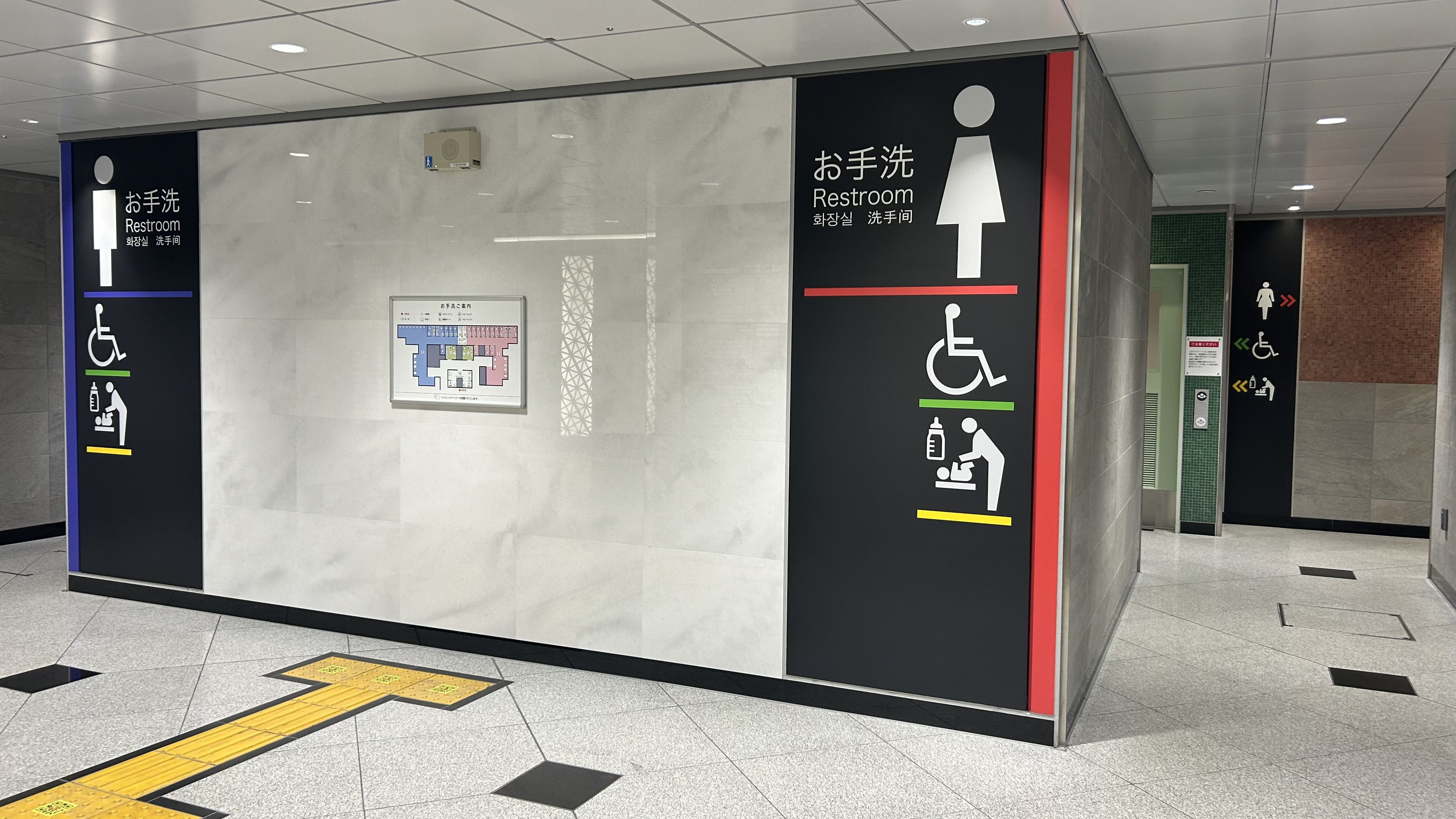
西改札内トイレ
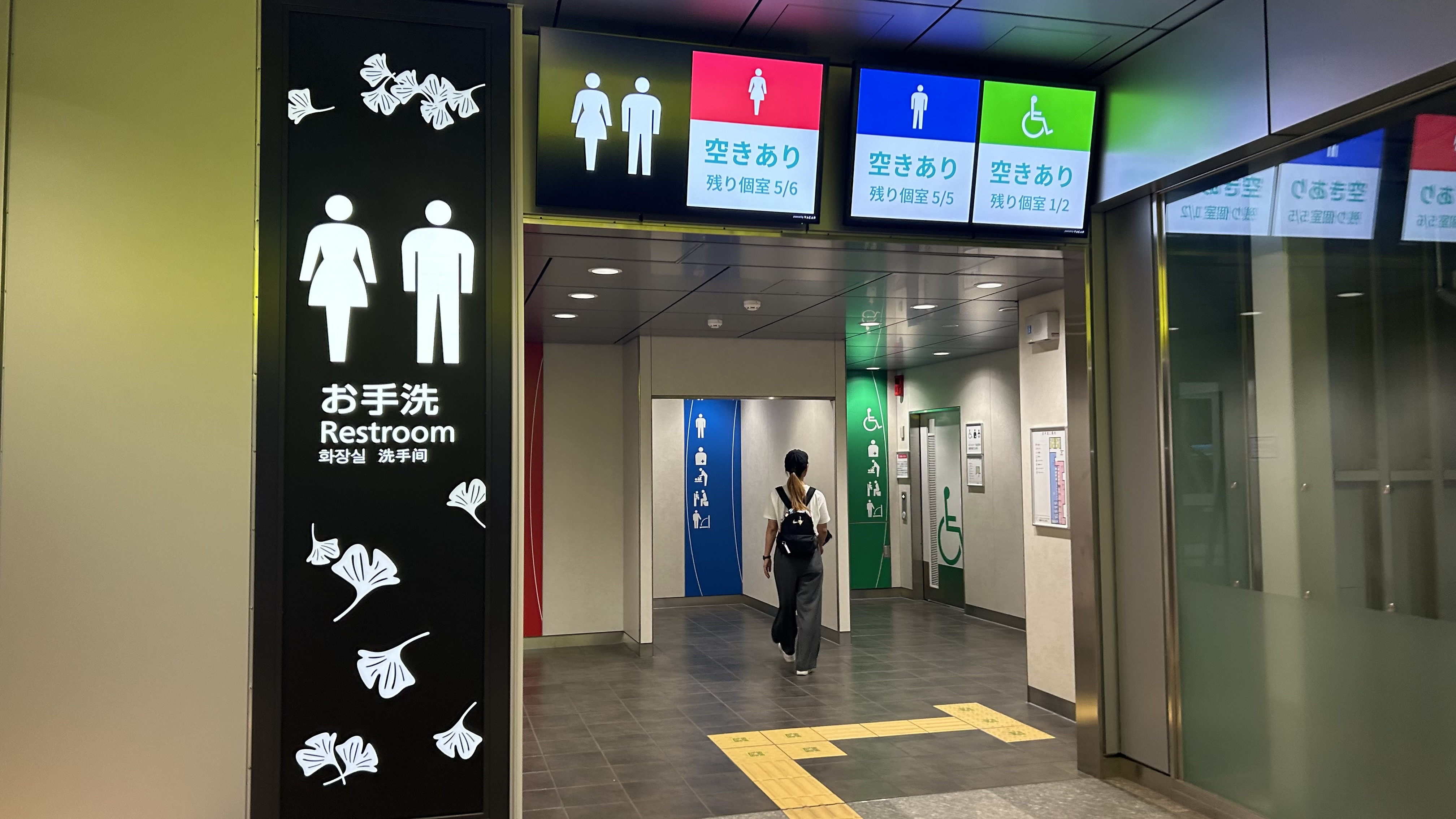
うめきた地下改札内トイレ

### のりば
| のりば     | 路線                                                             | 方向   | 行先 | 行先 |
| ---------- | ---------------------------------------------------------------- | ------ | --- | --- |
| 高架ホーム |                                                                  |        | | |
| 1          | 大阪環状線 （JRゆめ咲線・大和路線・ 阪和線・関西空港線直通含む） | 内回り | 西九条・弁天町・天王寺・ユニバーサルシティ・ 王寺・奈良・鳳・和歌山・関西空港方面                        | 西九条・弁天町・天王寺・ユニバーサルシティ・ 王寺・奈良・鳳・和歌山・関西空港方面                        |
| 2          | 大阪環状線 （JRゆめ咲線・大和路線・ 阪和線・関西空港線直通含む） | 外回り | 京橋・鶴橋方面                                                                                           | 京橋・鶴橋方面                                                                                           |
| 3 - 6      | JR神戸線                                                         | 下り   | 三ノ宮・姫路方面                                                                                         | 三ノ宮・姫路方面                                                                                         |
| 3 - 6      | JR宝塚線                                                         | 下り   | 宝塚・三田方面                                                                                           | 宝塚・三田方面                                                                                           |
| 3 - 6      | 北近畿・山陰方面特急                                             | 下り   | 福知山・城崎温泉方面「こうのとり」 城崎温泉・香住方面「はまかぜ」 鳥取方面「スーパーはくと」             | 福知山・城崎温泉方面「こうのとり」 城崎温泉・香住方面「はまかぜ」 鳥取方面「スーパーはくと」             |
| 7 - 11     | JR京都線                                                         | 上り   | 新大阪・高槻・京都方面                                                                                   | 新大阪・高槻・京都方面                                                                                   |
| 7 - 11     | 東海・北陸方面特急                                               | 上り   | 新大阪・京都方面「こうのとり」「スーパーはくと」 京都・高山方面「ひだ」 京都・敦賀方面「サンダーバード」 | 新大阪・京都方面「こうのとり」「スーパーはくと」 京都・高山方面「ひだ」 京都・敦賀方面「サンダーバード」 |
| 7 - 11     | 寝台特急                                                         | 上り   | 東京方面「サンライズ瀬戸・出雲」                                                                         | 東京方面「サンライズ瀬戸・出雲」                                                                         |
| 地下ホーム |                                                                  |        | | |
| 21         | 関西空港・和歌山方面特急                                         | 下り   | 関西空港方面「はるか」 和歌山・白浜・新宮方面「くろしお」                                                | 関西空港方面「はるか」 和歌山・白浜・新宮方面「くろしお」                                                |
| 21         | 関西空港・和歌山方面特急                                         | 下り   | 新大阪・放出・久宝寺・奈良方面                                                                           | |
| 22・23     | おおさか東線                                                     | 上り   | | |
| 24         | 新大阪・京都方面特急                                             | 上り   | 新大阪・京都方面「はるか」「くろしお」                                                                   | 新大阪・京都方面「はるか」「くろしお」                                                                   |

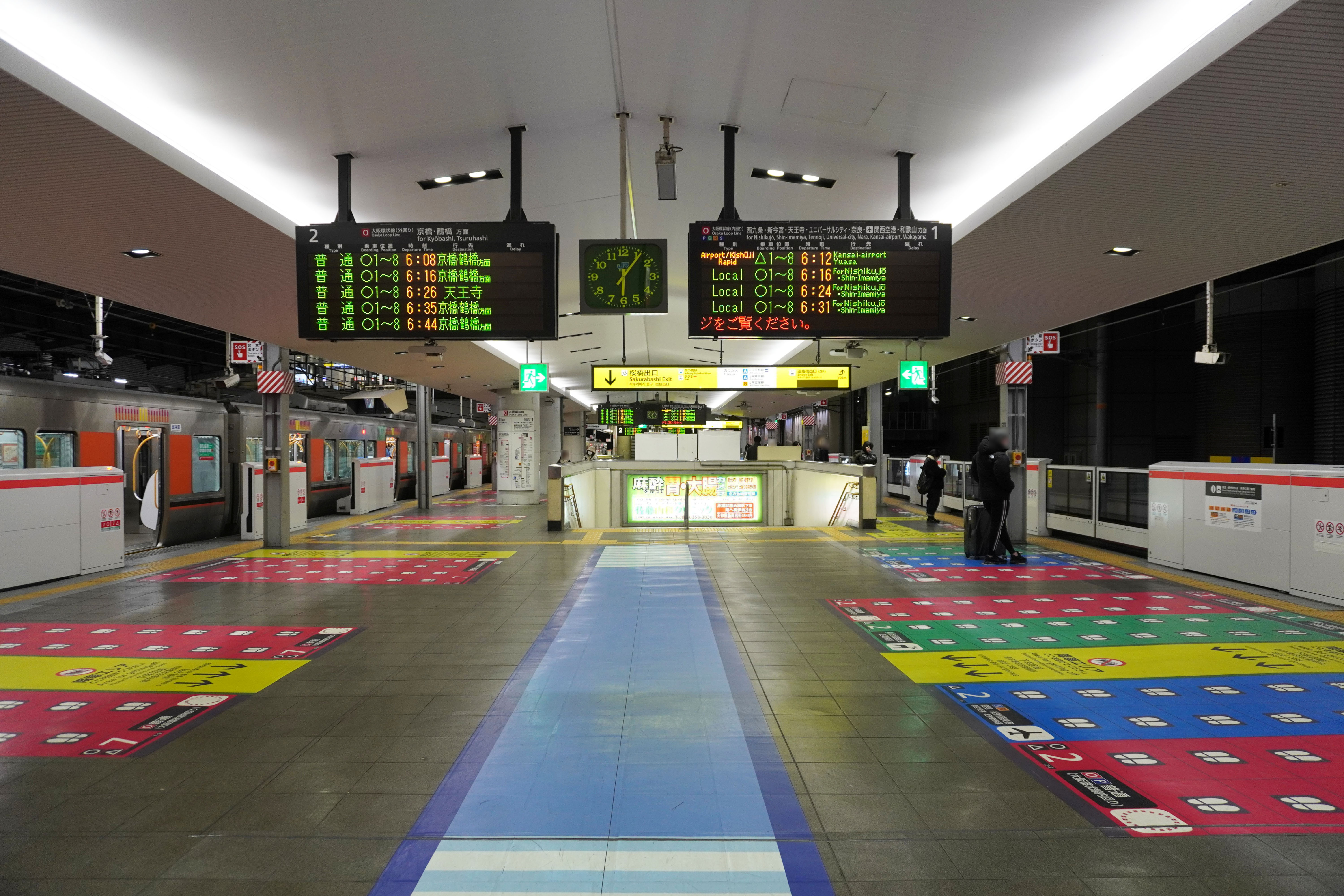
1・2番のりばホーム
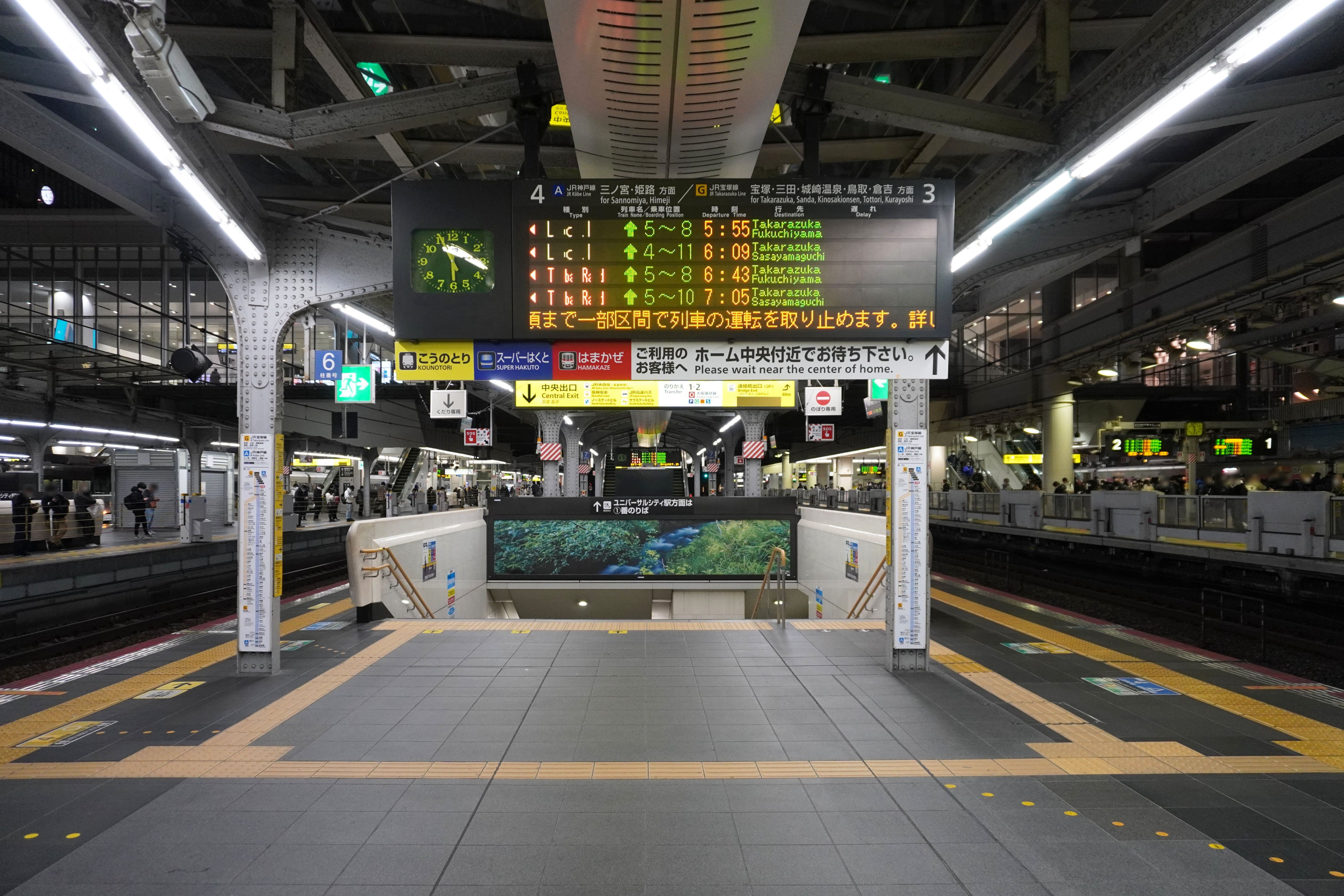
3・4番のりばホーム
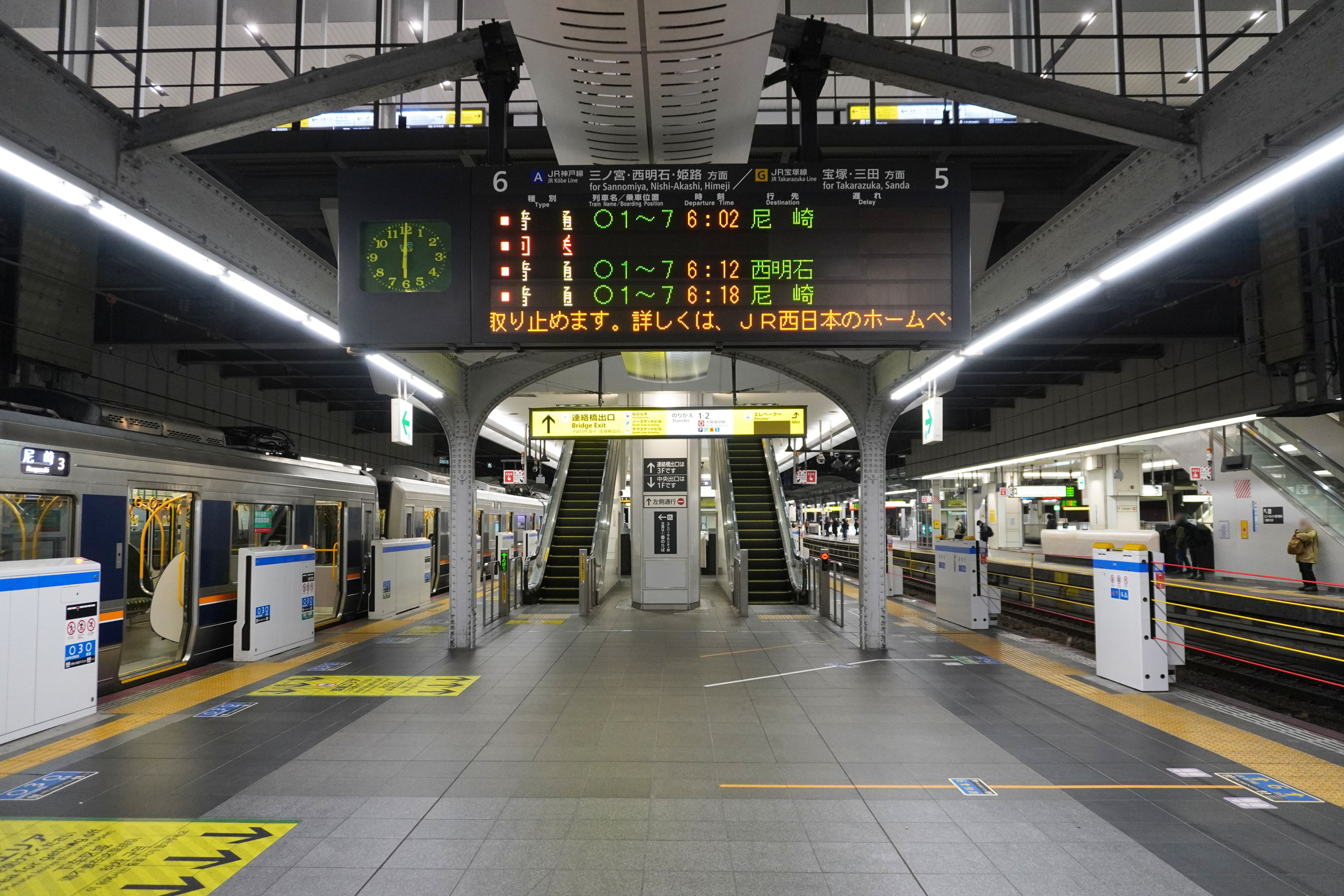
5・6番のりばホーム
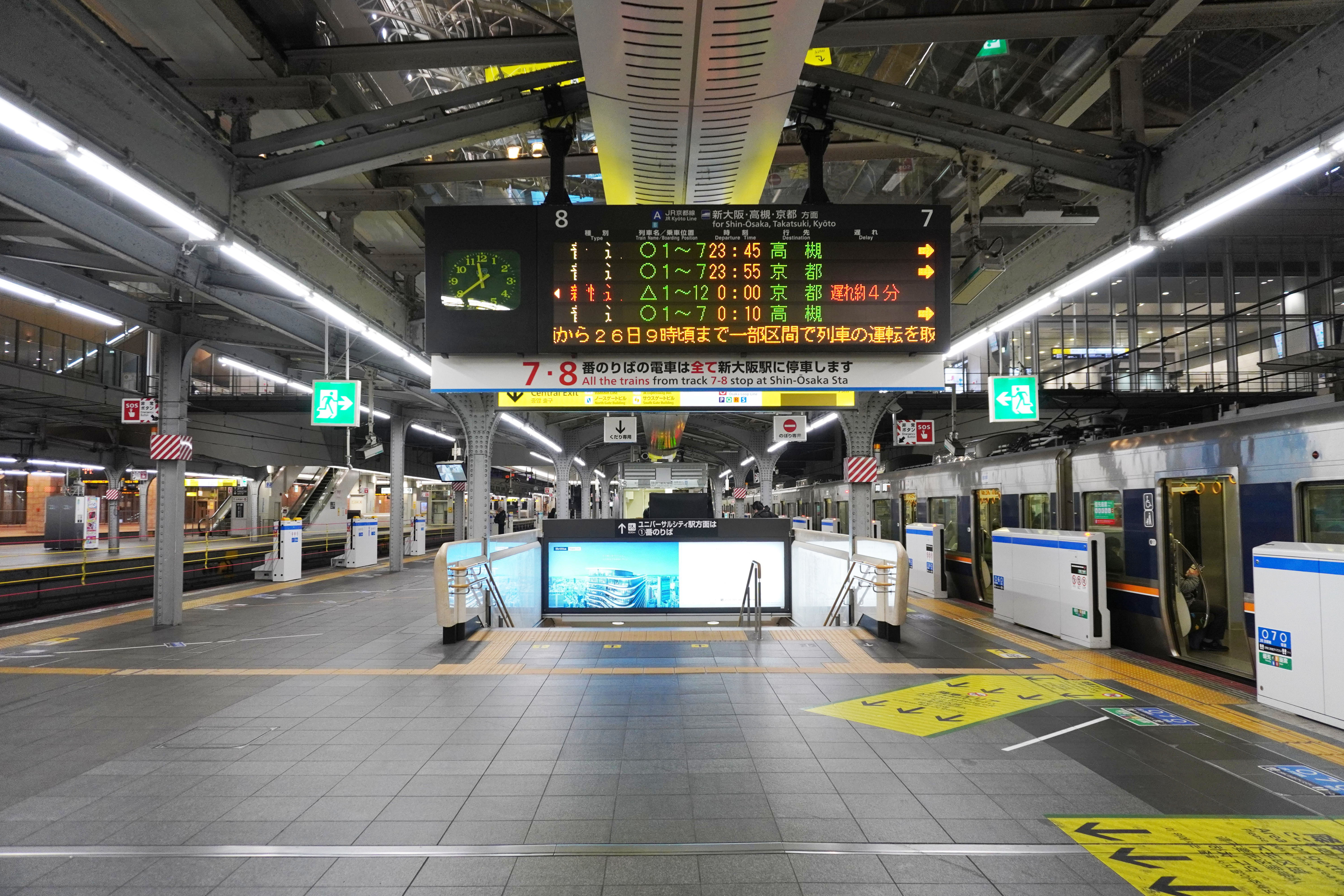
7・8番のりばホーム
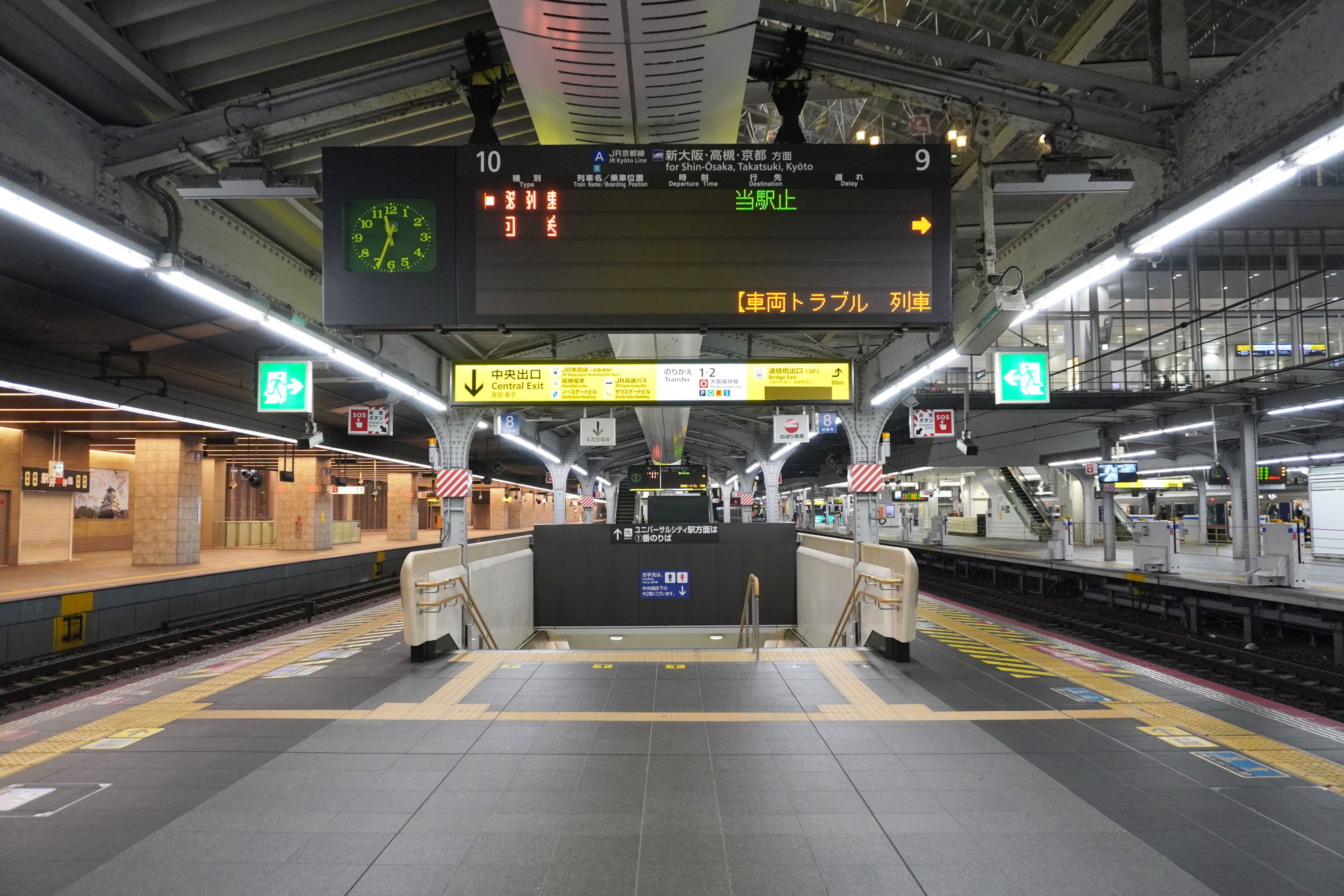
9・10番のりばホーム
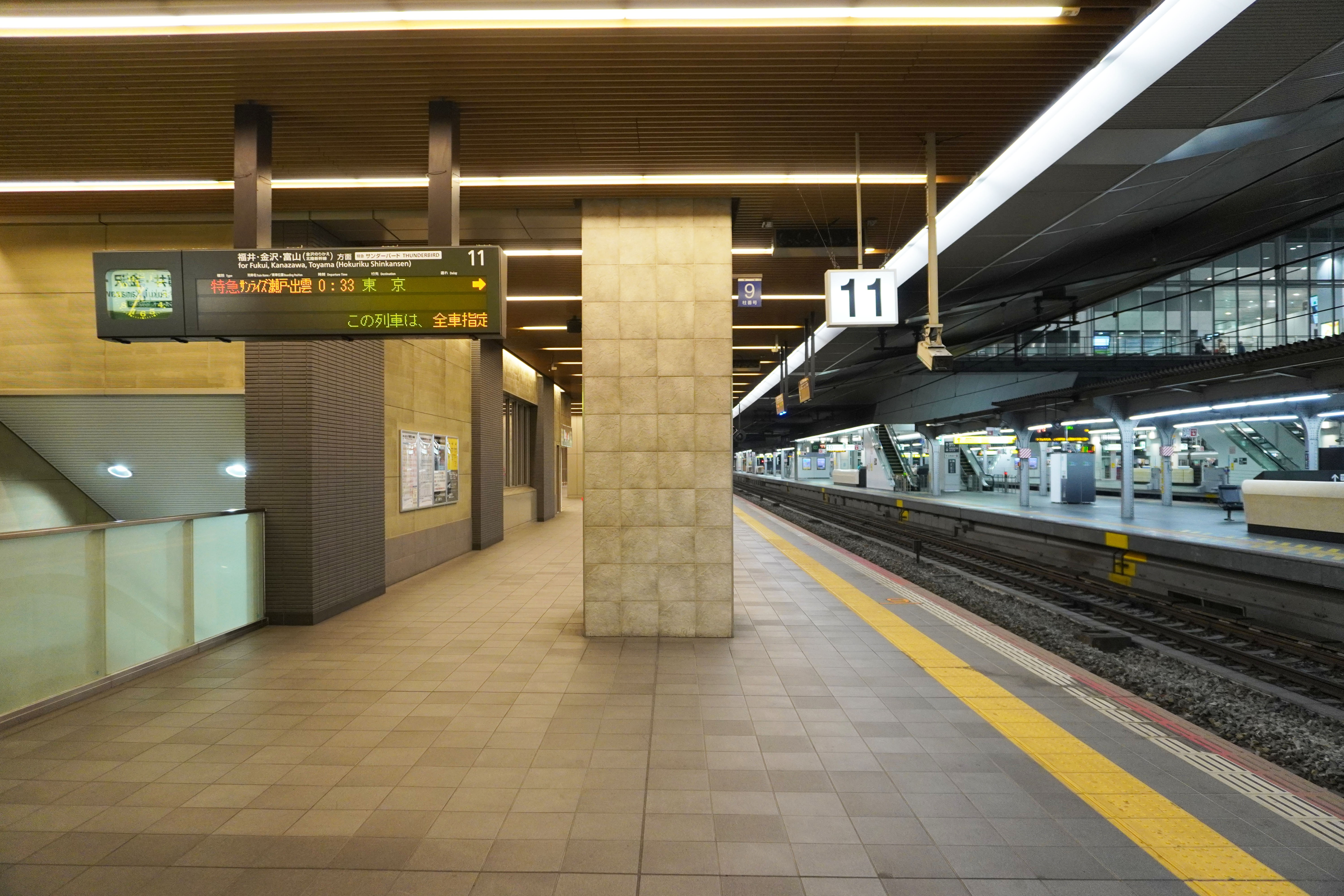
11番のりばホーム
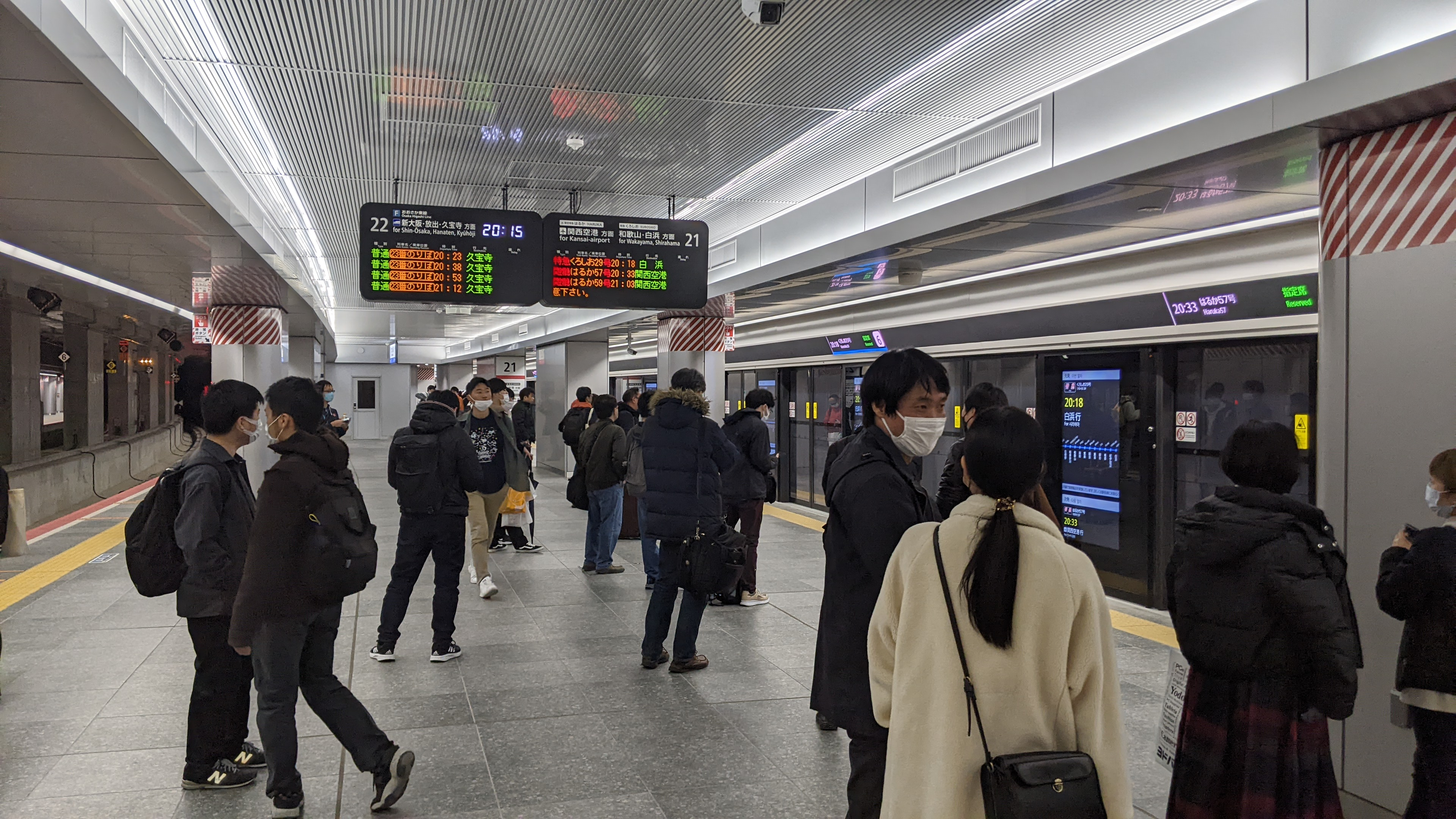
21番線・22番線のりばホーム
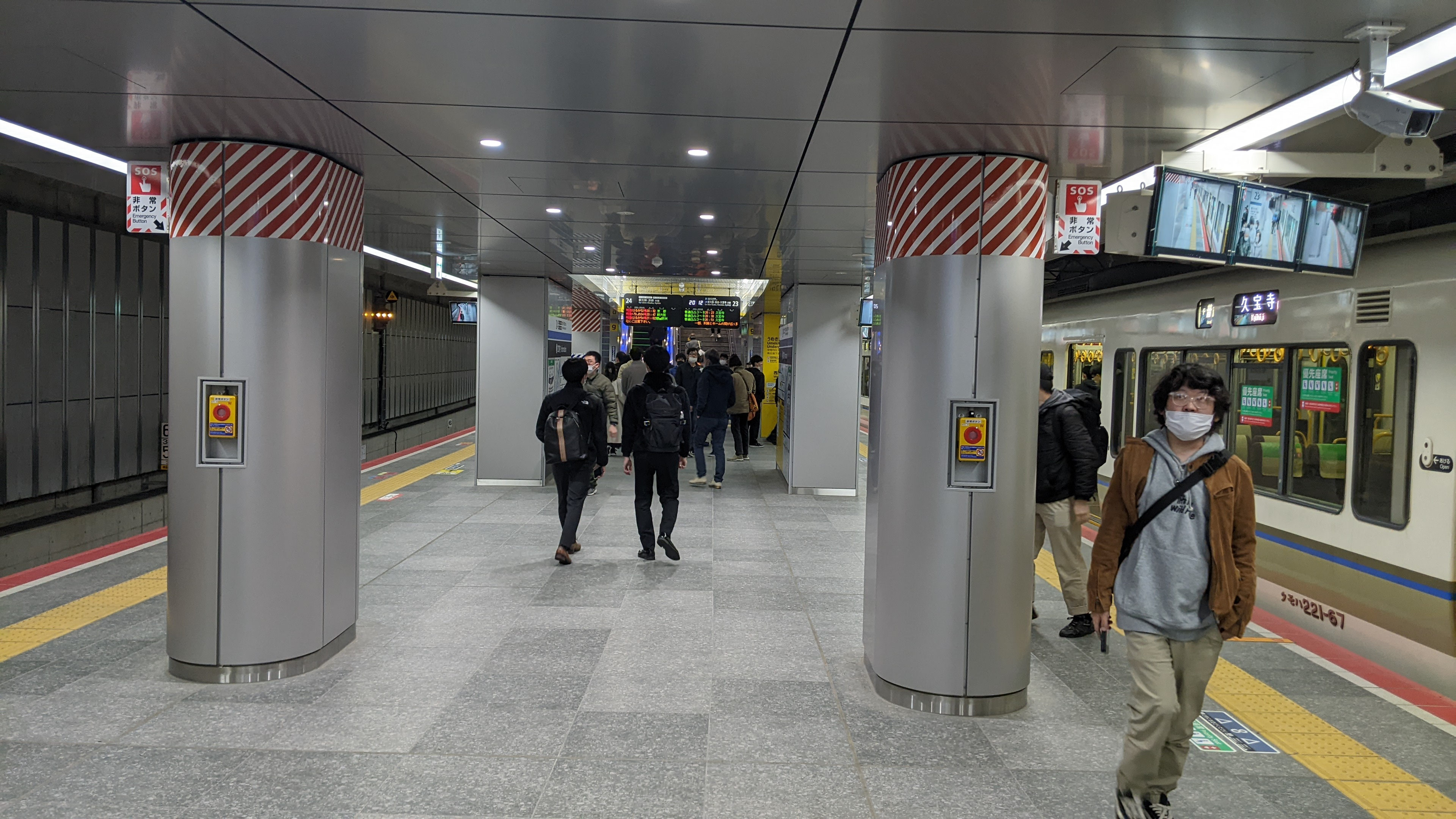
23番線・24番線のりばホーム

#### 使い分け
JR京都線・JR神戸線（東海道本線）については、新快速・快速が5・8番のりば、普通（JR京都線とJR宝塚線を直通する列車を含む）が6・7番のりば（初発列車のみ5・8番のりば）に着発する。ただし、平日朝ラッシュ時の新快速・快速、平日17時以降の新快速は3・4・9・10番のりばを使用する。
JR宝塚線（福知山線）列車のうち当駅始発の列車は3・4番のりばから発車し、当駅止まりの列車は9・10番のりばに到着するが、平日朝ラッシュ時は8番のりばに到着する。また、土休日10時台に11番のりばに到着する丹波路快速が存在する。また、当駅 - 尼崎駅間は外側線を走行するため普通列車であっても塚本駅を通過する。
「こうのとり」新大阪行き、「スーパーはくと14・16号」京都行き、「らくラクはりま」京都行き、「らくラクびわこ2号」米原行きは9・10番のりばに着発する。ただし、平日朝ラッシュ時の「こうのとり」は8番のりばに着発する。また、一部は11番のりばに発着する。北陸新幹線「つるぎ」接続の「サンダーバード」敦賀行き、「ひだ」高山行き、「サンライズ瀬戸・サンライズ出雲」東京行きは11番のりばから発車する。当駅止まりの「はまかぜ」は10番のりば、「スーパーはくと」は9・10・11番のりばに到着する。「らくラクびわこ4号」草津行きは「はまかぜ6号」の車両をそのまま使用するため10番のりばから発車するが、車内点検と清掃を行うため一度ドアは閉められる（はまかぜから引き続き乗車する場合も一度降車する必要がある）。
「スーパーはくと」鳥取・倉吉行き、「こうのとり」福知山・豊岡・城崎温泉行き、「はまかぜ」豊岡・城崎温泉・香住・浜坂・鳥取行き、「らくラクはりま」姫路・網干行きは3・4番のりばに着発する。当駅止まりの「サンダーバード」・「ひだ」・「らくラクびわこ」は3・4番のりばに到着するが、平日夕ラッシュ時の「サンダーバード」は5番のりばに到着する。
地下プラットホームは21番のりばから24番のりばとなり、21番のりばは関西空港・和歌山方面への特急用、24番のりばは新大阪・京都方面への特急用、22番のりば・23番のりばは普通用となる。なお、22番のりばは一部の列車のみ発着する。また、新大阪経由で奈良へ直通する直通快速と特急「まほろば」は22番のりばを、天王寺経由で奈良へ直通する通勤特急「らくラクやまと」は21番のりばを使用する。

#### 発車メロディ
「大阪環状線改造プロジェクト」の一環として、2014年5月1日から大阪環状線ホーム（1・2番のりば）の発車メロディに、やしきたかじんの代表曲『やっぱ好きやねん』を導入している。
2023年3月18日に開業した地下ホームのうち21番のりばと24番のりばには、中島さち子と大阪府立夕陽丘高等学校音楽科の学生によって作曲された発車メロディが導入されている。

#### ホームドア
2016年6月15日に、安全性の向上を目的として、6・7番のりばに可動式ホーム柵を設置することがJR西日本より発表された。可動式ホーム柵の設置に伴い、2017年2月16日に6・7番のりばとともに停車位置が変更され、4月22日に6番のりば、5月27日に7番のりばで可動式ホーム柵の使用が開始された。これに続いて、5・8番のりばには昇降式ホーム柵が設置され、こちらは2019年2月16日に5番のりばで、3月9日に8番のりばで使用が開始された。大阪環状線ホーム（1・2番のりば）の可動式ホーム柵は1番のりばが2019年12月5日から、2番のりばが2020年3月10日から使用を開始した。2023年3月18日開業の21番のりばには編成に応じて開口を構成できるフルスクリーンホームドアが設置された。

### 駅ナカ
御堂筋口には「イーストコートミドー」(EAST COURT mido) があり、高級スーパーのいかりスーパー、カフェのデリカフェ (DELI CAFE) などがある。中央口には「セントラルコート」(CENTRAL COURT) があり、コンビニのセブン-イレブン Heart･in・土産物店のおみやげ街道・スイーツショップのデリチュース・ピッコロカリーなどの飲食店が並ぶ。改札内にはキヨスクのほか、中央口と桜橋口を結ぶ連絡通路などに、ベーグル店 (BAGEL&BAGEL)、ロールケーキ店（クリオネ）、喫茶店やセブン-イレブン Heart･inがある。かつて中央口西側に専門店街「ギャレ大阪」(GARE) があったが、大阪ステーションシティの開業による商業施設の再編により2011年3月31日で閉館し、ギャレ大阪の西館は、2011年6月16日に新商業施設「ALBi」として再オープン。本館は2012年10月31日に「エキマルシェ大阪」としてオープンした。

### 駅ビル
駅南側に27階建て、高さ122.3mの駅ビル「アクティ大阪」から改称した「サウスゲートビルディング」があり、大丸梅田店とホテルグランヴィア大阪が入居している。また駅北側には「ノースゲートビルディング」があり、西側の高層棟（28階建て・高さ約150m）と東側の低層棟（13階建て・高さ約78m）から構成され、ファッションビル「ルクア」と「ルクア イーレ」（旧JR大阪三越伊勢丹）、シネコンの「大阪ステーションシティシネマ」やコナミスポーツクラブ、伊藤忠商事などが入居しているオフィスなどが入居している。サウスゲートビルの東側に、再開発工事に伴い駅内の商業施設を移設した、仮施設「フロートコート」と、西側に同じく仮施設「トラベルコート」があったが、フロートコートは2012年6月30日に、トラベルコートは2012年10月31日をもって閉鎖された。北側にはかつて低層の駅ビル（北ビル）があり飲食店などが入っていたが、ノースゲートビル建設工事のため解体された。
2023年5月16日、11番線と北側の大阪市道九条梅田線の間に建設中の高さ約120m、地上23階建ての新駅ビルの名称を「イノゲート大阪」とすることが発表された。

### 地下街
大規模な地下街が展開する梅田にありながら、大阪駅敷地内で地下が存在するエリアは限られている。地下が存在するのは、地下ホーム（うめきたエリア）を除けば、サウスゲートビル（大丸梅田店）とそれに沿って東西に延びる専門店街「クロスト」(crost) 、及びノースゲートビルのみである。南北に駅を横断する地下通路や地下改札は設置されておらず、現在行われている再開発工事でも設置される予定はない。これは軟弱な地盤と、地下水くみ上げによる地盤沈下対策として、1952年（昭和27年）から1964年（昭和39年）に、度重なる改良工事がアンダーピニング工法などにより行われた結果、地下深くの天満層まで245本もの杭が埋まっているためである。

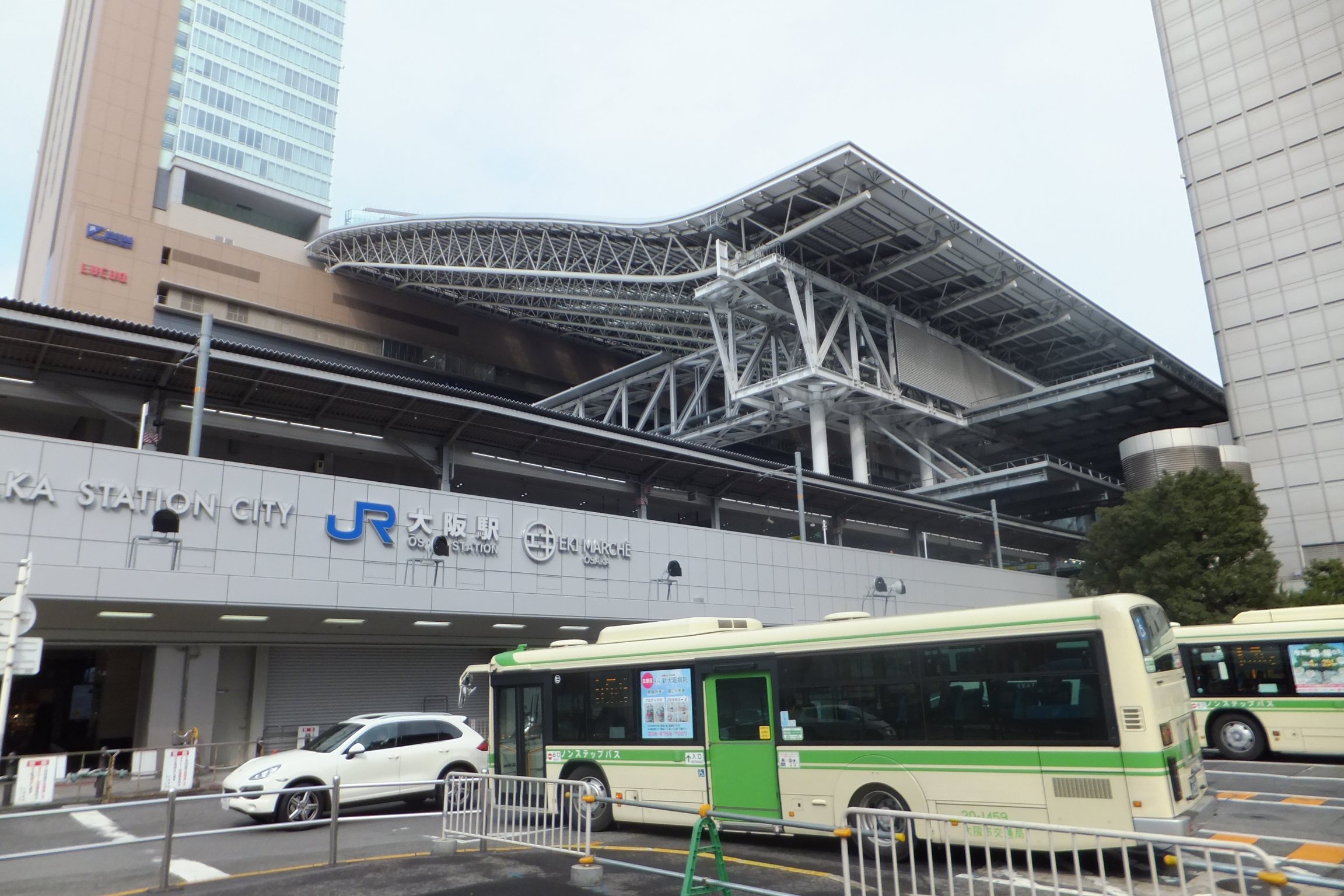
桜橋口
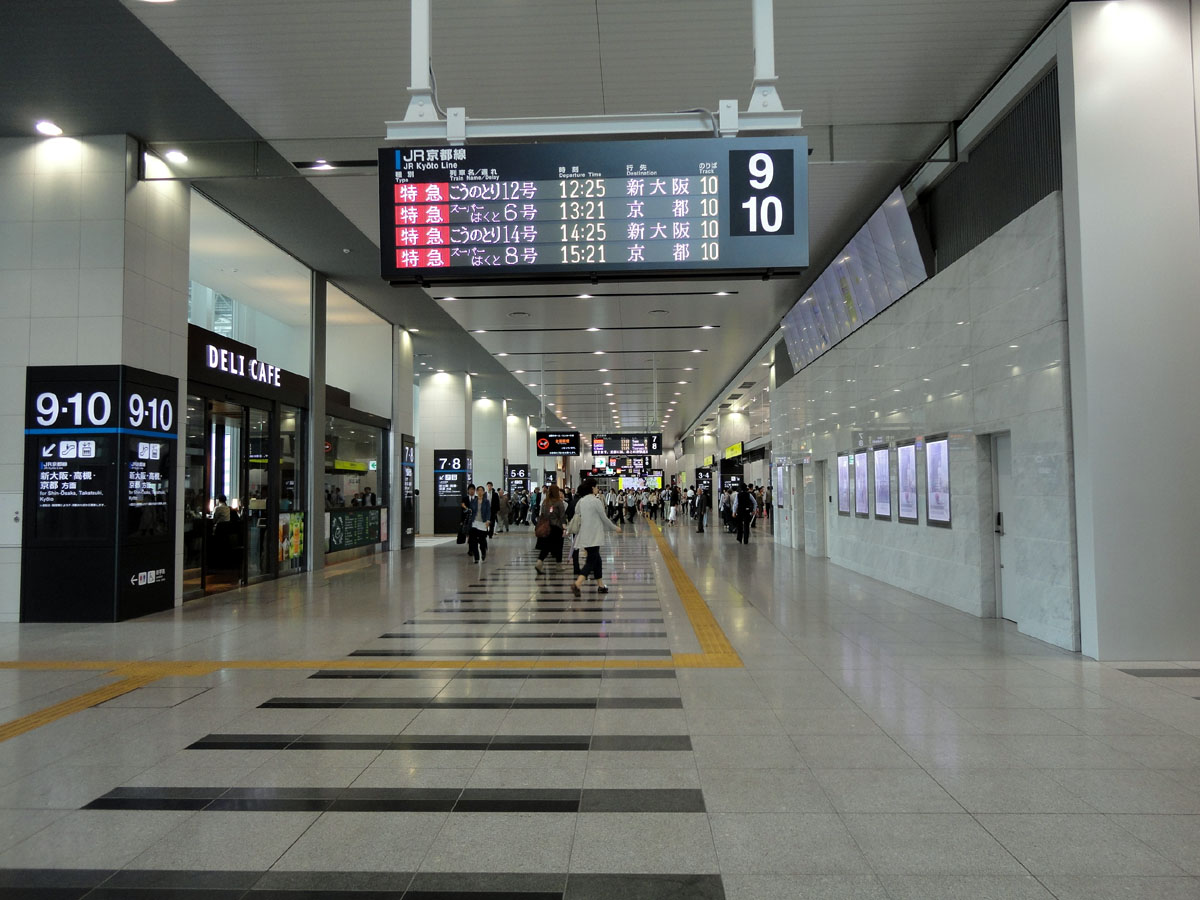
連絡橋口コンコース
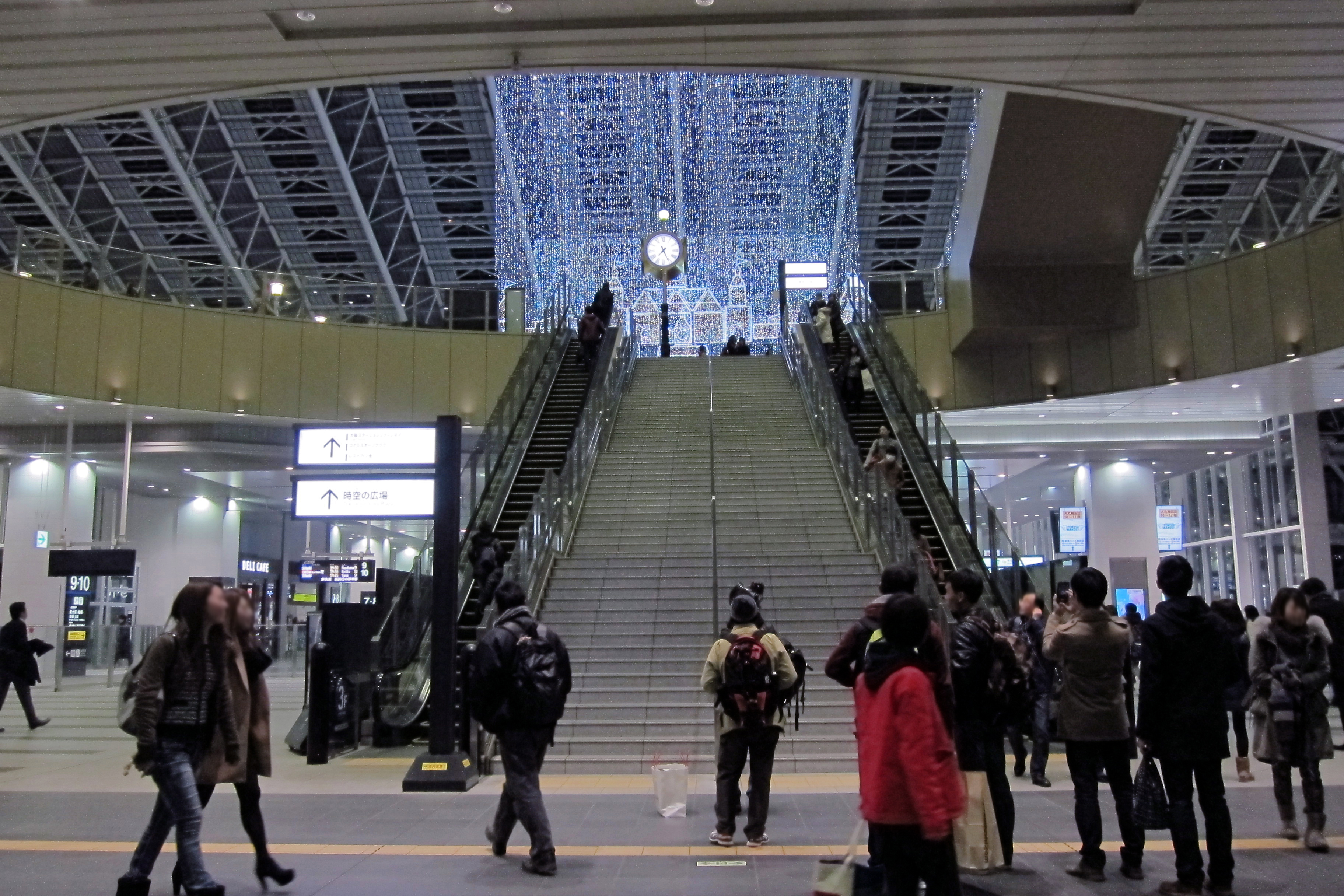
時空の広場への階段
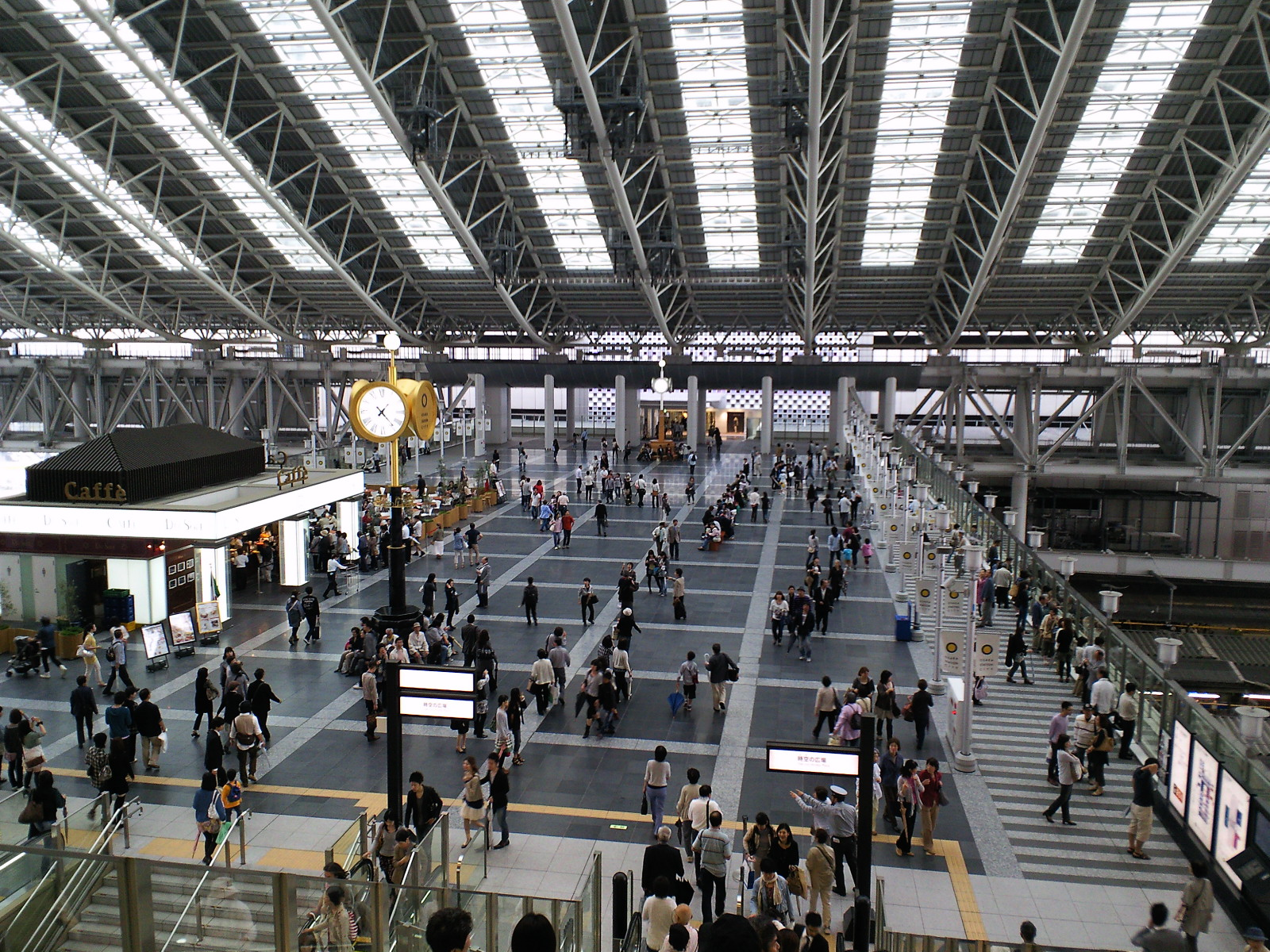
時空の広場
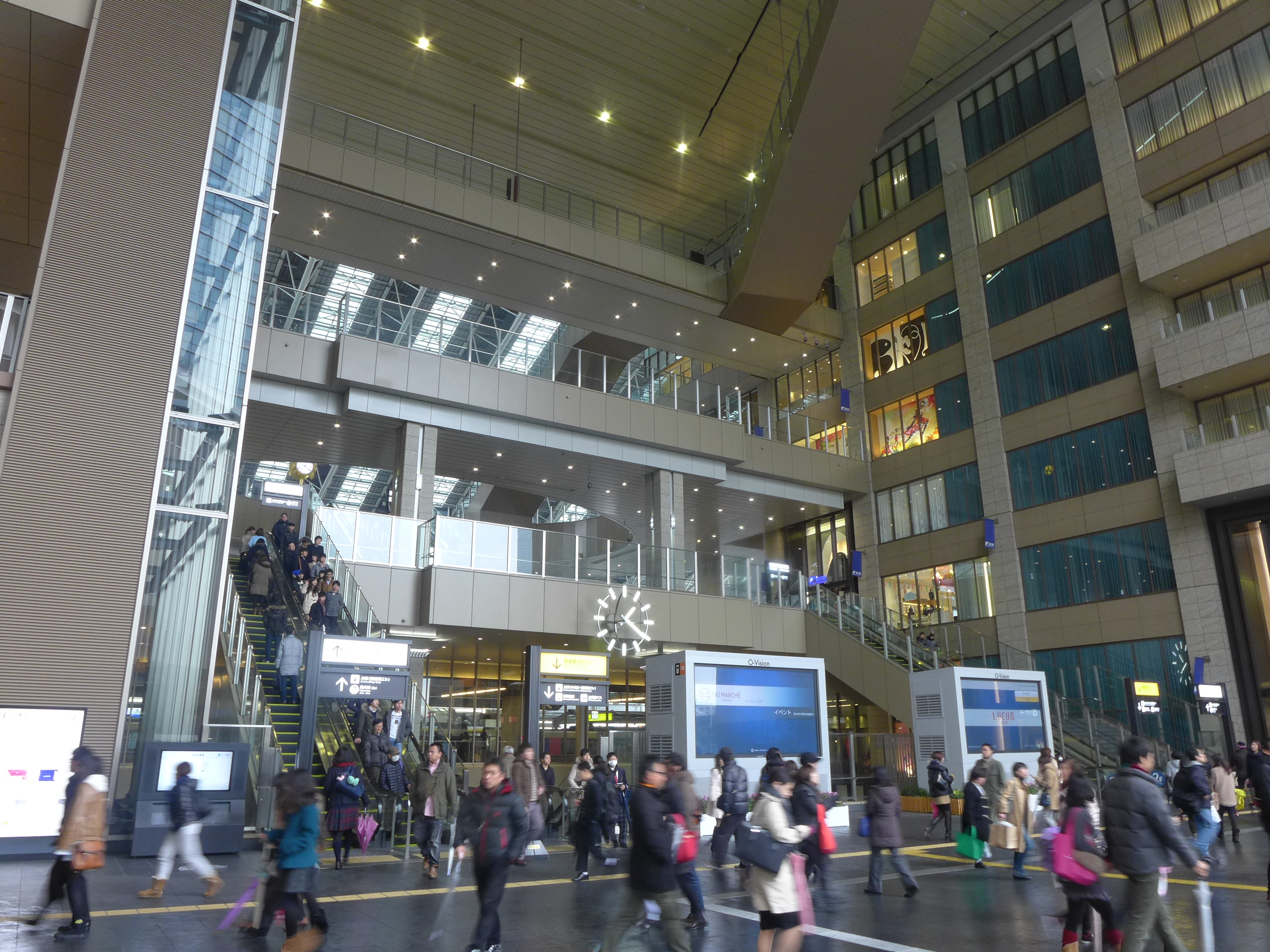
アトリウム広場
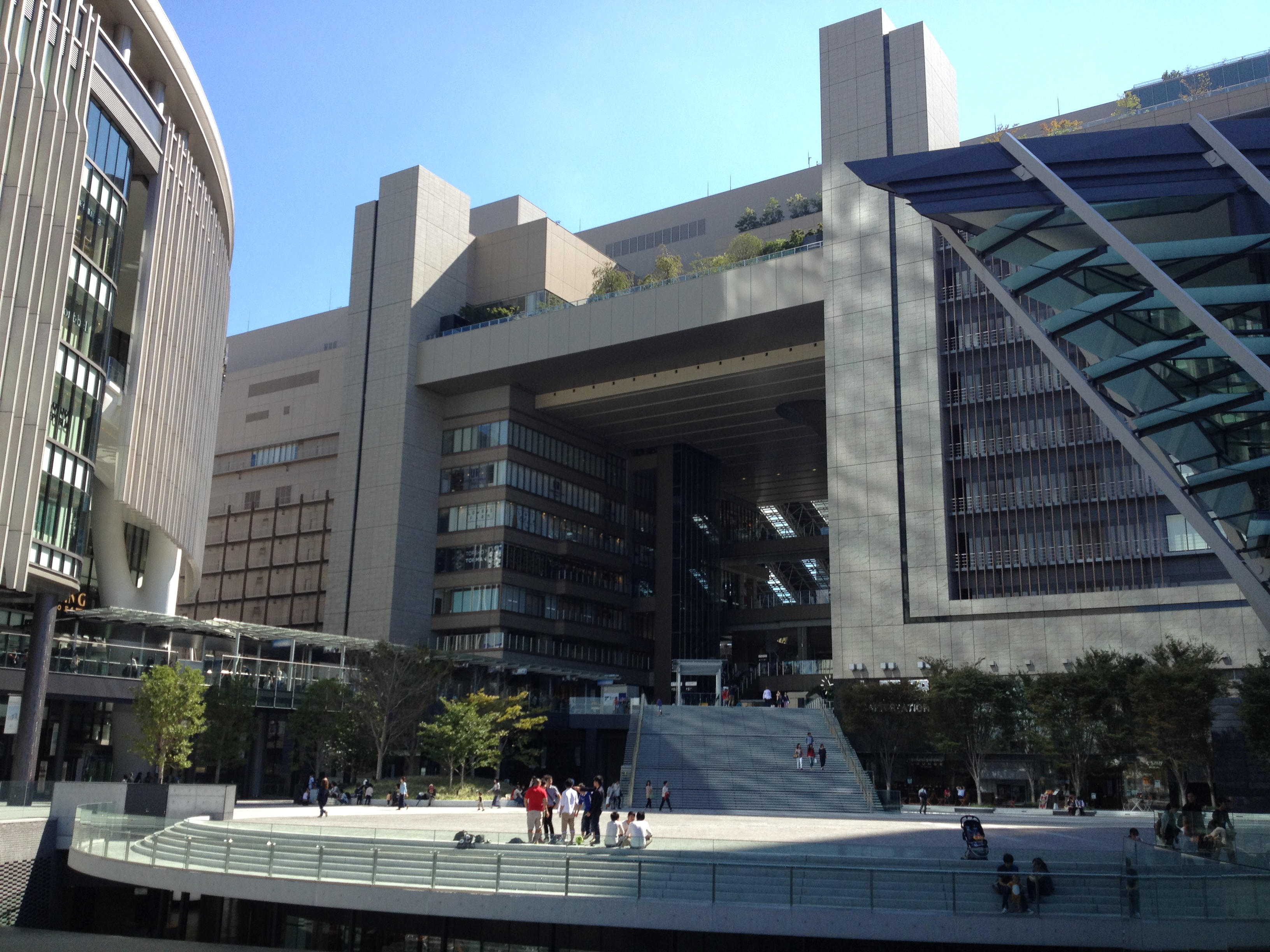
ノースゲートビルディング側 駅前の様子

## ダイヤ

### 近距離列車
JR神戸線・京都線（東海道本線）
日中は、1時間に16本（新快速・快速がそれぞれ4本、普通が8本）発着し、新快速はJR宝塚線の普通と、快速はJR神戸線の普通と緩急接続を行う。朝ラッシュ時は本数が多くなり、新快速・快速・普通で当駅止まりが設定されている。平日夕方にはJR神戸線・JR京都線ともに当駅始発の新快速が設定されている。
JR宝塚線（福知山線）
日中は、1時間に8本（区間快速・普通（JR京都線直通）がそれぞれ4本）発着する。普通はJR神戸線の新快速と緩急接続を行う。朝晩は丹波路快速と快速が設定されている。当駅始発の普通は外側線を走行するため塚本駅を通過する。
おおさか東線
日中は、1時間に4本（全て普通）発着する。朝晩は直通快速が設定されている。また、当駅から新大阪まではJR京都線、おおさか東線を合わせて日中は1時間に24～26本、当駅から尼崎駅まではJR神戸線、JR宝塚線を合わせて日中は1時間に20 ～ 21本、北新地駅から尼崎駅までのJR東西線を含むと1時間に28〜29本が運行する。
大阪環状線
日中は、1時間に12本（大阪環状線を周回する普通・大和路快速・関空快速・紀州路快速がそれぞれ4本）発着する。朝晩は本数が多くなる。ユニバーサルシティ方面へ向かうJRゆめ咲線に直通する普通は日中と朝ラッシュ時を除く時間帯に運行されている。朝晩は大阪環状線内各駅に停車する区間快速・直通快速の設定もある。なお、大和路快速・関空快速・紀州路快速の外回り列車は当駅より先は各駅に停車するため、当駅で種別を普通に変更する。

### 優等列車
当駅は北陸方面への特急の始発・終着駅として機能している。西行きの特急は「スーパーはくと」の一部（6往復）と「はまかぜ」が当駅始発で、それ以外の列車は東海道新幹線・山陽新幹線への連絡を考慮して新大阪駅や京都駅まで直通する。梅田貨物線を経由する野洲駅・京都駅 - 関西空港駅間の特急「はるか」や、京都駅・新大阪駅 - 和歌山駅・海南駅・紀伊田辺駅・白浜駅・新宮駅間の特急「くろしお」は、2023年3月の地下ホーム開業まで当駅には停車しなかった。
- 東海・北陸方面
  - 寝台特急「サンライズ瀬戸・出雲」（高松駅・出雲市駅 → 東京駅間）上りのみ（下りは通過）
  - 特急「ひだ」（大阪駅 - 高山駅間）1往復
  - 通勤特急「らくラクびわこ」（米原駅・草津駅 - 大阪駅間）2往復半
  - 特急「サンダーバード」（大阪駅 - 敦賀駅間）25往復
- 北近畿・山陰方面
  - 特急「こうのとり」（新大阪駅 - 福知山駅・豊岡駅・城崎温泉駅間）
  - 特急「スーパーはくと」（京都駅・大阪駅 - 鳥取駅・倉吉駅間）8往復
  - 特急「はまかぜ」（大阪駅 - 豊岡駅・城崎温泉駅・香住駅・鳥取駅間）3往復
  - 通勤特急「らくラクはりま」（京都駅 - 網干駅間）2往復
- 奈良・関西空港・和歌山方面
  - 特急「まほろば」（奈良駅 - おおさか東線経由 - 大阪駅）
  - 通勤特急「らくラクやまと」（奈良駅 - 大阪環状線経由 - 新大阪駅）1往復
  - 特急「はるか」（野洲駅・京都駅 - 関西空港駅）
  - 特急「くろしお」（京都駅・新大阪駅 - 和歌山駅・紀伊田辺駅・白浜駅・新宮駅）

### 引き上げ線
引き上げ線が大阪環状線ホームの西に2線、東海道本線（JR京都線・JR神戸線）ホームの東と西にそれぞれ1線ずつ設置されている。大阪環状線の引き上げ線は、当駅止まりの列車の折り返しなどに使用され、東海道本線の引き上げ線はJR京都線の4時台の始発列車および、その次の列車が網干総合車両所宮原支所から回送されてくる時と、1時到着の最終列車が網干総合車両所宮原支所へ回送される際に、西引き上げ線で折り返す。

## 駅弁
主な駅弁は下記の通り。
- あっちっちかにめしとすきやき弁当
- 京阪神るるぶ弁当
- 神戸のすきやきとステーキ弁当
- ひっぱりだこ飯
- 六甲山縦走弁当
- パンダくろしお弁当

## 利用状況
2023年（令和5年）度の1日平均乗車人員（降車人員含まず）は367,419人である。JR西日本の駅では第1位であり、近畿圏および西日本で最多の利用客を誇り、JRグループ全体では新宿駅・池袋駅・東京駅に次ぐ第4位である。JR西日本の駅でも当駅が突出して利用者数が多く、京都駅の約2.5倍、三ノ宮駅の約3倍に相当する。梅田地区の鉄道駅の中でもOsaka Metroの梅田駅や阪急電鉄の大阪梅田駅を抑えて最も多い。2017年度の一日の乗降客数（乗車人員に降車人員を加えたもの）は、863,086人である。
アーバンネットワークの輸送サービス改善効果もあり、JRが発足した1987年度から1995年度にかけての8年間で乗車人員は16万人以上増加して47万人を越えた。1997年3月8日に隣接するJR東西線の北新地駅が開業した後は乗車人員が減少し、しばらく42万人程度で推移していたが、2009年3月20日に阪神なんば線が開業した後は2010年度まで大きく落ち込み、40万人を割り込んだ。その結果、同年度はJR各社の乗車人員の比較において、以前は大阪駅よりも下位であった横浜駅（JR東日本）を下回り第5位となったが、2011年5月4日に大阪ステーションシティが開業したことで、JR大阪駅の利用者が前年同期比で14%増加したと発表したほか、大阪駅のリニューアル効果によりお盆期間中の利用が前年比で7%増加した。これにより、2012年度はJR各社の乗車人員の比較において、横浜駅および渋谷駅（JR東日本）を上回る第3位となった。2015年度から2019年度は東京駅に、2020年度と2021年度は再び横浜駅に抜かれ第4位に。2022年度には再度これら2駅を抜き返し3位となったが、2023年度に再度東京駅に抜かれ4位となり現在に至る。
各年度の1日平均乗車人員は以下の通り。
| 年度               | 1日平均 乗車人員 | 増減率 | 順位 | 定期利用状況 | 定期利用状況 | 出典            | 出典          |
| 年度               | 1日平均 乗車人員 | 増減率 | 順位 | 1日平均      | 定期率       | JR西日本        | 大阪府        |
| ------------------ | ---------------- | ------ | ---- | ------------ | ------------ | --------------- | ------------- |
| 1988年（昭和63年） | 326,138          |        |      | 206,793      | 63.4%        |                 | [ 大阪府 1 ]  |
| 1989年（平成元年） | 368,203          | 12.9%  |      | 215,637      | 58.6%        |                 | [ 大阪府 1 ]  |
| 1990年（平成02年） | 400,043          | 8.6%   | 4位  | 228,789      | 57.2%        |                 | [ 大阪府 2 ]  |
| 1991年（平成03年） | 414,234          | 3.5%   | 5位  | 239,115      | 57.7%        |                 | [ 大阪府 3 ]  |
| 1992年（平成04年） | 430,109          | 3.8%   | 3位  | 249,674      | 58.0%        |                 | [ 大阪府 4 ]  |
| 1993年（平成05年） | 437,581          | 1.7%   | 3位  | 255,136      | 58.3%        |                 | [ 大阪府 5 ]  |
| 1994年（平成06年） | 444,277          | 1.5%   | 3位  | 259,803      | 58.5%        |                 | [ 大阪府 6 ]  |
| 1995年（平成07年） | 477,918          | 7.6%   | 3位  | 275,651      | 57.7%        |                 | [ 大阪府 7 ]  |
| 1996年（平成08年） | 475,887          | -0.4%  | 3位  | 274,959      | 57.8%        |                 | [ 大阪府 8 ]  |
| 1997年（平成09年） | 439,302          | -7.7%  | 3位  | 256,473      | 58.4%        |                 | [ 大阪府 9 ]  |
| 1998年（平成10年） | 429,719          | -2.2%  | 3位  | 248,451      | 57.8%        |                 | [ 大阪府 10 ] |
| 1999年（平成11年） | 425,461          | -1.0%  | 3位  | 243,474      | 57.2%        |                 | [ 大阪府 11 ] |
| 2000年（平成12年） | 424,259          | -0.3%  | 4位  | 241,612      | 56.9%        |                 | [ 大阪府 12 ] |
| 2001年（平成13年） | 430,995          | 1.6%   | 3位  | 241,777      | 56.1%        |                 | [ 大阪府 13 ] |
| 2002年（平成14年） | 419,770          | -2.6%  | 4位  | 239,208      | 57.0%        |                 | [ 大阪府 14 ] |
| 2003年（平成15年） | 425,876          | 1.5%   | 3位  | 240,172      | 56.4%        |                 | [ 大阪府 15 ] |
| 2004年（平成16年） | 426,348          | -0.1%  | 3位  | 240,511      | 56.4%        |                 | [ 大阪府 16 ] |
| 2005年（平成17年） | 425,197          | -0.3%  | 3位  | 239,462      | 56.3%        |                 | [ 大阪府 17 ] |
| 2006年（平成18年） | 423,454          | -0.4%  | 4位  | 237,654      | 56.1%        |                 | [ 大阪府 18 ] |
| 2007年（平成19年） | 425,010          | 0.4%   | 4位  | 236,289      | 55.6%        |                 | [ 大阪府 19 ] |
| 2008年（平成20年） | 422,429          | -0.6%  | 4位  | 233,298      | 55.2%        |                 | [ 大阪府 20 ] |
| 2009年（平成21年） | 401,485          | -5.0%  | 4位  | 225,260      | 56.1%        |                 | [ 大阪府 21 ] |
| 2010年（平成22年） | 394,503          | -1.7%  | 5位  | 220,602      | 55.9%        |                 | [ 大阪府 22 ] |
| 2011年（平成23年） | 406,576          | 3.1%   | 4位  | 220,755      | 54.3%        |                 | [ 大阪府 23 ] |
| 2012年（平成24年） | 413,614          | 1.7%   | 3位  | 221,325      | 53.5%        |                 | [ 大阪府 24 ] |
| 2013年（平成25年） | 429,519          | 3.8%   | 3位  | 226,571      | 52.7%        | [ JR西日本 1 ]  | [ 大阪府 25 ] |
| 2014年（平成26年） | 423,758          | -1.3%  | 3位  | 223,741      | 52.8%        | [ JR西日本 2 ]  | [ 大阪府 26 ] |
| 2015年（平成27年） | 431,743          | 1.9%   | 4位  | 226,384      | 52.4%        | [ JR西日本 3 ]  | [ 大阪府 27 ] |
| 2016年（平成28年） | 431,543          | -0.0%  | 4位  | 226,555      | 52.5%        | [ JR西日本 4 ]  | [ 大阪府 28 ] |
| 2017年（平成29年） | 436,187          | 1.1%   | 4位  | 228,853      | 52.5%        | [ JR西日本 5 ]  | [ 大阪府 29 ] |
| 2018年（平成30年） | 433,637          | -0.6%  | 4位  | 229,480      | 53.0%        | [ JR西日本 6 ]  | [ 大阪府 30 ] |
| 2019年（令和元年） | 422,685          | -2.5%  | 4位  | 229,538      | 54.3%        | [ JR西日本 7 ]  | [ 大阪府 31 ] |
| 2020年（令和02年） | 290,317          | -31.3% | 4位  | 188,199      | 64.8%        | [ JR西日本 8 ]  | [ 大阪府 32 ] |
| 2021年（令和03年） | 294,979          | 1.6%   | 4位  | 181,940      | 61.7%        | [ JR西日本 9 ]  | [ 大阪府 33 ] |
| 2022年（令和04年） | 347,078          | 17.7%  | 3位  | 189,439      | 54.6%        | [ JR西日本 10 ] | [ 大阪府 34 ] |
| 2023年（令和05年） | 367,419          | 5.9%   | 4位  | 193,120      | 52.6%        | [ JR西日本 11 ] | [ 大阪府 35 ] |

## 駅周辺

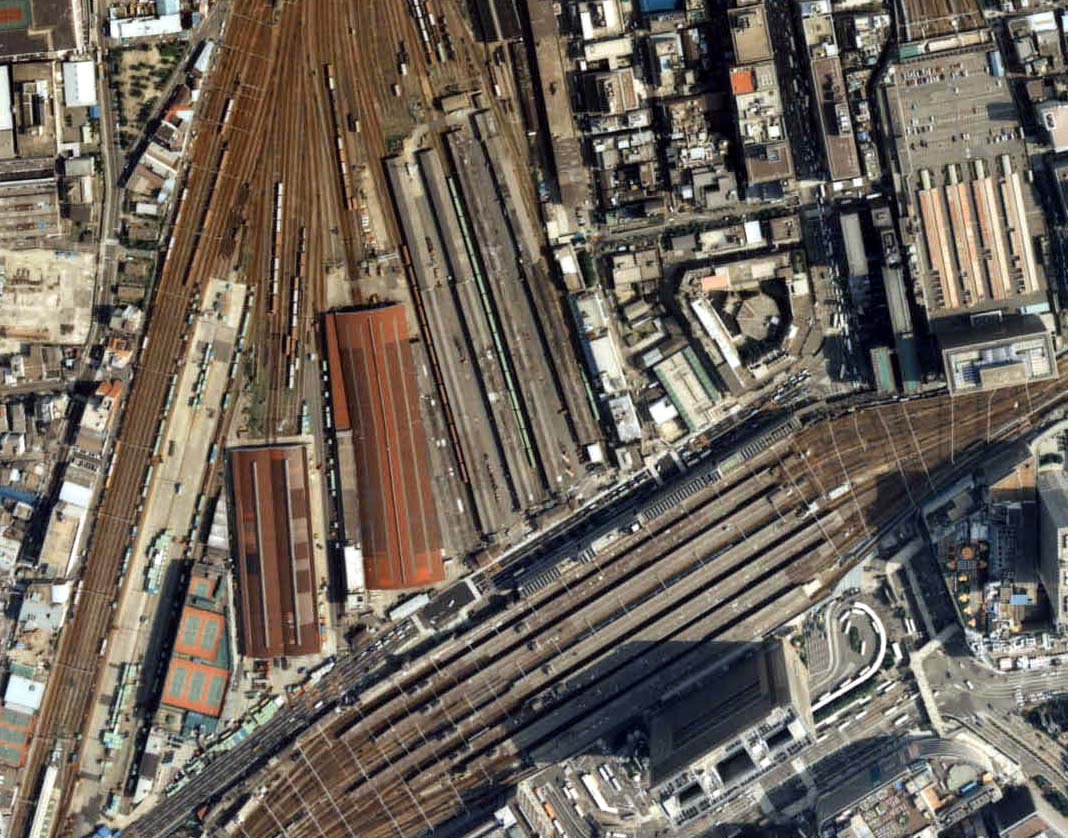
1985年当時の大阪駅付近。大阪駅は画面下。右上は阪急梅田駅、左上は梅田貨物駅。

駅の立地する梅田は西日本最大の繁華街・オフィス街となっている。同駅周辺には百貨店・ファッションビル・ホテル・オフィスビルなどが林立しており、難波・心斎橋と並ぶ大阪の商業の中心地である。難波を中心とする繁華街をミナミというのに対し、梅田を中心とする繁華街はキタと呼ばれる。大阪の市街地方面であった駅南側が駅の表玄関であるのに対して、駅北側は広大な貨物ターミナル駅が広がるような土地であり、駅ビルも南側のアクティ大阪（現在のサウスゲートビルディング）のみであった。2000年代以降はヨドバシ梅田やグランフロント大阪、JR大阪駅北側の新しい駅ビルであるノースゲートビルディング（大阪ステーションシティ）の開業など再開発が進行しており、急速な発展を遂げている。大規模再開発の影響により、グランフロント大阪南館（大深町4-20）が大阪市の商業地としての最高価格地点を記録するまでに至っている。
高速バス乗り場やタクシー乗り場、ビジネス街も近いところから、交通や経済の要となっている。リッツ・カールトンやヒルトンなどの有名ホテルも近い。
JR北新地駅、JR福島駅、阪急中津駅、Osaka Metro肥後橋駅、Osaka Metro中崎町駅、京阪渡辺橋駅などは徒歩圏内である。特に渡辺橋駅へは地下道に乗換案内が記載されており、堂島や西梅田の至近にある。
北側には梅田貨物駅があったが2013年4月1日に廃止され（貨物駅機能は百済貨物ターミナル駅と吹田貨物ターミナル駅に移転）、跡地のうめきたエリアは再開発が計画されている。そのうち東側の一部は第1期開発として、2013年4月26日にオフィス・ホテル・レジデンス・広場・商業施設からなる大型複合施設のグランフロント大阪が開業した。現在はその西側に第2期開発としてグラングリーン大阪の建設工事が進められており、2024年に一部街開き、2027年度に全体開業する予定である。大規模な都市公園・オフィス・ホテル・レジデンス・商業施設などで構成される予定である。2023年に開業したJR大阪駅の地下ホーム（JR大阪駅うめきたエリア）はこの一角に設置されたものである。

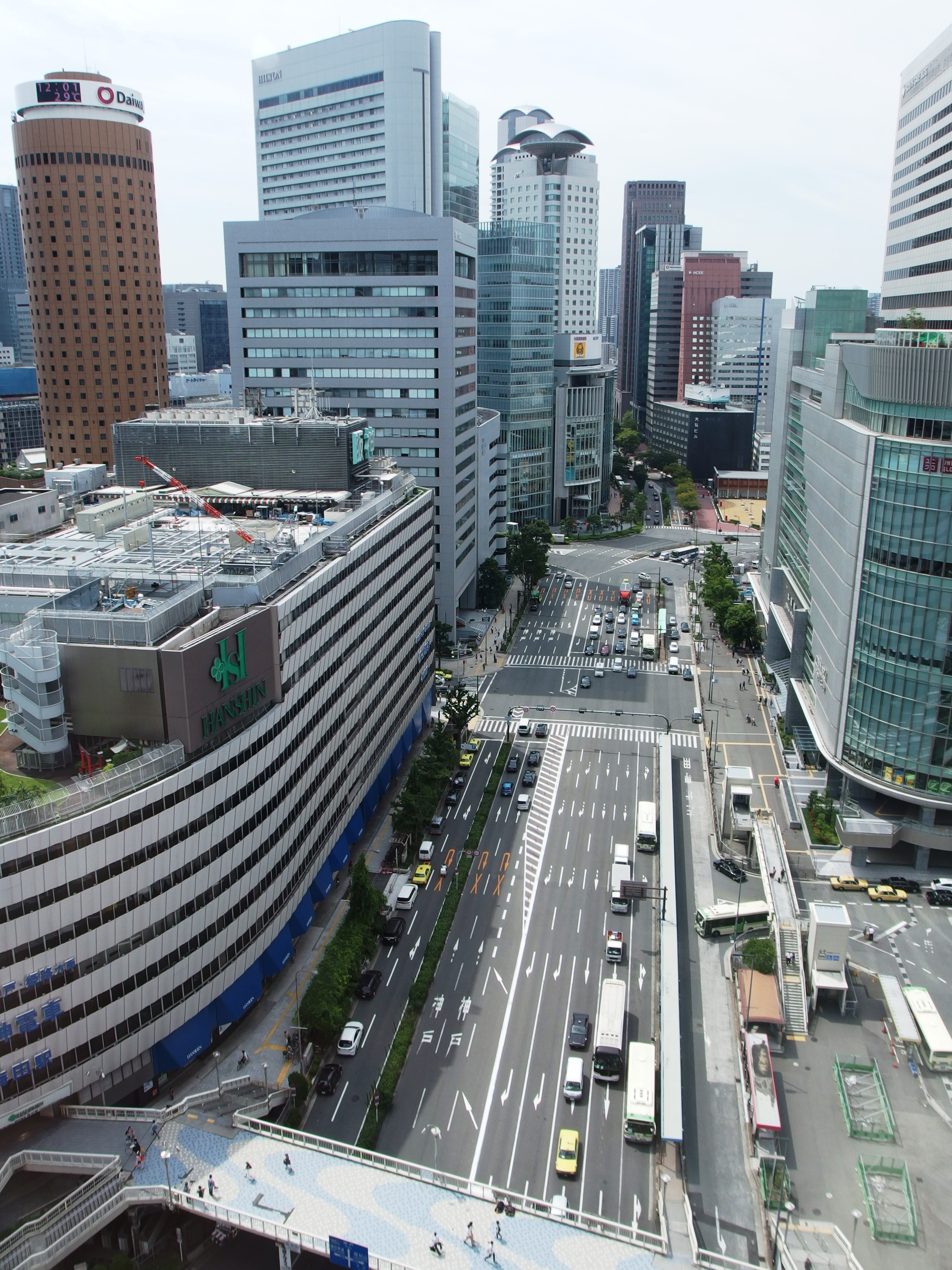
大阪駅南側
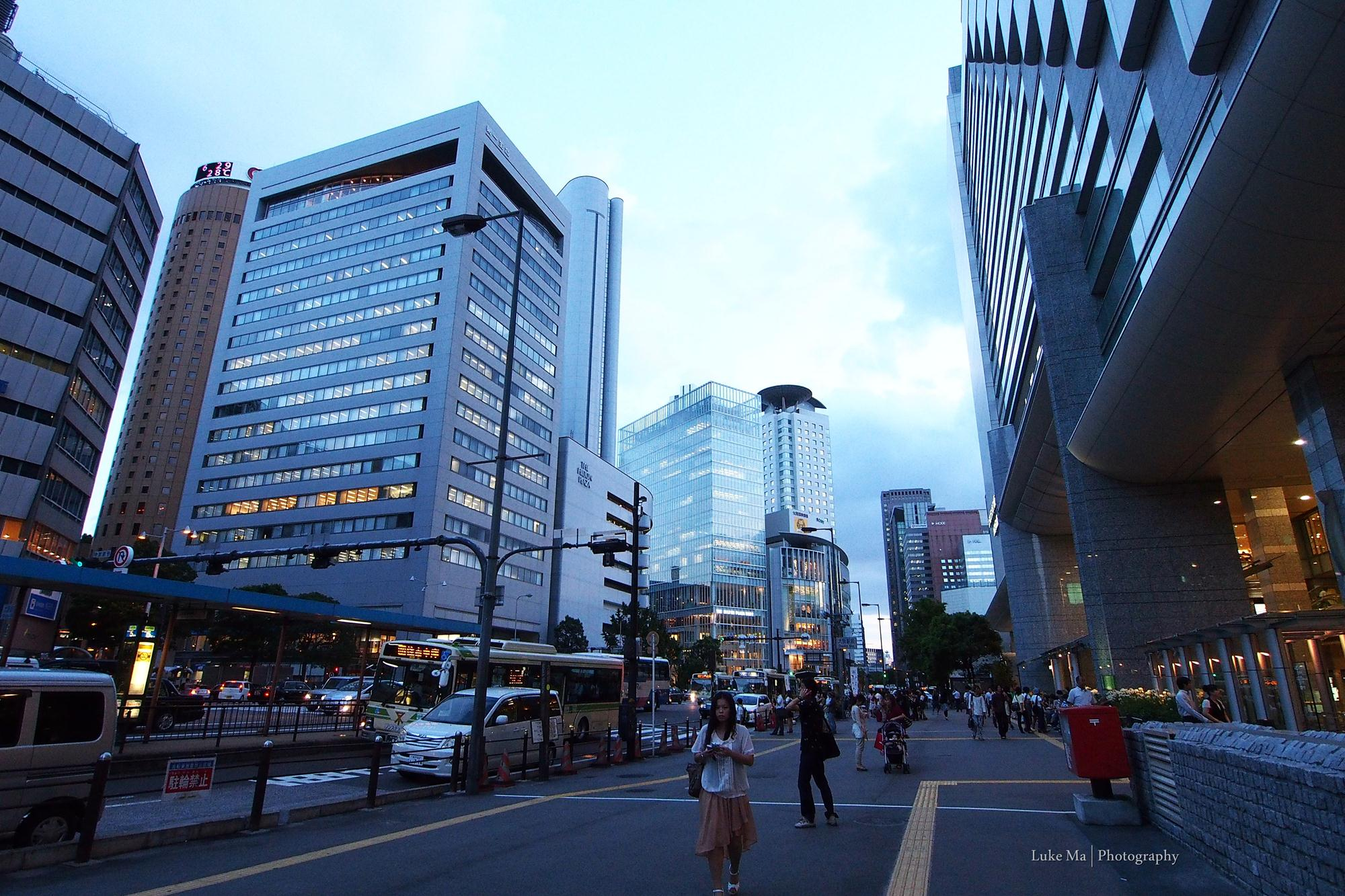
大阪駅南口
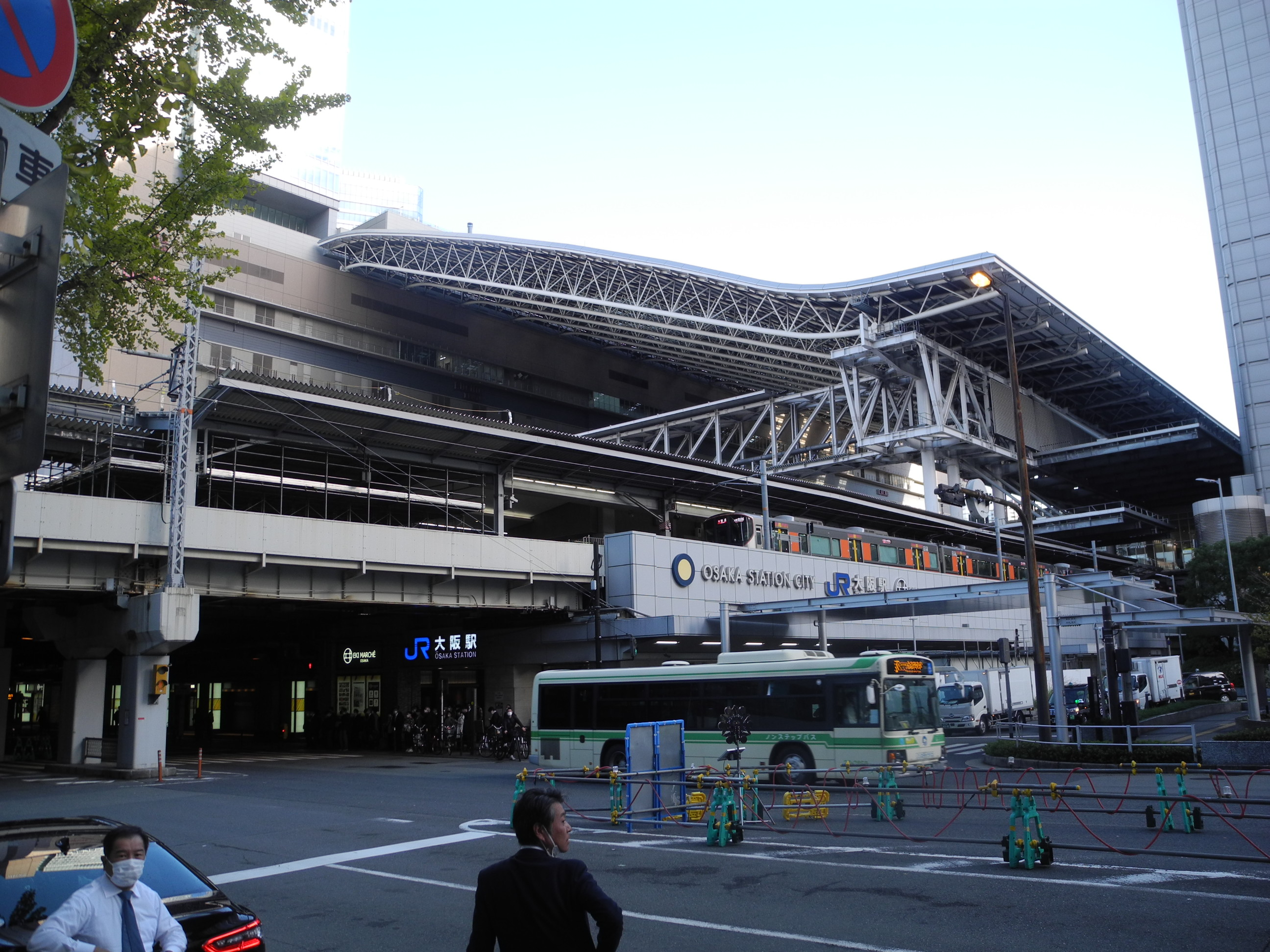
大阪駅桜橋口
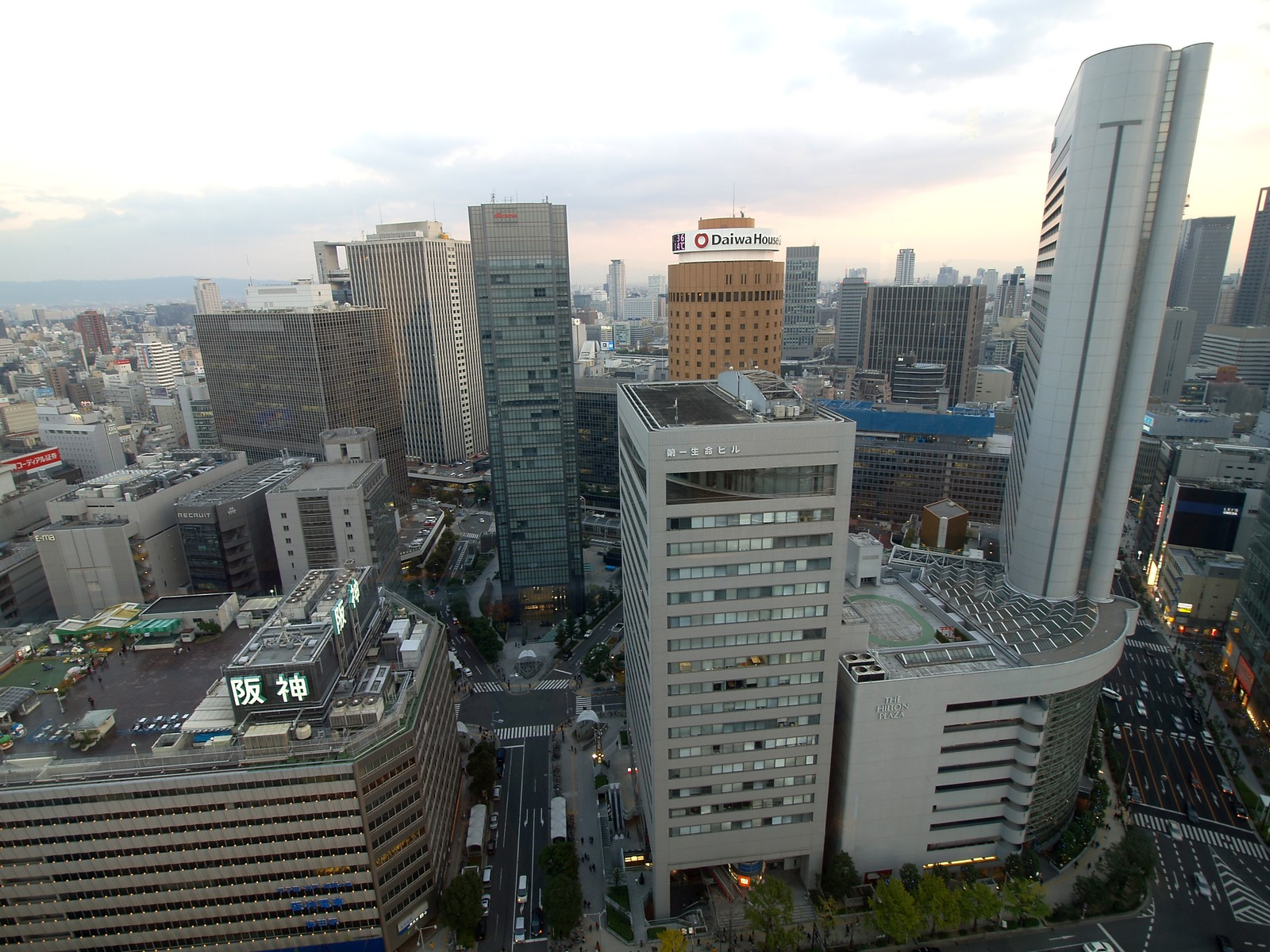
大阪駅中央口前のビル群
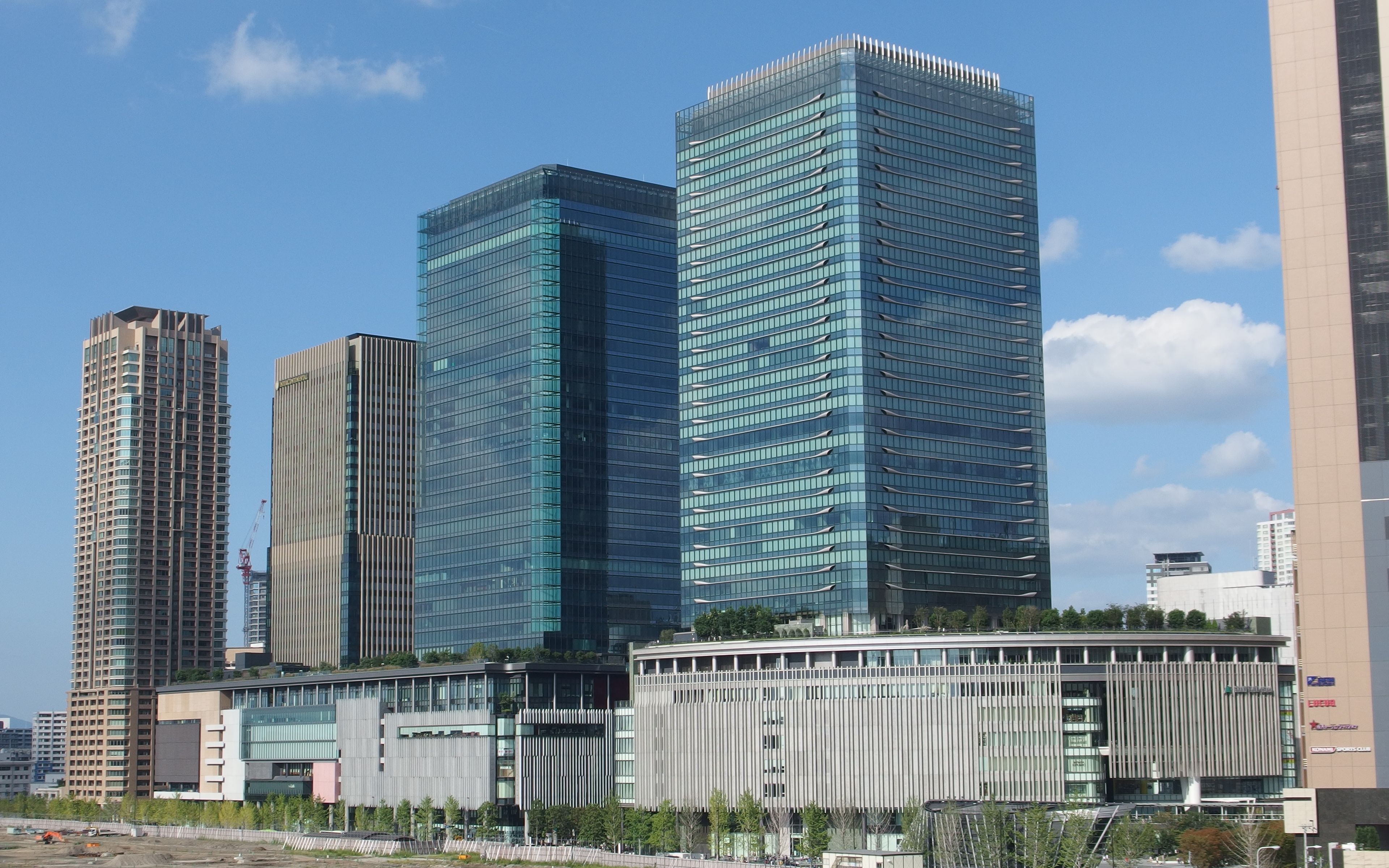
大阪ステーションシティ（サウスゲートビルディング・ノースゲートビルディング・イノゲート大阪）
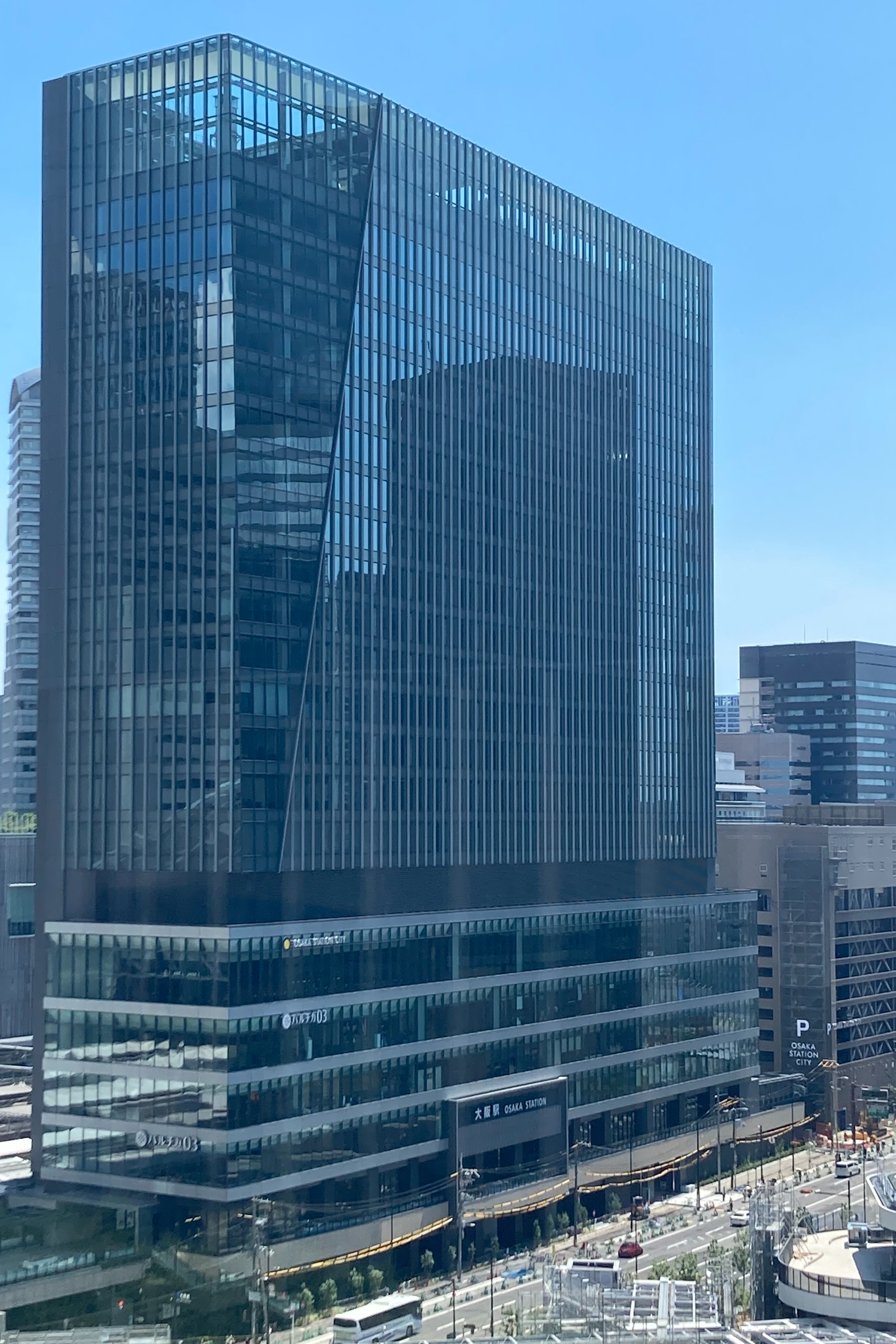
イノゲート大阪

- グランフロント大阪
- グラングリーン大阪（再開発中）
- ヨドバシ梅田
- ホテルヴィスキオ大阪
- JR西日本本社ビル
- 阪急電鉄本社ビル
- 阪急百貨店うめだ本店
- 新梅田食道街
- 阪神百貨店梅田本店
- ヘップファイブ
- ホワイティうめだ
- ディアモール大阪
- ヒルトン大阪
- ハービスOSAKA
- ハービスENT
- JPタワー大阪（KITTE大阪）
- 大阪モード学園
- 大阪府曽根崎警察署

- 大阪駅南側
- 大阪駅南口
- 大阪駅桜橋口
- 大阪駅中央口前のビル群
- グランフロント大阪
- イノゲート大阪

## その他

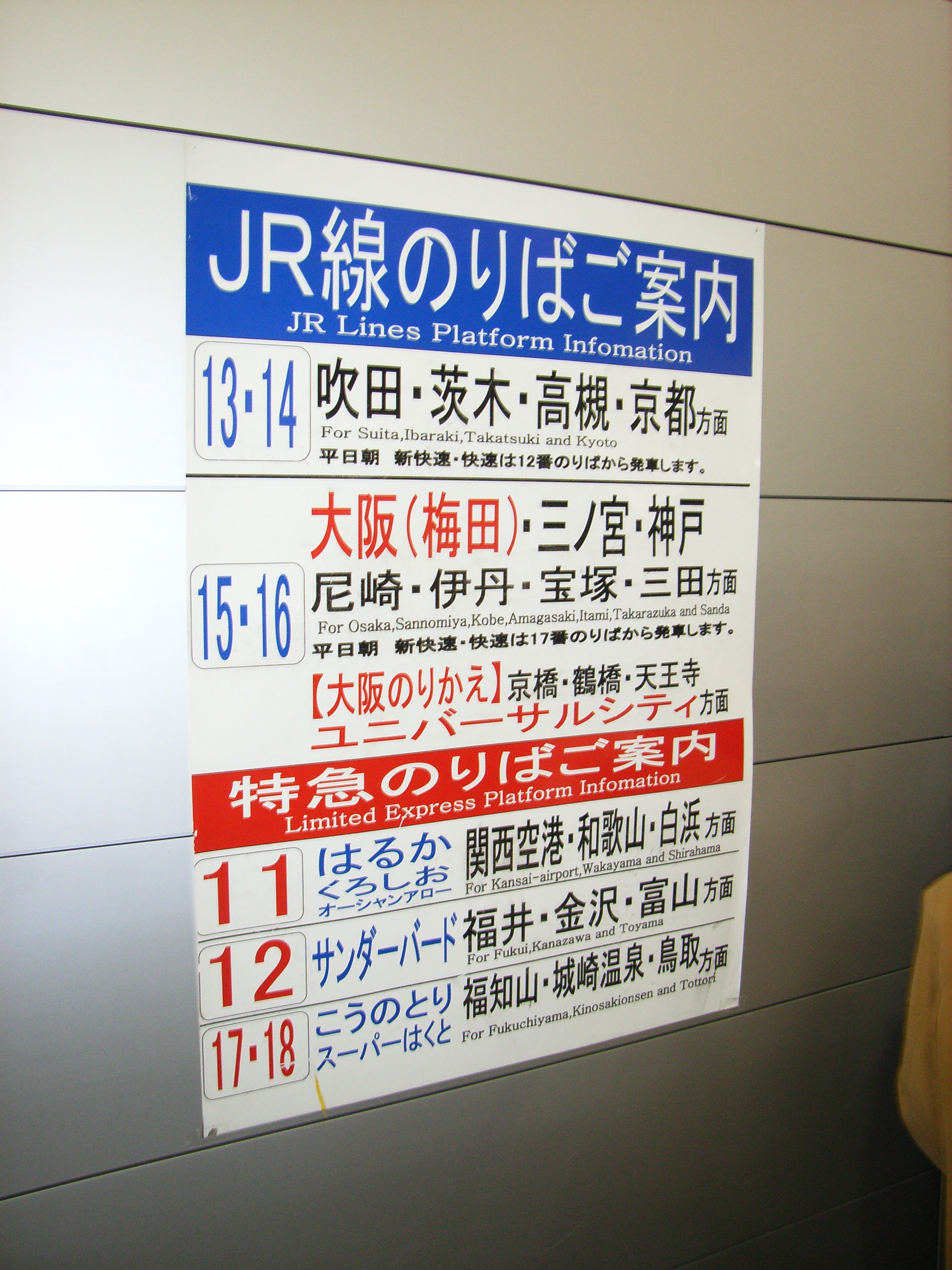
新大阪駅構内にある在来線乗り場案内。「大阪（梅田）」が赤字で表示。

- 初代大阪駅舎の駅前には高さ10メートルの時鐘台があり、列車が発車する5分前になると鐘を鳴らしていた。この鐘は駅が二代目に改築された時に行方が分からなくなったが、三代目が建築された頃に保線区で逆さ向きにして手洗い鉢にされているのが発見され、急遽回収されたという逸話が残っている。その後、1960年（昭和35年）に日本国有鉄道により鉄道記念物に指定され、現在は京都鉄道博物館に保存展示されている。重さ約100 kg。後に大阪駅でもう一つの鐘（重さ28 kg）が保管されていることが発覚し、時鐘は二つあったと推測されている[88]。この鐘は1980年（昭和55年）5月から大阪駅北ビルで「旅立ちの鐘」として展示されたが、駅改良工事に伴い2010年（平成22年）11月に撤去された[89]。
- 1901年（明治34年）の二代目駅舎の建設時に、正面玄関の左右に銅像の「噴水小僧」が2体設置された。1体は三代目駅舎建設時に移転する際に行方不明になり、もう1体が中央コンコースの人工池に展示され待ち合わせ場所として親しまれていたが、五代目大阪駅舎に引き継がれることなく、駅改良工事に伴い2004年（平成16年）3月に撤去。現在は京都鉄道博物館にて保管されている[89]。銅像としての「噴水小僧」は継承されなかったが、2024年（令和6年）7月に供用開始された西口にて、「噴水小僧」が描かれたパブリックアート作品『THE FOUNTAIN BOY』が設置された。デザインを担当したのは漫画家の荒木飛呂彦である[広報 27]。
- 新大阪駅構内にある在来線乗り場案内では「大阪（梅田）」と「梅田」が併記され、かつ赤字で表示されている。
- 2019年6月7日をもって大阪環状線・JRゆめ咲線から201系が撤退したことにより、東京駅に先駆けて、大阪駅に定期列車として出入りする車両はJR発足後の車両に統一された[注 8][注 9]。
- うめきたエリアには、日本では初となるみどりの券売機プラス+AIが導入されている[広報 1]。従来のみどりの券売機プラスのように、乗客自身の操作やオペレーターとの通話案内の利用ができるほか、新たにAIによる自動応対機能による対話を通じて切符を購入することが可能[広報 1]。なお、AI自動応対機能を利用する場合、購入可能な切符は乗車券や特急券等の一部の切符に限られる[広報 1]。
- 臨時列車「WEST EXPRESS 銀河」は全行路において当駅に停車するが、東海道本線経由の山陽方面と山陰方面は地上ホーム、梅田貨物線経由の紀南方面は地下ホームに入線する。地下ホームではフルスクリーンホームドアが設置された21番のりばに入線せず、おおさか東線発着の22番のりばを使用する。

## 隣の駅
※特急・急行列車の停車駅は各列車記事を参照。
西日本旅客鉄道（JR西日本）
 JR京都線・JR神戸線（東海道本線）
- 寝台特急「サンライズ瀬戸」「サンライズ出雲」上り停車駅（臨時列車は下りも停車）
- 特急「スーパーはくと」「こうのとり」停車駅
- 特急「サンダーバード」「ひだ」「はまかぜ」発着駅
- 通勤特急「らくラクびわこ」発着駅
- 通勤特急「らくラクはりま」停車駅

■新快速・■快速
新大阪駅 (JR-A46) - 大阪駅 (JR-A47) - 尼崎駅 (JR-A49)
■普通
新大阪駅 (JR-A46) - 大阪駅 (JR-A47) - 塚本駅 (JR-A48)
 JR宝塚線（当駅 - 尼崎駅間は東海道本線）
■丹波路快速・■快速・■区間快速
大阪駅 (JR-G47) - 尼崎駅 (JR-G49)
■普通
（JR京都線） - 大阪駅 (JR-G47) - 塚本駅 (JR-G48) - 尼崎駅 (JR-G49)
一部の列車は塚本駅を通過する。
 大阪環状線（梅田貨物線の特急を含む）
- 特急「はるか」「くろしお」停車駅
- 通勤特急「らくラクやまと」停車駅

■大和路快速・■区間快速・■関空快速・■紀州路快速・■快速・■直通快速・■普通
天満駅 (JR-O10) - 大阪駅 (JR-O11) - 福島駅 (JR-O12)
 おおさか東線（当駅 - 新大阪駅間は東海道本線支線）
- 特急「まほろば」発着駅

■■臨時快速「エキスポライナー」
ユニバーサルシティ駅（JRゆめ咲線・JR-P16）大阪駅 (JR-F01・JR-O11) - 新大阪駅 (JR-F02)
■直通快速・■普通
大阪駅 (JR-F01) - 新大阪駅 (JR-F02)